# Museu Nacional d'Art de Catalunya
El Museu Nacional d'Art de Catalunya, també conegut amb les sigles MNAC, és un museu d'art de la ciutat de Barcelona que agrupa totes les arts amb la missió de conservar i exhibir la col·lecció d'art català més important del món, des del romànic fins a l'actualitat. El 2019 va rebre 837.700 visitants.
És un consorci amb personalitat jurídica pròpia constituït per la Generalitat de Catalunya, l'Ajuntament de Barcelona i l'Administració General de l'Estat. En el patronat del museu hi ha representades, a més de les administracions públiques, els particulars i les entitats privades que hi col·laboren. Actualment el seu director és Josep Serra.
La seu principal del museu està situada al Palau Nacional de Montjuïc, el qual fou inaugurat el 1929 amb motiu de l'Exposició Internacional. També formen part del conjunt del museu tres institucions més: la Biblioteca Museu Víctor Balaguer de Vilanova i la Geltrú, el Museu de la Garrotxa d'Olot i el Museu Cau Ferrat de Sitges. La gestió d'aquests institucions és independent i la seva titularitat recau en els respectius ajuntaments.

## Edifici

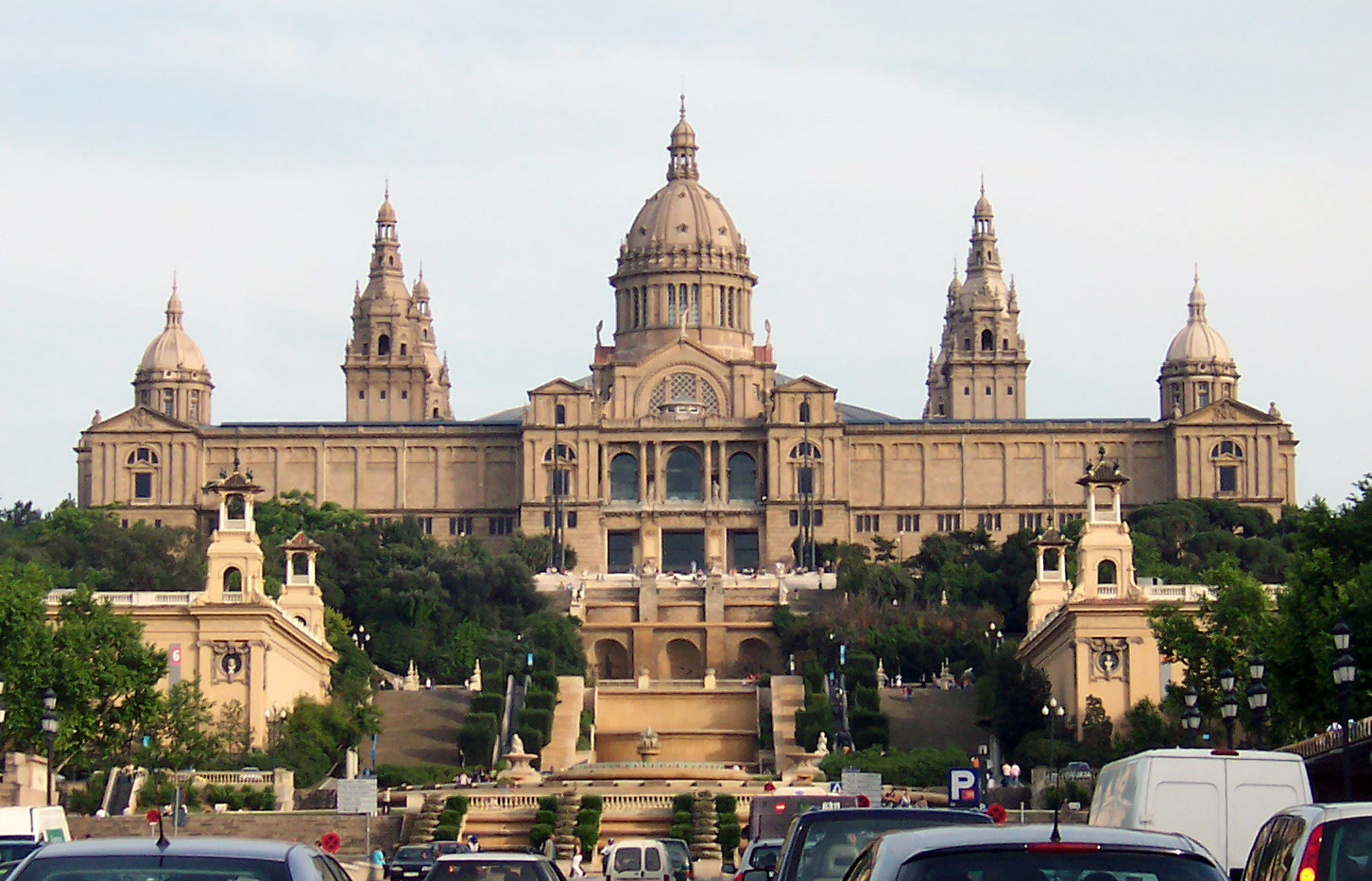
Palau Nacional vist des de l'Avinguda de Maria Cristina

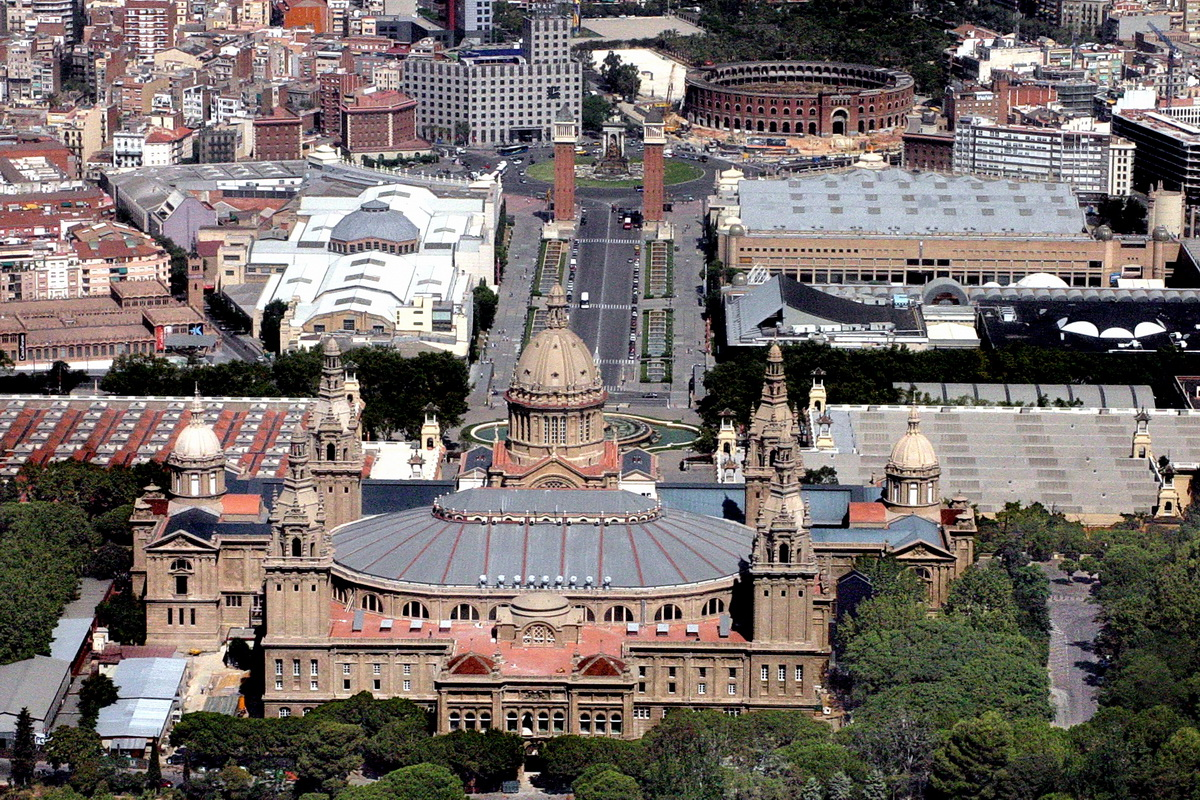
Vista posterior del Palau Nacional amb el saló oval en primer terme i la plaça d'Espanya al fons

Els projectes per urbanitzar els costers de Montjuïc com a pulmó i espai d'esbarjo de Barcelona daten de principis del segle xx. Fou decisiu en aquesta orientació el fet que la muntanya fos escollida com a escenari de la gran Exposició Internacional de Barcelona de 1929: la direcció de la part urbanística i arquitectònica del projecte fou confiada al prestigiós arquitecte modernista Josep Puig i Cadafalch i els jardins, a Jean Claude Nicolas Forestier i a Nicolau Maria Rubió i Tudurí. El Palau Nacional fou concebut dins aquesta planificació com a palau central de l'exposició i el 1924 fou convocat un concurs per a la seva realització –un cop apartat del projecte, Puig i Cadafalch amb l'arribada de la dictadura de Primo de Rivera (1923)–, que guanyaren els arquitectes Eugenio P. Cendoya, Enric Catà i Pere Domènech i Roura. Estava destinat a allotjar una magna exposició –El Arte en España–, amb més de 5.000 peces i reproduccions representatives de la història de l'art espanyol, que tenia dues extensions, el conjunt arquitectònic del Poble Espanyol, encara actiu, i el Palau d'Art Modern, que s'enderrocà.
L'edifici del Palau Nacional de Montjuïc és obra d'Eugenio Cendoya i Enric Catà, sota la supervisió de Pere Domènech i Roura, desestimant un projecte inicial de Puig i Cadafalch i Guillem Busquets. Presenta una façana principal simètrica, amb un cos central que sobresurt i dos laterals; el cos central està coronat per una cúpula d'estil romà, dominant tot el conjunt de la façana i s'acompanya de dues cúpules més petites als costats. Els quatre angles del gran Saló estan compostos per unes torres de planta quadrada que s'integren a la composició de la façana exterior.
L'obra té una superfície de 32.000 m² i és d'estil classicista, inspirada en el Renaixement espanyol. Té una planta rectangular amb dos cossos laterals i un de posterior quadrat, amb una gran cúpula el·líptica a la part central. Les cascades i brolladors de l'escalinata del Palau són obra de Carles Buïgas. En la mateixa època, es van col·locar nou grans projectors que encara avui emeten uns intensos feixos de llum que escriuen el nom de la ciutat al cel.
Al seu Saló Oval es va efectuar la cerimònia d'inauguració de l'exposició El Arte en España, presidida per Alfons XIII i la reina Victòria Eugènia.
En la decoració del Palau –d'estil noucentista (contràriament al classicisme de l'estructura)– hi intervingueren diversos artistes, com els escultors Enric Casanovas, Josep Dunyach, Frederic Marès i Josep Llimona, i els pintors Francesc d'Assís Galí, Josep de Togores, Manuel Humbert, Josep Obiols, Joan Colom i Francesc Labarta. Des del 1934 és la seu del MNAC.
L'any 1985 es van començar a debatre els primers projectes per rehabilitar l'edifici, però no fou fins al 1990 que van començar les obres de restitució segons el projecte dels arquitectes Gae Aulenti i Enric Steegman. L'any 1992 es va realitzar la rehabilitació de la Sala Oval i la consolidació i adequació estructural parcial de l'edifici, així com la reestructuració de dues sales d'exposicions temporals. Entre 1995 i 2004 el palau va patir diverses reformes i ampliacions a càrrec de Gae Aulenti, Enric Steegman, Josep Benedito Rovira i Agustí Obiol, amb l'objectiu de crear espais per poder encabir totes les obres de la col·lecció. Les obres foren encomanades a Eduard Carbonell, el director del museu en aquell moment.
La zona del palau que va necessitar una reforma més complexa fou l'ala on s'exposa l'art romànic. Es va haver de desmuntar la primera planta, reforçar la cúpula i construir parets noves i plafons, a més de canviar totes les instal·lacions de seguretat. Per tal de garantir unes condicions de conservació favorables (humitat, calor…) el febrer de 1995 es va haver de traslladar la col·lecció d'absis romànics, sota la supervisió d'Aulenti. L'objectiu de la reforma arquitectònica era «reunir el passat i el present, preservar les necessitats filosòfiques i morals de l'edifici», interessant-se sobretot en el tema de la il·luminació. Per això es van col·locar llums arran de terra enfocant els absis, deixant alguns punts de les sales més enfosquits de manera que es reproduís l'ambient de les esglesioles romàniques. Moltes de les restauracions van ser realitzades per Gianluigi Colalucci i el seu equip, restauradors també de la Capella Sixtina del Vaticà.

## Història

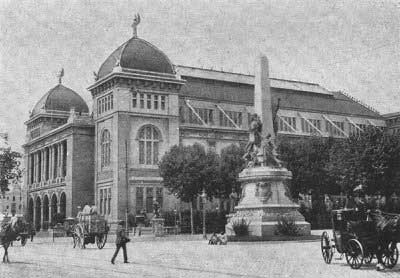
Primera seu del Museu Municipal de Belles Arts de Barcelona, inaugurat el 1891.

El Museu Nacional d'Art de Catalunya és la culminació d'un llarg procés de recuperació històrica que va començar a finals del segle xix gràcies al fenomen de la Renaixença.

### Orígens (1880-1931)
El 15 de març de 1880 es va inaugurar el Museu Provincial d'Antiguitats a la capella de Santa Àgata. Les primeres obres que van compondre el fons artístic provenien del procés de desamortització dels béns eclesiàstics.
El 1888 va sorgir a Barcelona la idea de mantenir una exposició permanent de les obres que s'havien mostrat a l'Exposició Universal, provinents de l'Acadèmia de Bones Lletres i de l'Acadèmia Provincial de Belles Arts. Influenciat per la Renaixença i per les noves tendències museístiques europees, el 18 de gener de 1890 l'Ajuntament de Barcelona va crear una Comissió Municipal de Conservació dels edificis del Parc i del Foment dels Museus Municipals; aquesta comissió va ser la responsable de la creació del Museu Municipal de Belles Arts de Barcelona, inaugurat el 1891 al Palau de les Belles Arts, reaprofitant un dels espais de l'Exposició Universal. El 1915 la col·lecció es va traslladar a l'antic arsenal de la Ciutadella, actual Parlament de Catalunya, creant així el Museu d'Art i Arqueologia.
El 1918, el col·leccionista Lluís Plandiura i Pou va començar a arrencar frescos de les esglésies dels Pirineus. Per arrencar les pintures murals van contractar a una saga de restauradors italians, dirigits per Franco Steffanoni, de Bèrgam, que feien servir una tècnica especial, l'strappo, que permetia aïllar les pintures murals de les parets mitjançant una barreja de clara d'ou i cola. Aquest fet va provocar tot un procés especulatiu sobre les restes romàniques del Pirineu, on antiquaris, capellans i marxants d'art començaren a buidar esglésies i a vendre murals, retaules i altres peces a col·leccionistes privats, i les pintures de l'església de Santa Maria de Mur acabaren al Museum of Fine Arts de Boston.
Davant l'alt risc d'espoli, els responsables de l'Institut d'Estudis Catalans i la Junta de Museus de Catalunya van contractar els mateixos tècnics italians per tal de traslladar les pintures a un lloc més segur a Barcelona, recuperant així gran part de l'actual col·lecció del romànic. La tasca va durar uns tres anys. Durant aquests temps, foren la Junta de Museus i el mateix IEC els encarregats d'ampliar el fons del Museu. Més endavant se n'encarregarien la Mancomunitat de Catalunya i la Generalitat.

### Trasllat al Palau Nacional (1931-1934)
La col·lecció es va traslladar entre el 1931 i el 1934 al Palau Nacional de Montjuïc, reaprofitant també l'edifici construït per a l'Exposició Universal de 1929. Joaquim Folch i Torres va dirigir el projecte de crear un espai on, per primera vegada, es poguessin veure en un mateix recinte obres d'art catalanes des del romànic fins al segle xx. També van ser responsables del projecte Josep Pijoan i Soteras, Josep Llimona i Josep Puig i Cadafalch.
El Museu d'Art de Catalunya es va inaugurar oficialment el dia 11 de novembre de 1934 sota la direcció de Folch i Torres. La inauguració s'havia de celebrar el dia 7 d'octubre, però va coincidir amb els Fets del sis d'octubre i es va ajornar. És per aquest motiu que la inauguració fou presidida pels militars que exercien el poder en aquells moments. Durant el primer mes va rebre més de 20.000 visites.

### Guerra civil (1934-1945)
La col·lecció va durar poc temps al Palau Nacional a causa de l'esclat de la Guerra Civil espanyola. La proximitat entre el Palau i el Castell de Montjuïc va fer que es decidís traslladar la col·lecció per qüestions de seguretat. Es tenia por que el Castell es convertís en un objectiu militar i el Palau es veiés afectat pels atacs. La Comissaria General de Museus de Catalunya, amb Pere Coromines al càrrec, va ocupar-se de controlar les obres, inventariar-les i traslladar-les, amb el suport del llavors conseller de cultura Ventura Gassol, del director del Museu Folch i Torres, i dels tècnics Bosch Gimpera, Martorell i Rubió i Duran i Sampere. No només hi havia les obres de la col·lecció sinó que, des de l'esclat de la guerra, nombrosos particulars havien dipositat obres per salvar-les d'atacs i escorcolls incontrolats.

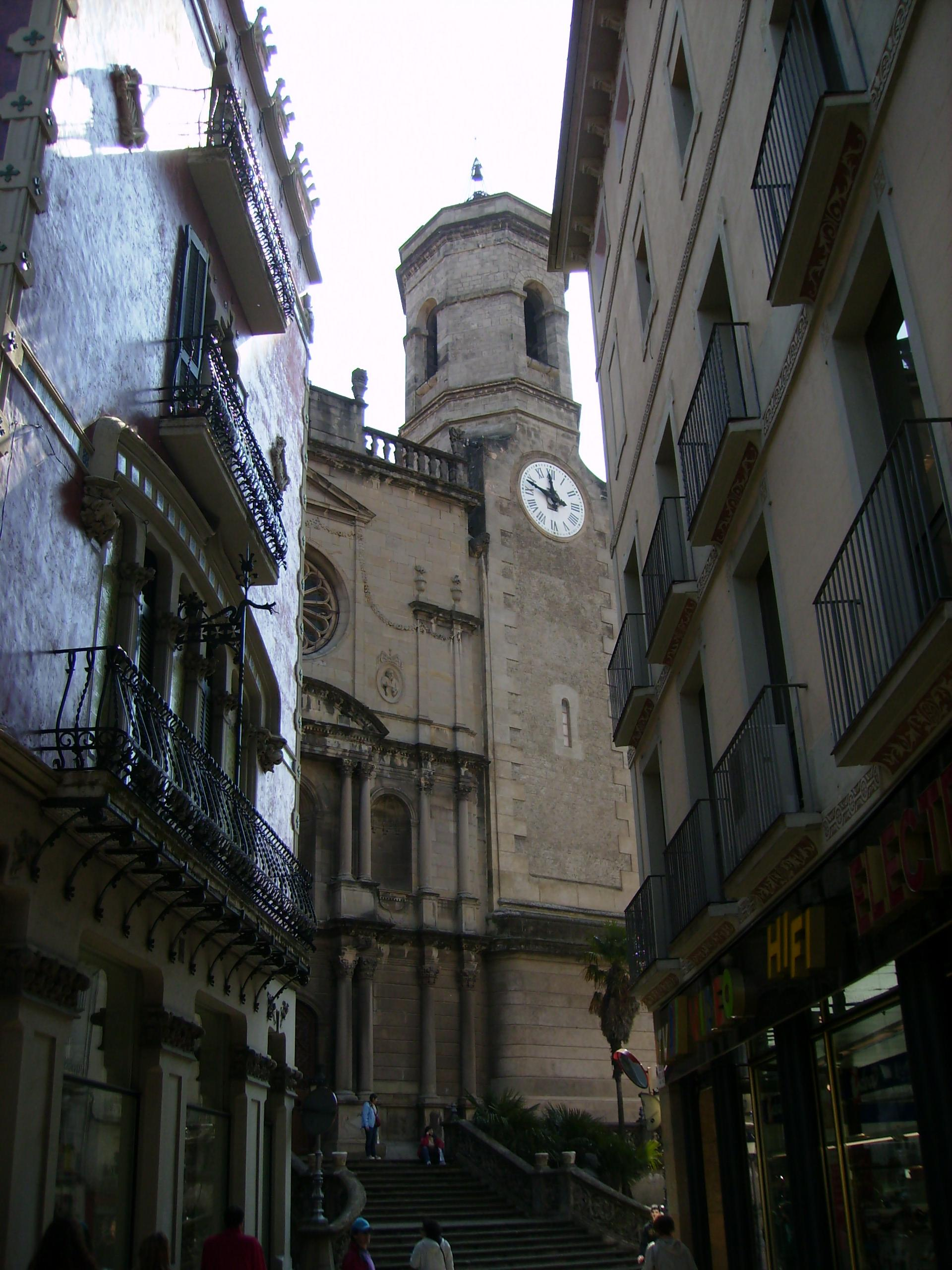
Església de Sant Esteve d'Olot, on foren dipositades les obres d'art durant la Guerra Civil espanyola

Les peces es van traslladar progressivament a l'església de Sant Esteve d'Olot i a diverses masies de Bescanó, Darnius i Agullana, gràcies a un permís signat per l'Ajuntament d'Olot el 4 de novembre de 1936. L'església estava protegida per una patrulla de Mossos d'Esquadra i de bombers, i les obres controlades per un equip de tècnics que va instal·lar el seu taller a la Casa Solà Morales, obra de Domènech i Muntaner.
Amb motiu de l'Exposició Internacional de 1937 a París, es va organitzar una exposició per denunciar la situació política del país. Sota el títol de L'art catalan du Xe au XVe siècle, es van exposar moltes de les obres del museu, del 20 de març al 20 de maig de 1937, al Jeu de Paume de la ciutat francesa; posteriorment s'exposarien també a Maisons-Laffitte, on es van poder instal·lar fins i tot els absis més grans. Més endavant, les obres també foren traslladades a Ginebra. Un cop acabada la guerra, la col·lecció d'art romànic fins a l'art del barroc va tornar al Palau el mes d'agost de 1940 i es van reinaugurar les sales d'art romànic el 12 de juny de 1942.

### Col·lecció separada: el Museu d'Art Modern (1945-1990)
El 5 de juny de 1945 la col·lecció es va dividir. La col·lecció d'art dels segles xix i xx es va instal·lar a l'antic arsenal de la ciutadella, creant el Museu d'Art Modern de Barcelona sota un criteri historicista, on les avantguardes no tenien cabuda. El Museu del Gabinet Numismàtic de Catalunya també es va crear aquell any a la Ciutadella. El 1948 fou nomenat director del museu Joan Ainaud de Lasarte, qui mantindria el càrrec fins al 1985, any que agafaria el càrrec Joan Sureda.

### Museu d'Art de Catalunya i reinauguració (1990-2009)
El 1990, la Llei de Museus va establir la necessitat de crear un museu nacional unint la col·lecció de l'antic Museu d'Art de Catalunya (art romànic, gòtic, renaixement i barroc), inaugurat el 1934; del Museu d'Art Modern (art dels segles XIX i XX), creat el 1945; del Gabinet de Dibuixos i Gravats; del Gabinet Numismàtic de Catalunya; i de la Biblioteca General d'Història de l'Art, creant un nou espai únic de promoció i divulgació artística. El MNAC va néixer oficialment el 14 de novembre de 1990, tot i que la integració establerta pel punt de la llei de museus no implicava cap alteració en la titularitat dels fons esmentats. Un any després, el 1991, el museu va canviar de titularitat, passant de ser un centre municipal de l'Ajuntament de Barcelona a un ens autònom gestionat pel recentment creat patronat, presidit inicialment per Pere Duran Farell. El mateix any Xavier Barral esdevingué el nou director del museu, amb l'objectiu de convertir el MNAC en el Louvre català. Per encabir totes les obres, el Palau es va sotmetre a un procés d'ampliació, a partir d'un projecte dirigit per Gae Aulenti, Enric Steegman, Josep Benedito Rovira i Agustí Obiol, que va costar més de 6 milions d'euros.
L'any 1992 es volia inaugurar el museu coincidint amb els Jocs Olímpics de Barcelona però la manca de finançament per dur a terme les obres d'ampliació i les divergències entre les polítiques culturals dels diferents òrgans de govern no van fer-ho possible. El museu va ser font de diverses polèmiques polítiques, que van arribar a la vida pública amb la discussió sobre la instal·lació o no d'una obra d'Antoni Tàpies -coneguda com El Mitjó- a la Sala Oval del Museu. Es tractava d'una instal·lació de 18 metres d'alçada amb forma de mitjó foradat, a l'interior de la qual podien accedir els visitants. Segons Tàpies, la seva significació era la d'«un humil mitjó a l'interior del qual es proposa la meditació i amb el que vull representar la importància en l'ordre còsmic de les coses petites». Malgrat tot, a causa del rebuig popular al projecte i a l'oposició de la Generalitat de Catalunya, l'obra finalment no es dugué a terme.
El 1994, Eduard Carbonell va assumir el càrrec de director del MNAC, impulsant el finançament i la consegüent finalització de les obres. El museu es va obrir en tres fases. El 1995 es va reobrir la secció d'art romànic; el 1996, la secció de fotografia; el 18 de juliol de 1997, la d'art gòtic; i, finalment, el 16 de desembre de 2004, la resta de sales. A més, el 30 de maig de 1997 va obrir-se la sala permanent Clarà al parc de la Ciutadella. Amb el museu reinaugurat, Carbonell va acomiadar-se com a director amb una exposició sobre Caravaggio que va ajudar a la internacionalització del MNAC; llavors es va obrir un concurs internacional per cobrir el càrrec, que va guanyar Maite Ocaña. La nova directora va començar la digitalització d'obres del museu i la reordenació de la col·lecció, així com la inauguració de nous àmbits, dedicats a Picasso i a les avantguardes catalanes d'abans de la Guerra Civil. El 2009 el fons del museu posseïa un total de 247.833 obres entre les diferents col·leccions. Actualment, el catàleg digital del museu és de més de 30.000 obres.

### 75è aniversari (2009)

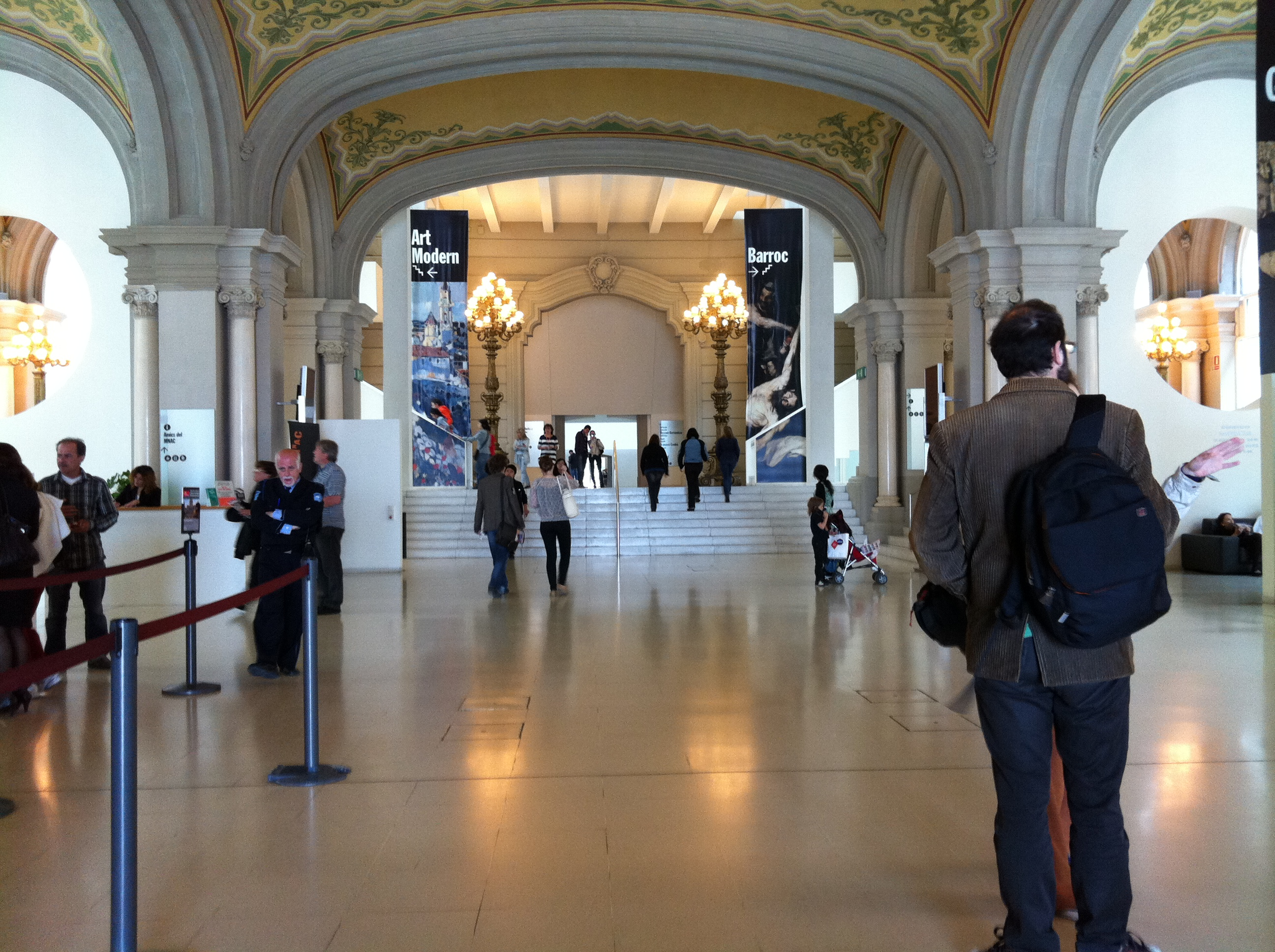
Sala principal del museu amb funció de distribuïdor

En commemoració dels 75 anys de la inauguració del Museu d'Art de Catalunya, el 2009 el MNAC va organitzar l'exposició anomenada Convidats d'Honor. Aquesta exposició temporal va reunir 75 obres mestres de l'art català pertanyents a col·leccions privades, museus catalans, europeus i americans, i al patrimoni eclesiàstic. La mostra va permetre fer un recorregut per la història de l'art català des de l'edat mitjana fins al segle xx a partir de peces de gran qualitat artística del Romànic, del Gòtic, del Renaixement, del Barroc, del segle xix i dels tres primers decennis del segle xx. De manera excepcional, algunes d'aquestes obres van deixar per primera vegada la seva ubicació habitual en esglésies i catedrals de la geografia catalana per sumar-se a aquesta mostra commemorativa, com per exemple la Majestat de Beget, una obra cabdal de l'escultura romànica catalana, o el Retaule gòtic de la Verge de l'Escala de Joan Antigó, de l'Església de Sant Cristòfol de Beget i l'església del monestir de Sant Esteve de Banyoles, respectivament. A canvi, el museu va dur a terme la restauració de les dues obres.
Així mateix, l'exposició va permetre el retorn temporal a Catalunya de peces molt rellevants que, per diversos motius, es troben fora de les fronteres catalanes, com el relleu de Pere Oller del sepulcre del rei Ferran d'Antequera procedent del Monestir de Poblet i avui al Museu del Louvre; una Anunciació de Bernat Martorell del Museu de Belles Arts de Montreal; Mediterrània, d'Arístides Maillol, del Museu d'Orsay; o La masovera de Joan Miró del Centre Georges Pompidou, per citar-ne algunes. Igualment important fou la presència d'obres procedents d'institucions i museus catalans com el brodat de Sant Jordi i la Princesa de la capella del Palau de la Generalitat, el frontal brodat de Jesús i els Evangelistes del Museu Episcopal de Vic, o El venedor de tapissos de Fortuny del Museu de Montserrat, entre moltes altres. En definitiva, l'exposició va permetre acollir durant uns mesos aquesta importantíssima i difícilment repetible selecció de Convidats d'honor.

### Actualitat (2010-)
Durant el 2010 s'inaugurà la remodelació de la sala d'art medieval gòtic i s'inaugura una sala dedicada al pintor urugaio-català Joaquim Torres Garcia, que posteriorment es va transformar en la Sala d'Avantguarda; igualment, al 2011 també es reformulà la col·lecció de l'art medieval romànic.
El setembre de 2011, Maite Ocaña va deixar el càrrec com a directora del museu i es va obrir un concurs públic per a decidir un nou director. Es van presentar 17 candidatures a la convocatòria. El comitè encarregat d'analitzar els projectes fou integrat per Miguel Zugaza, director del Museo del Prado; Maria Bolaños, directora del Museo Nacional de Escultura; Bartomeu Marí, director del MACBA; Josephine Matamoros, llavors directora del Museu d'Art Modern de Ceret; Eduard Carbonell, director del MNAC entre 1994 i 2005 i Daniel Giralt-Miracle, crític i historiador de l'art. Fou presidit per Miquel Roca, President dels Amics del MNAC. Narcís Serra, oncle de Josep, va anunciar que es retiraria d'aquest òrgan de govern per evitar malentesos durant el procés de decisió. El 24 de novembre de 2011 es va anunciar que el patronat del Museu proposava Pepe Serra com a futur director del Museu. La Junta de Museus va ratificar la proposta del Patronat el 14 de desembre, tal com es preveu a l'article 17 dels Estatuts del MNAC. El Govern de la Generalitat de Catalunya el va nomenar director el 20 de desembre.
El març de 2012 el conseller Ferran Mascarell va presentar un nou Pla de Museus per a Catalunya, on es dissenyava tota una xarxa museística vertebrada per 4 grans museus nacionals: el MACBA, el MNAC, el futur Museu d'Història de Catalunya i el Museu de Ciències Naturals, que faran d'eix vertebrador de 4 constel·lacions o línies de gestió. A l'abril es va fer pública la col·laboració entre el museu i el Google Art Project, i al juliol es va fer signar un conveni entre el Consorci Patrimoni Mundial de la Vall de Boí i el MNAC per impulsar conjuntament el patrimoni romànic. Durant el mes d'agost es va fer públic que el museu tindria una sala permanent dedicada a l'arquitecte Antoni Gaudí i fer mirades transversals a la col·lecció, relacionant artistes actuals amb peces antigues, com Tàpies amb el romànic o Perejaume amb el gòtic.
L'abril de 2013 es va fer públic que la Generalitat de Catalunya, l'Ajuntament de Barcelona, el Museu Nacional d'Art de Catalunya, CaixaForum i Fira de Barcelona promouran un gran espai cultural conjunt a Montjuïc, amb la intenció d'impulsar un gran complex dedicat a la cultura aprofitant la concentració d'equipaments museístics i culturals de primer ordre internacional: Museu Nacional, CaixaForum i Fundació Mies van der Rohe. El projecte preveu comptar amb els pavellons d'Alfons XIII i Victòria Eugènia, gestionats per Fira de Barcelona, per destinar-los a finalitats museístiques.
Durant la temporada 2013-2014 va tenir lloc la renovació de les sales d'art modern, que actualment ocupen tota la primera planta del Palau Nacional. L'art modern comença amb Fortuny i arriba fins al Dau al Set, donant més veu a moviments com el modernisme i les avantguardes. El professor i arquitecte Juan José Lahuerta liderà el canvi. El novembre de 2013 es va presentar Mural per a IBM, la primera gran obra de Joan Miró al MNAC.
El juliol de 2015 el museu va rebre una donació de 20 obres de la Col·lecció Antonio Gallardo Ballart, que van ingressar al Museu Nacional gràcies a un acord del col·leccionista amb el museu i els departaments d'Economia i Coneixement i de Cultura de la Generalitat. Es tracta d'un dels ingressos més importants de la història del Museu Nacional a les seves col·leccions medievals. El 2018 es va presentar la nova disposició de les col·leccions de Renaixement i Barroc, juntament amb el Llegat Cambó i el dipòsit de la Col·lecció Thyssen-Bornemisza, i el 2019 s'estrenà la nova presentació de l'Art Modern, amb dues noves sales per l'art de la postguerra i segona avantguarda i amb tres noves obres de Picasso.

## Col·leccions

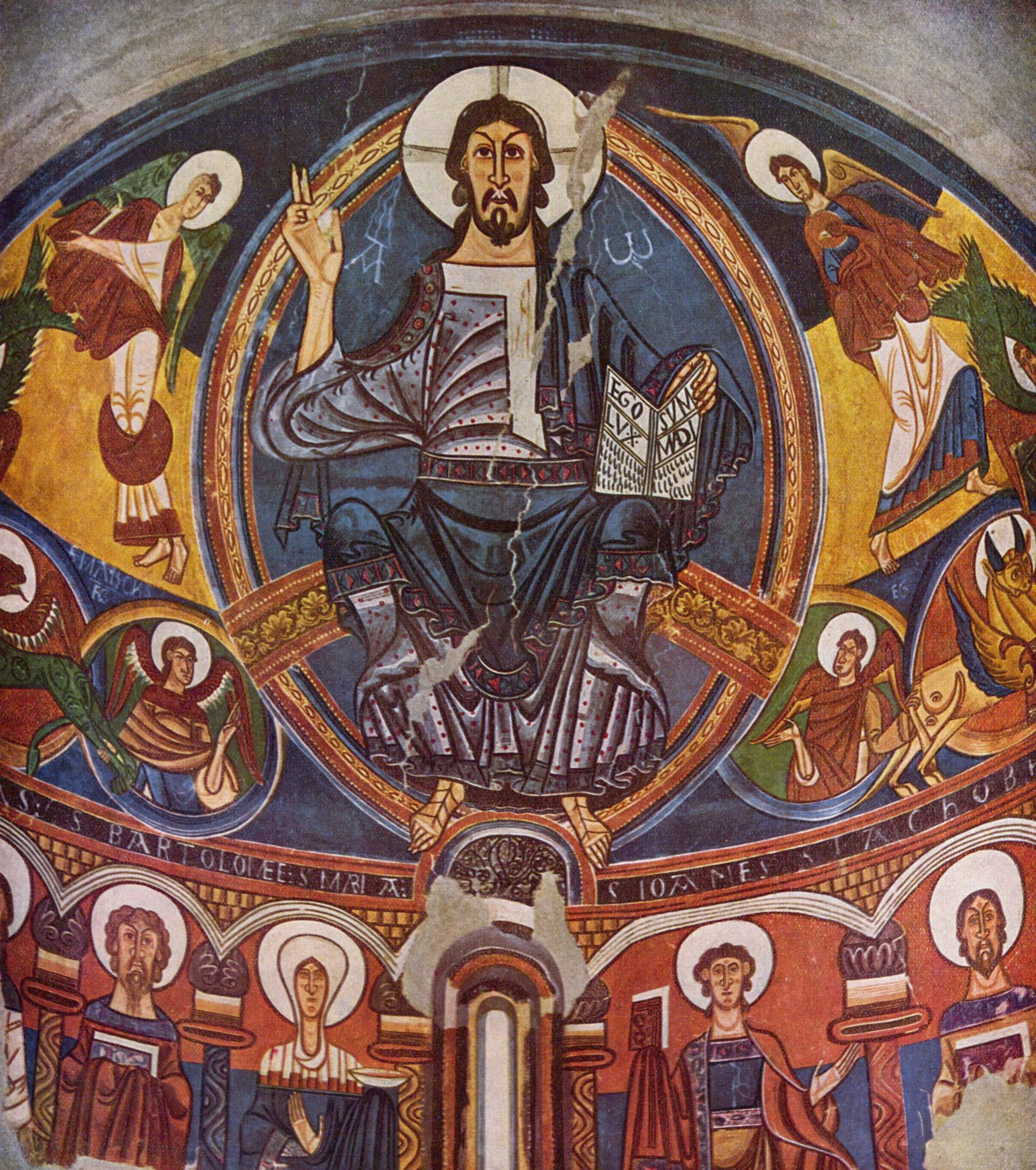
Absis central de Sant Climent de Taüll

El museu, a través de les seves col·leccions, intenta donar un discurs global sobre l'art català des del segle xi fins a l'actualitat. En alguns casos, com les col·leccions del Gòtic, el Renaixement i el Barroc, aquest discurs també es fa per comparació amb obres d'art d'altres procedències.
La col·lecció està dividida en els següents conceptes: art romànic, art gòtic, art del renaixement i barroc, art modern, dibuix, gravat i cartell, fotografia i numismàtica. A més a més, el fons compta amb la Biblioteca d'Història de l'Art i l'Arxiu General.
El fons del museu s'ha anat formant amb els anys, amb l'objectiu de recuperar i representar el gruix del patrimoni artístic català, tant a partir de compres de col·leccions privades (Casellas el 1911, Alexandre de Riquer el 1921, Plandiura el 1932 i Muntadas el 1956) com de donacions (Enric Batlló (1914), Llegat Cambó, Llegat Espona (1958), Llegat Domènec Teixidó, Llegat Bertran (1970), Llegat Fontana (1976), Girbau S.A....).
Pel que fa a l'exposició permanent, està dividida en les següents seccions: Romànic, Gòtic, Renaixement i Barroc, Llegat Cambó, Col·lecció Thyssen-Bornemisza, Col·lecció Carmen Thyssen-Bornemisza, Art modern, Dibuixos, gravats i cartells, fotografia i numismàtica. El recorregut proposat per analitzar i entendre de la millor manera possible la forma com es presenten les col·leccions, comença amb la sala propera al vestíbul, on es troben les pintures romàniques més antigues, la pintura mural i altres formes de pintura (bàsicament sobre fusta), l'escultura i les arts decoratives. Aquesta presentació envolta el Gran Saló i atén a una perspectiva cronològica que passa - un cop visitada la col·lecció d'art Romànic - per les obres gòtiques, després per una altra zona on es pot veure clarament la transició del Gòtic al Renaixement i finalment una tercera que exposa les obres barroques. El circuit continua a la primera planta, on estan ubicades les obres d'art del segle xix i avança cap a l'art del segle xx.
Durant el 2009 va començar un procés de digitalització de la col·lecció, per tal de poder oferir visites virtuals a la col·lecció del museu. El 2010 es va fer pública la creació del portal des d'on es poden observar les primeres 1.900 obres digitalitzades i alguna gigafoto de les obres més rellevants, com La Vicaria de Fortuny o el Pantocràtor de Taüll.

### Romànic (segles XI - XIII)

Majestat Batlló, Anònim (Segle XII)

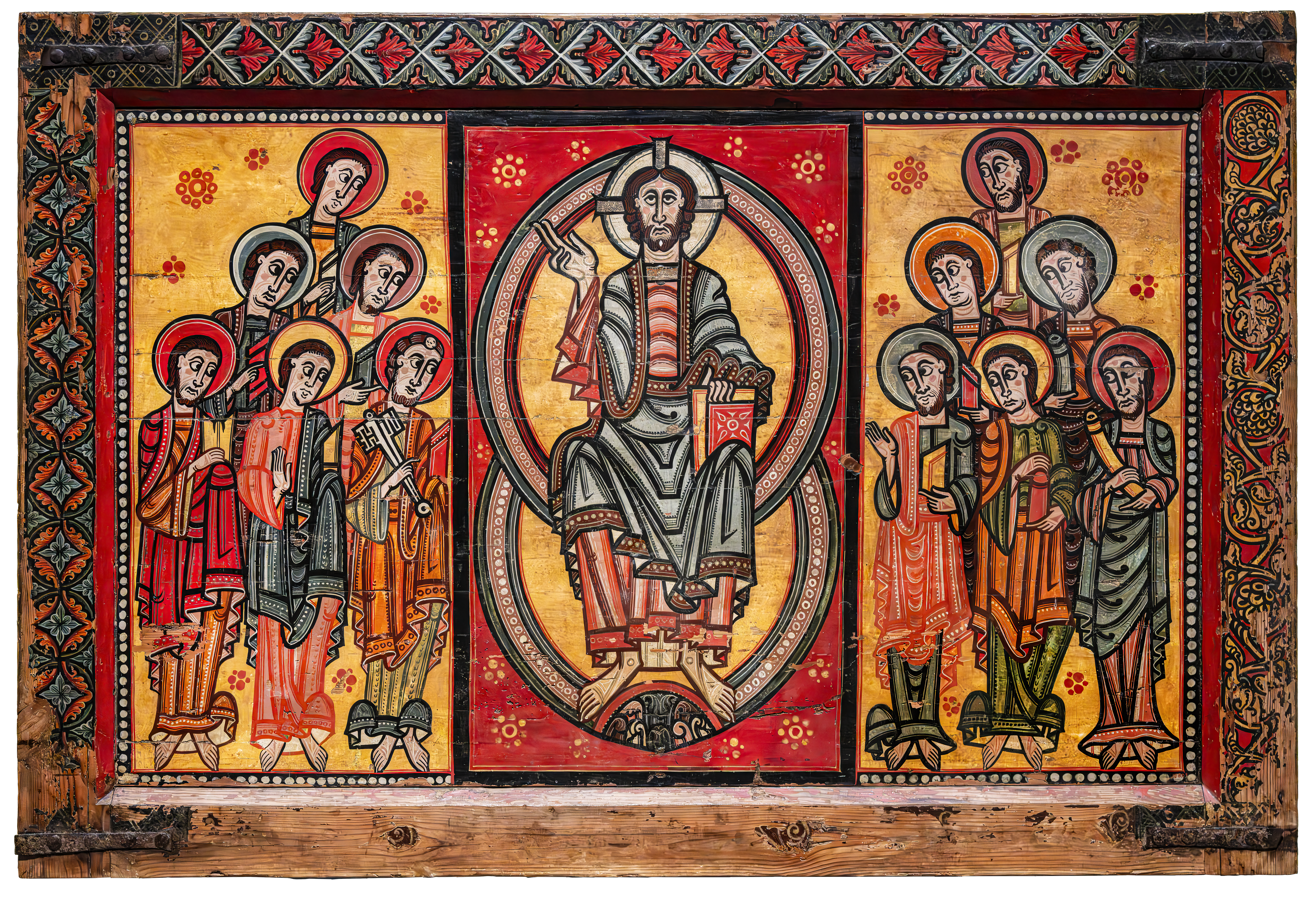
Frontal de la Seu d'Urgell o dels Apòstols, Anònim (cap a 1150)

La Col·lecció d'Art Romànic és una de les més importants i emblemàtiques del Museu per l'excepcional sèrie de conjunts de pintura mural que conté. De fet, la seva singularitat no té parangó en cap altre museu del món. Gran part d'aquestes pintures, procedents de petites esglésies rurals dels Pirineus i d'altres indrets de la Catalunya Vella, foren conegudes i valorades des dels primers anys del segle xx, sobretot a partir de l'expedició pirinenca (1907) d'una missió de l'Institut d'Estudis Catalans, que seguidament va publicar Les pintures murals catalanes. Anys després es descobrí que un grup de financers i antiquaris estrangers havia comprat en bloc la major part de les pintures per endur-se-les als Estats Units. Malgrat que aleshores no hi havia a Espanya lleis que prohibissin l'expatriació d'obres d'art, la Junta de Museus va portar a terme una eficaç intervenció de rescat, arrencament i trasllat al Museu de Barcelona (1919-1923), aleshores al Parc de la Ciutadella, per protegir aquest patrimoni romànic, art d'una singularitat total que ha estat vist com un símbol del naixement i la formació de Catalunya.
El recorregut de les sales d'art romànic és bàsicament cronològic i estilístic, i mostra les diferents tendències artístiques de l'art romànic de Catalunya, amb obres que, bàsicament, pertanyen als segles XI, XII i XIII.
L'itinerari s'inicia amb les pintures murals de Sant Joan de Boí, pròximes a la tradició francocarolíngia, i continua amb els conjunts d'influència italiana que dominen l'escenari pictòric des de la fi del segle xi, connectats sens dubte amb l'impuls de la reforma gregoriana, amb exemples com ara les pintures murals de Sant Quirze de Pedret, Santa Maria d'Àneu o Sant Pere del Burgal.
Una de les obres mestres de la col·lecció són les pintures de l'absis de Sant Climent de Taüll, amb el famós Pantocràtor o Crist en Majestat, indiscutible obra mestra del segle xii i una prova tangible de la força creativa de la pintura catalana. Al seu costat, cal remarcar el conjunt de Santa Maria de Taüll, l'exemple més important d'un interior d'església romànica totalment pintat, que ha conservat gran part d'aquesta decoració.
El final del recorregut se centra en les Pintures de San Pedro de Arlanza i les de la sala capitular de Sixena. Respecte d'aquestes darreres, es tracta d'un dels més magnífics conjunts pictòrics dins l'estil renovador de 1200 a Europa i que es conserva al Museu després del greu incendi que patí el 1936, durant la Guerra Civil.
El recorregut mostra també altres tècniques que distingeixen l'art català, com són la pintura sobre taula o l'escultura en fusta, i d'altres que completen la visió estètica de l'art romànic, com és l'orfebreria o l'escultura en pedra.
La col·lecció de pintura sobre taula, única a Europa, és també un apartat singular de la pintura romànica tant per la quantitat i antiguitat de les obres catalanes que es conserven –també fruit de l'interès anvers l'art romànic des del final del segle XIX– com per la qualitat i diversitat tècnica que mostren. Frontals com l'anomenat dels Apòstols o de la Seu d'Urgell, els d'Alós d'Isil, d'Avià o de Cardet es poden considerar paradigmes d'una tècnica pictòrica original i de gran interès artístic. D'altra banda, la col·lecció d'escultura en fusta ofereix una visió àmplia i completa del romànic, amb obres destacades en diverses tipologies com la Marededeu de Ger, la Majestat Batlló o les talles del Davallament d'Erill la Vall.
Cal fer esment també dels exemples d'escultura en pedra, d'entre els quals destaquen algunes peces de Ripoll i un grup ampli d'obres procedents dels conjunts de la ciutat de Barcelona, amb els refinats capitells en marbre de l'antic hospital de Sant Nicolau. Finalment, la col·lecció compta amb una mostra important d'esmalts, en la seva majoria produïts a Llemotges, com el Bàcul de Mondoñedo.
Entre el mes de desembre de 2010 i juny de 2011 les sales de la col·lecció del romànic van romandre tancades, a causa d'obres de manteniment i de renovació del discurs museogràfic. Durant aquest temps es va millorar la il·luminació, les condicions de conservació preventiva, així com les parts més desgastades del paviment. Es van reinaugurar el 29 de juny de 2011, en un acte presentat per Narcís Serra.
Algunes de les obres mestres exposades

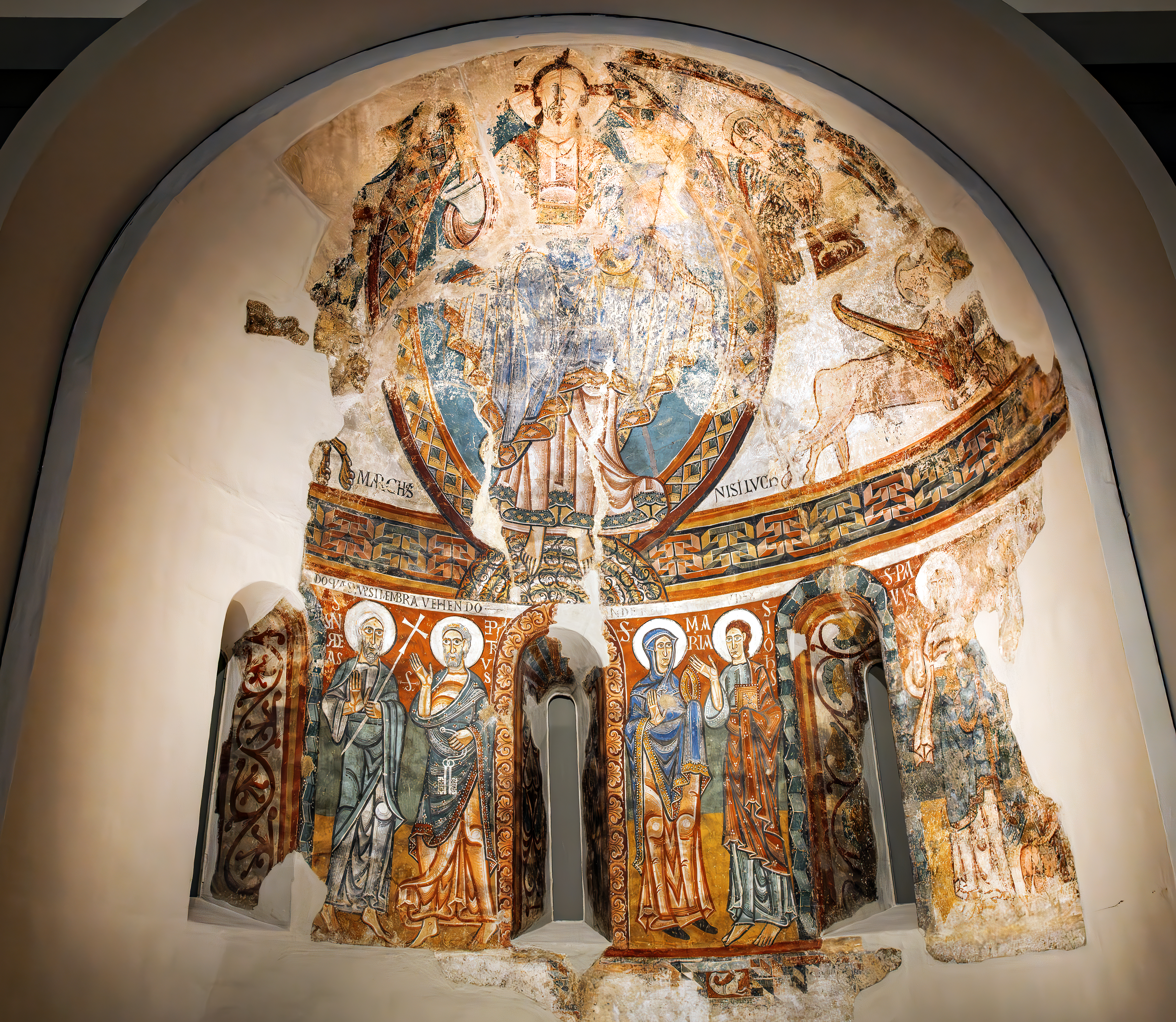
Absis de la Seu d'Urgell
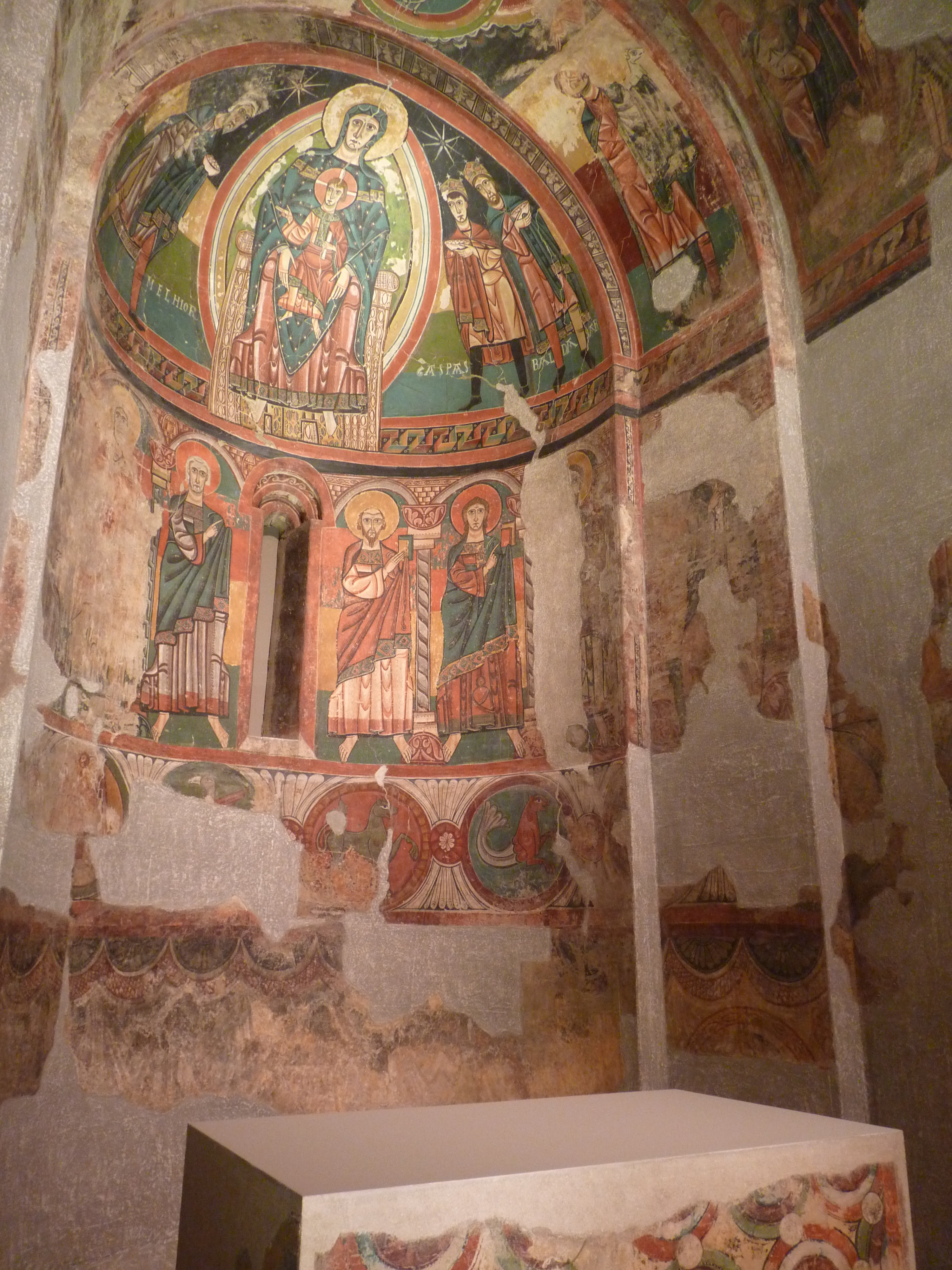
Absis central de Santa Maria de Taüll
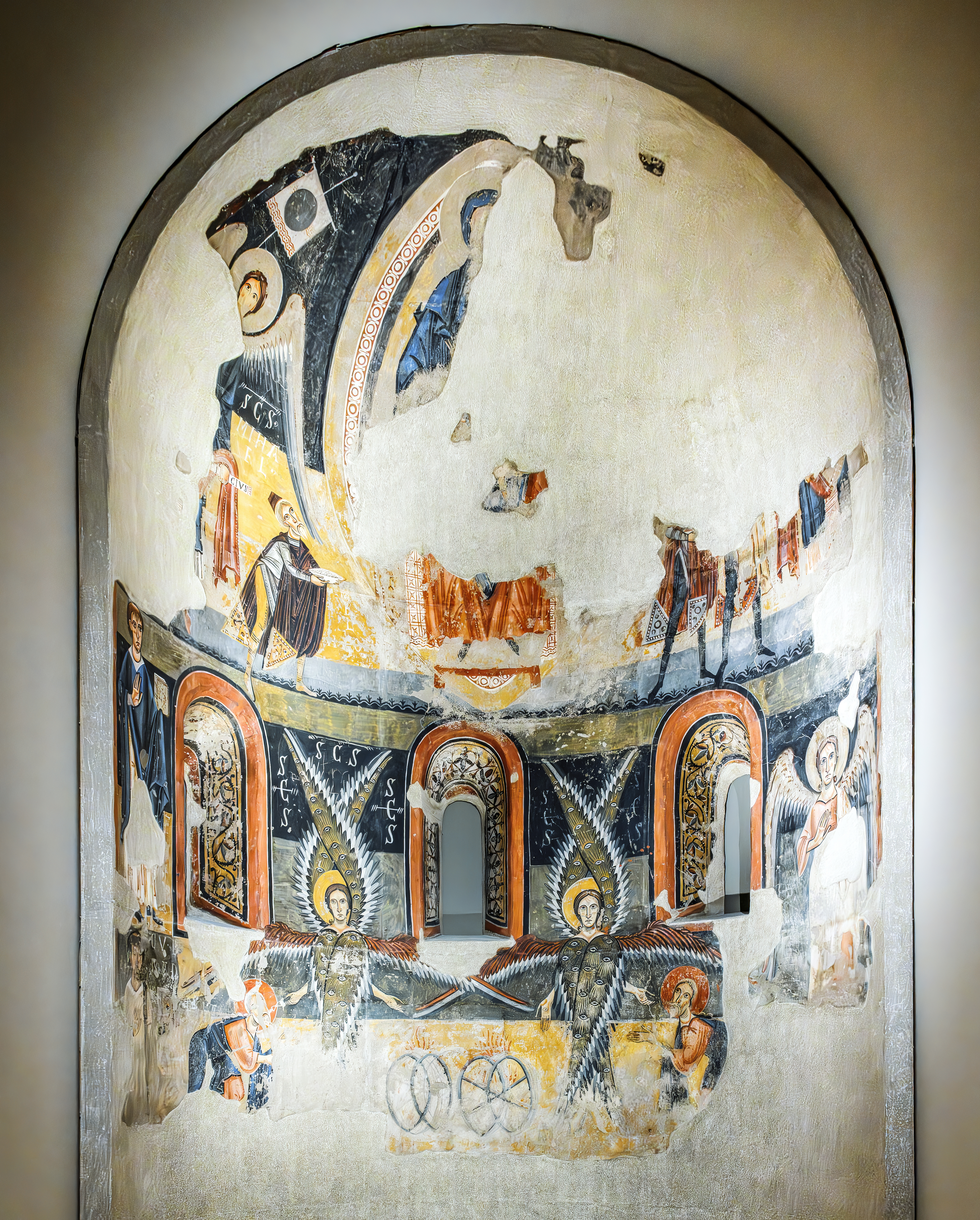
Absis de Santa Maria d'Àneu
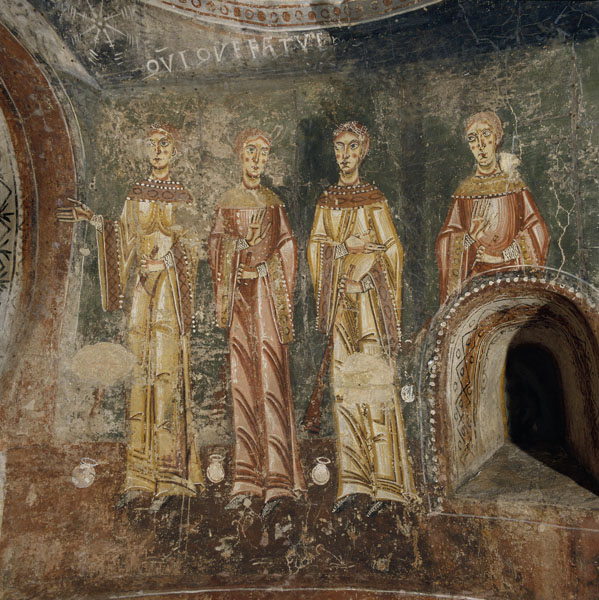
Pintures de Pedret
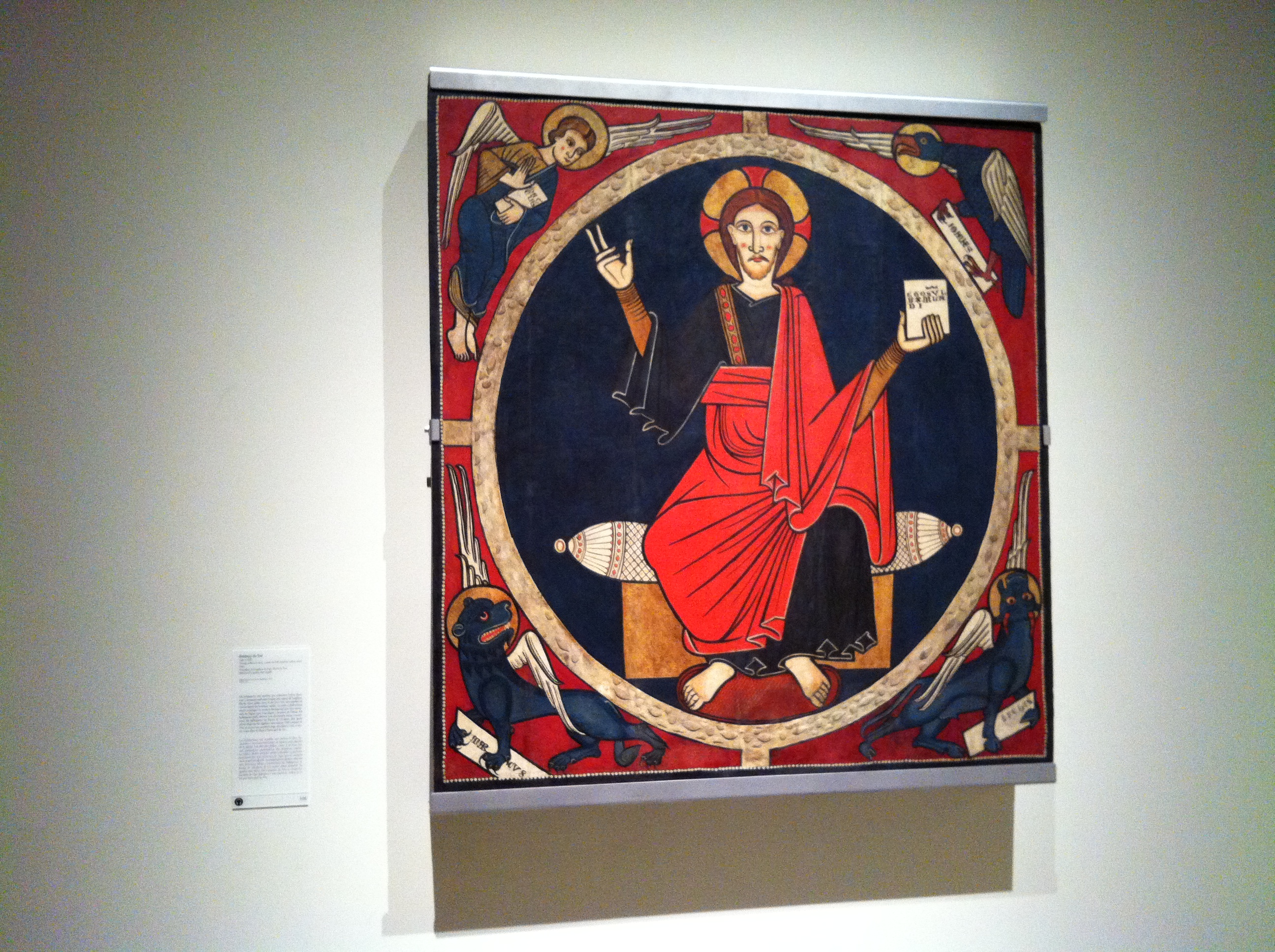
Baldaquí de Tost
Marededeu de Ger
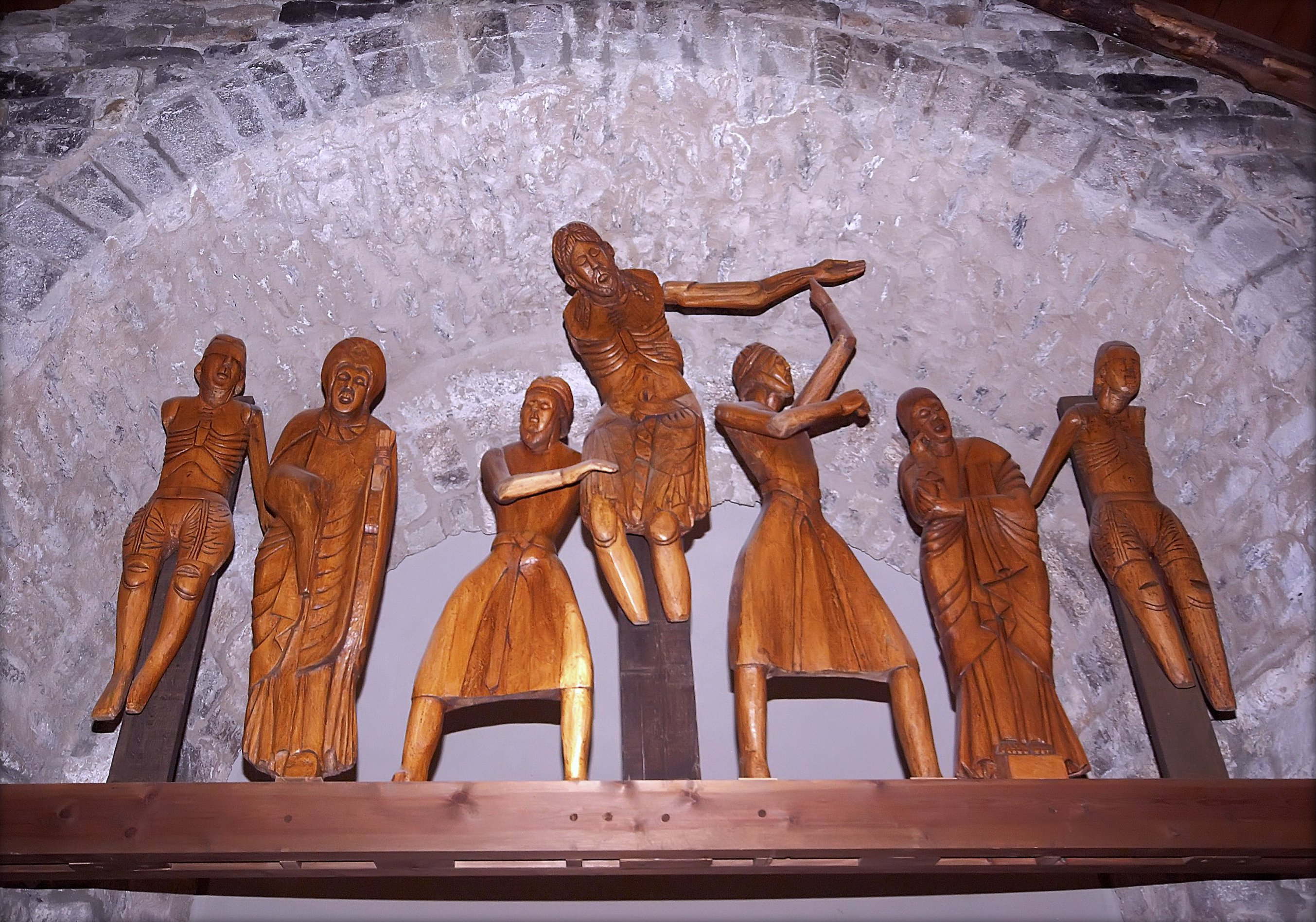
Davallament d'Erill la Vall
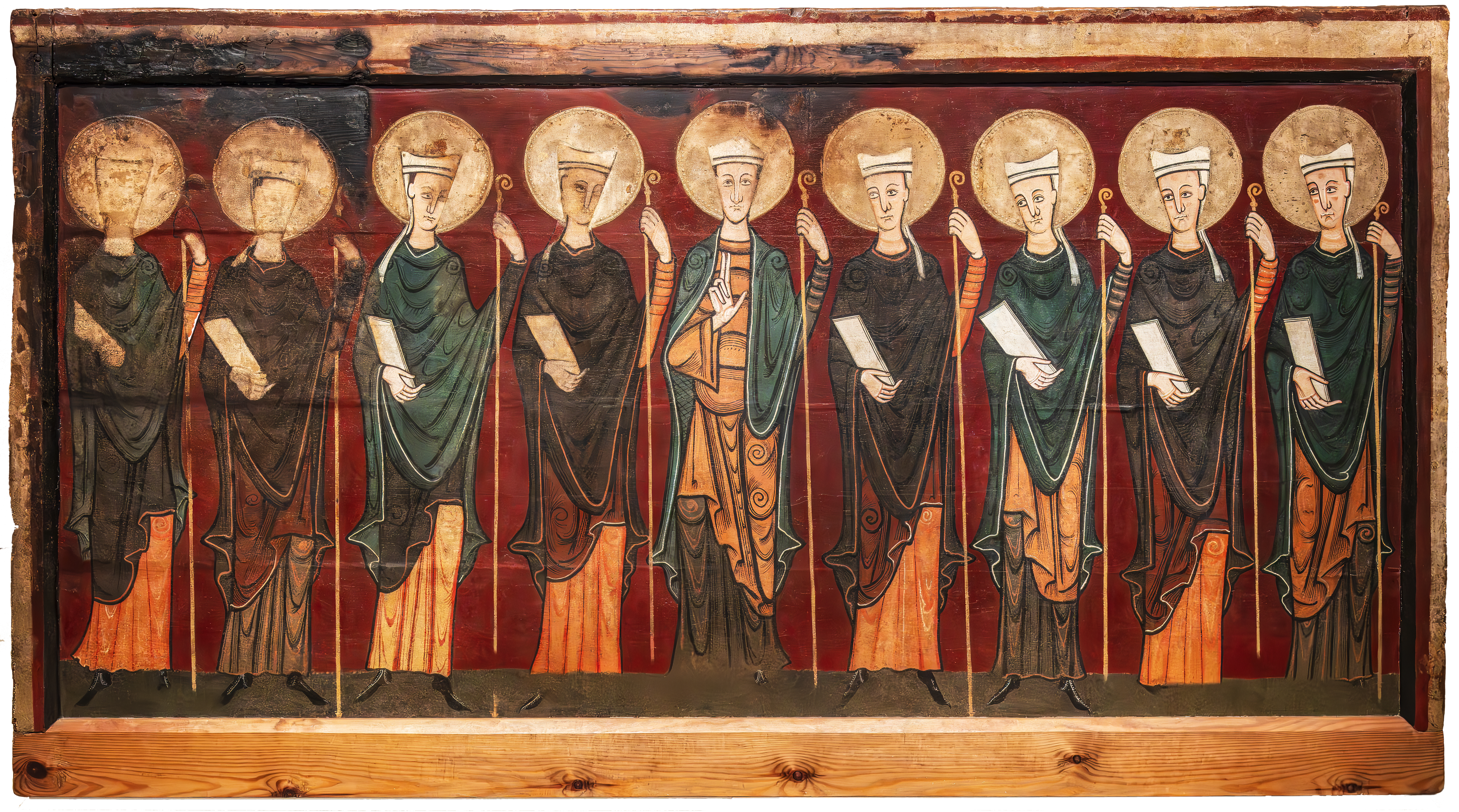
Altar de Tavèrnoles
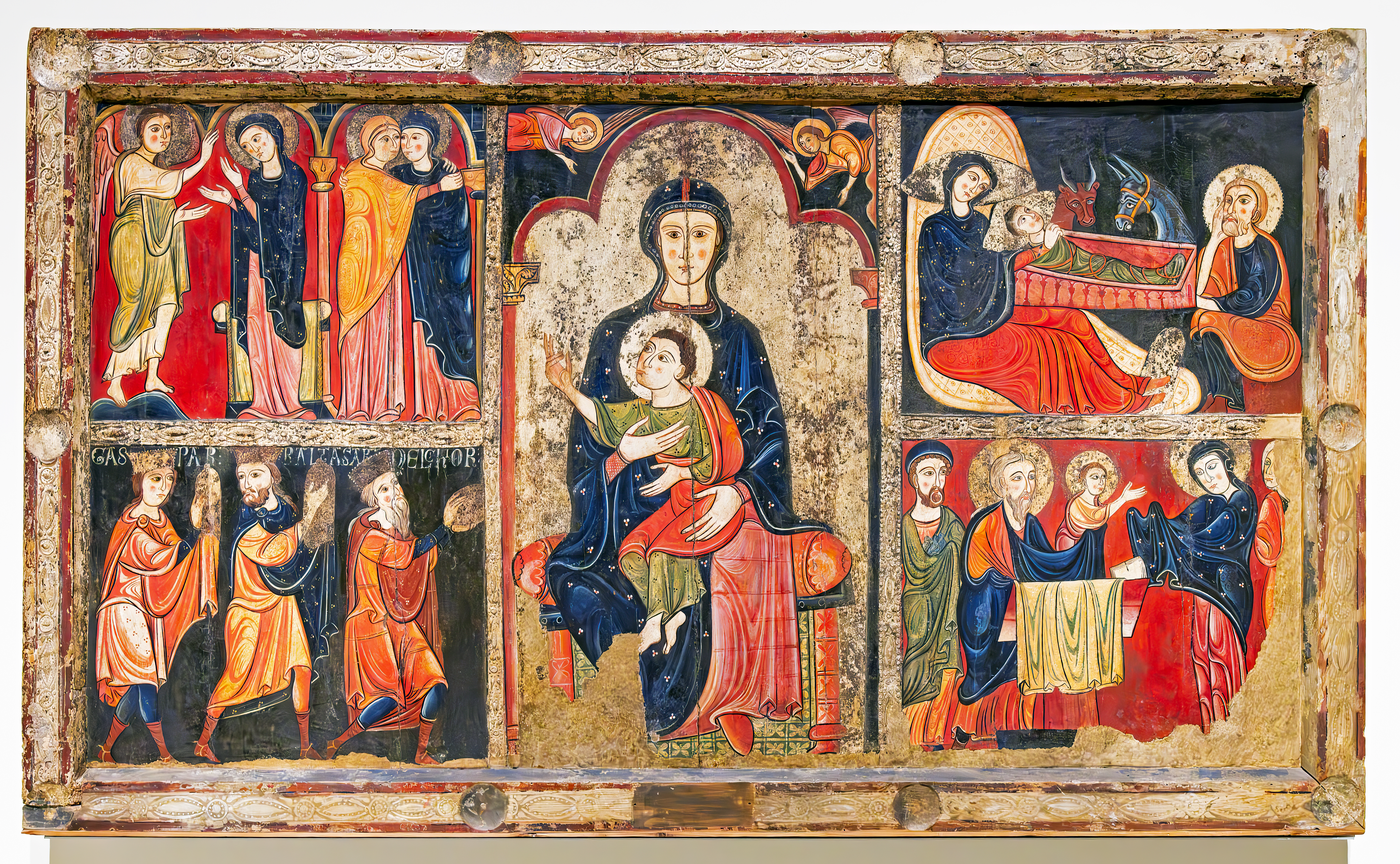
Frontal d'Avià
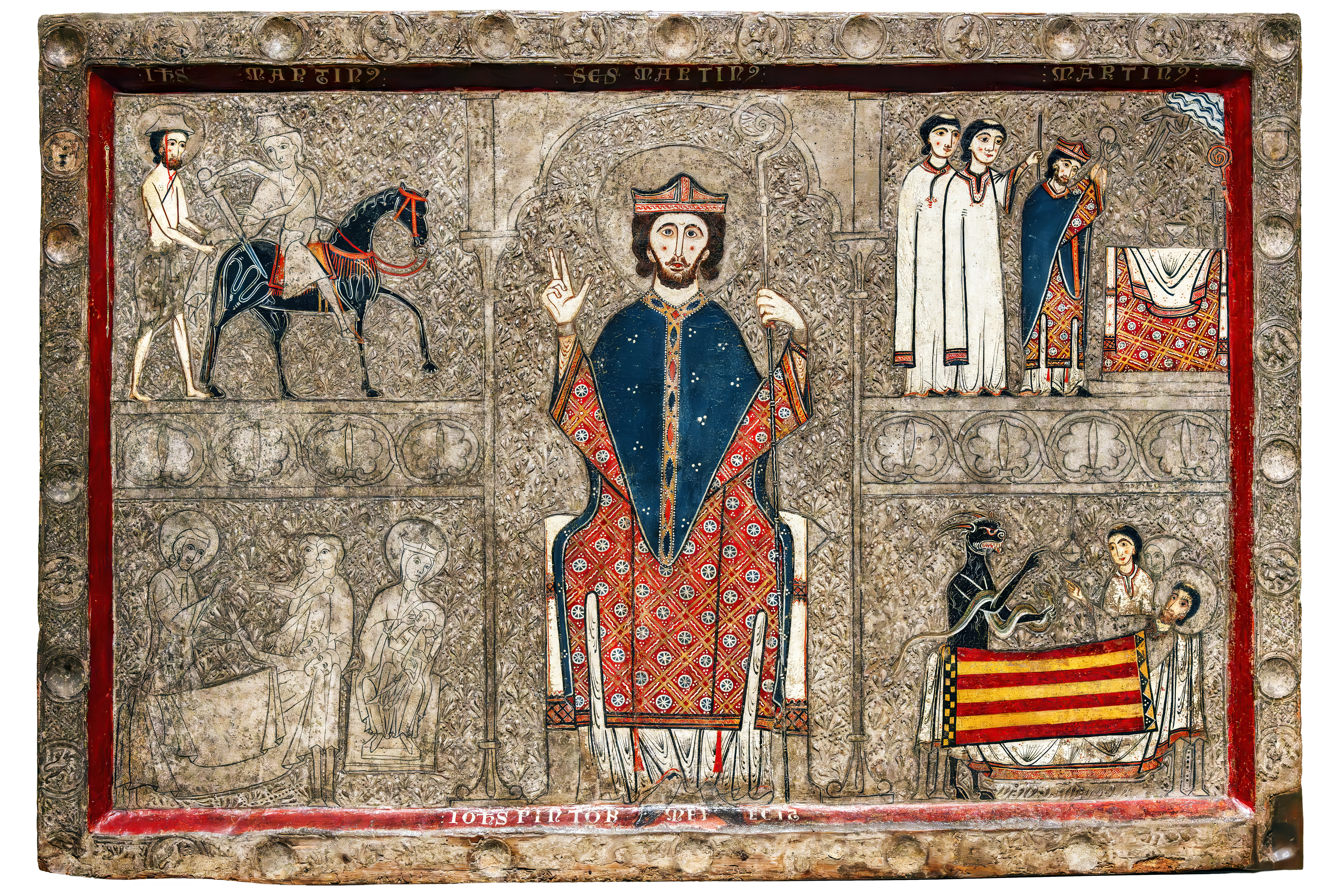
Frontal d'altar de Gia
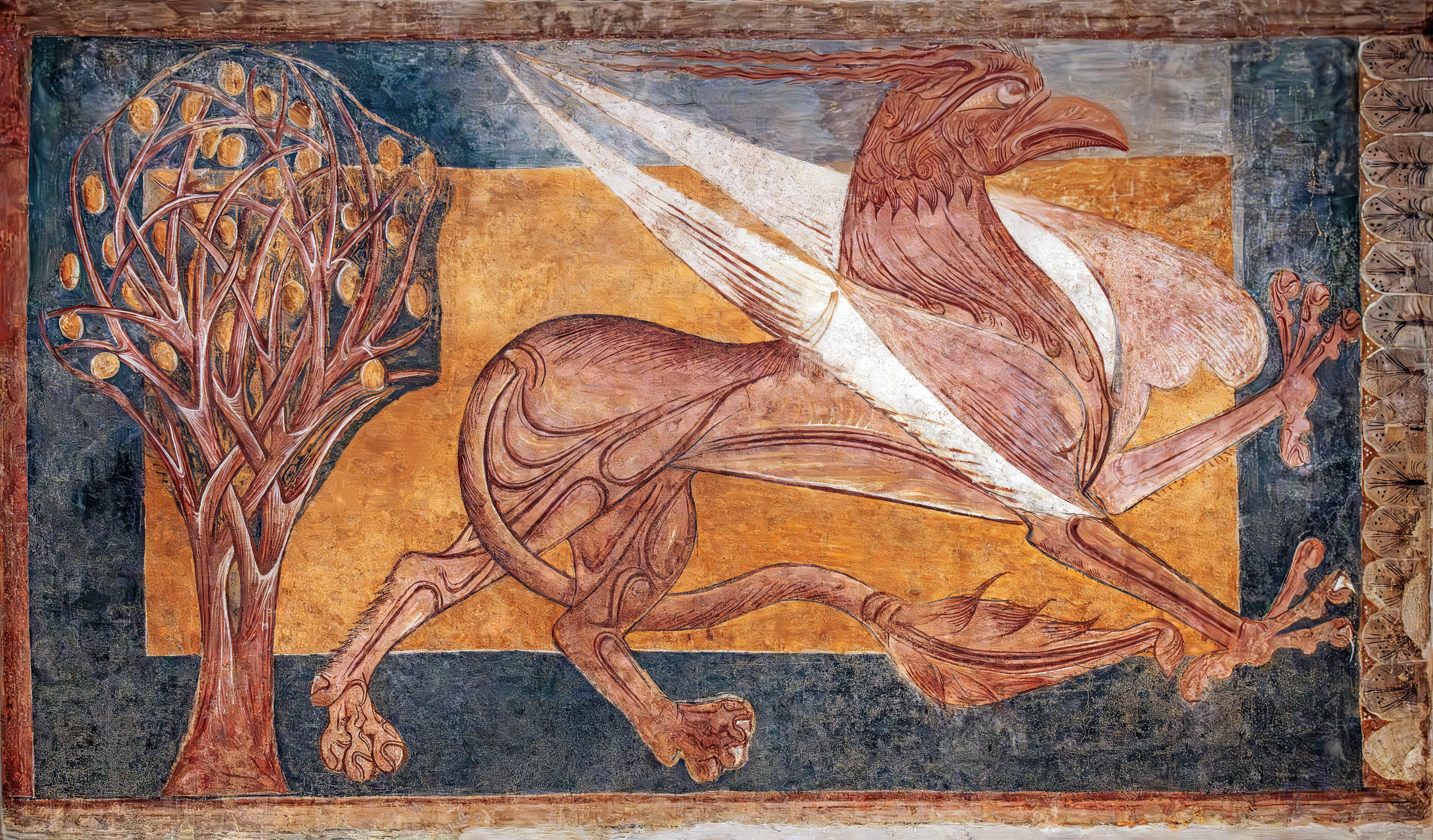
Pintures de San Pedro de Arlanza
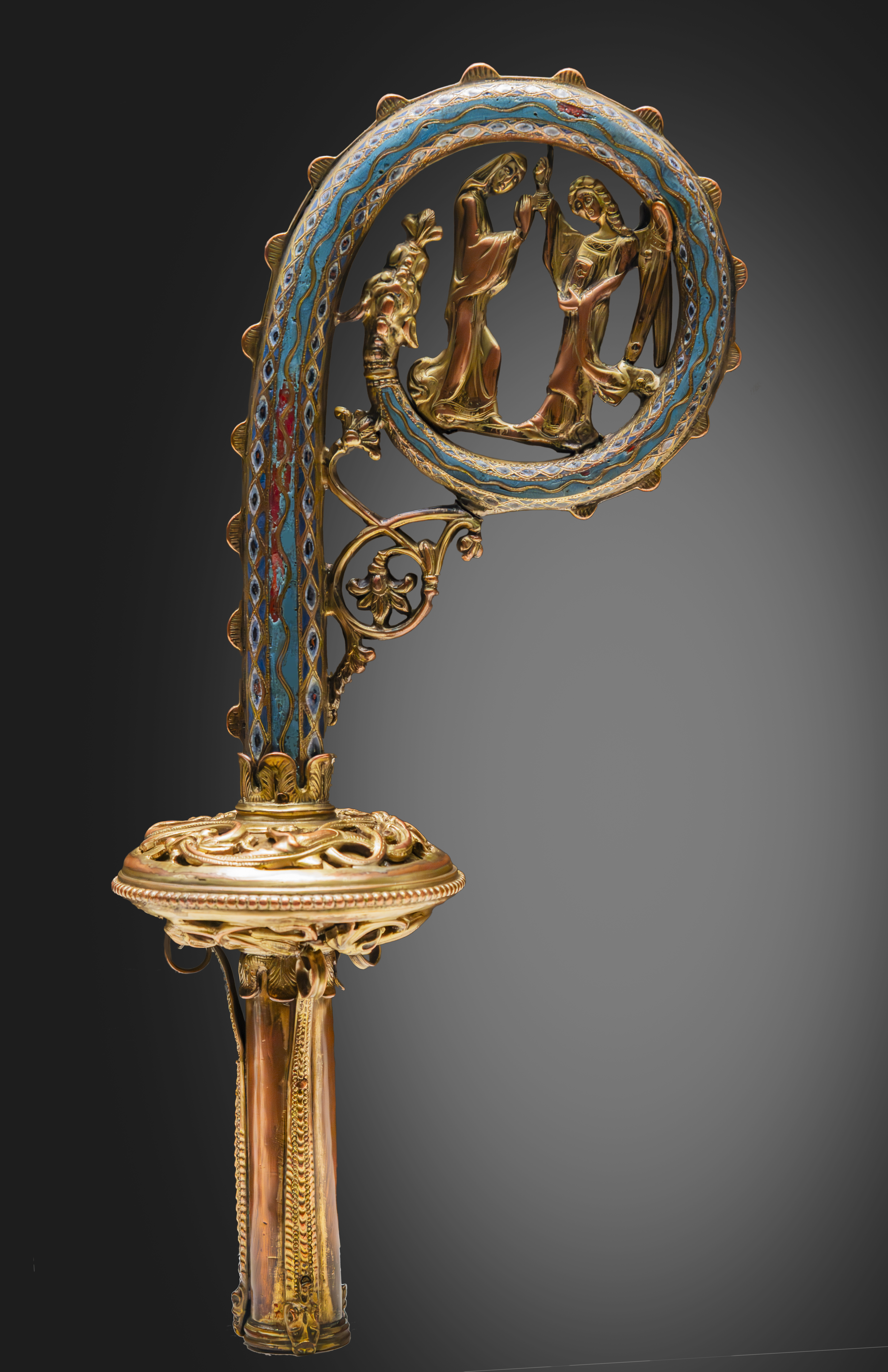
Bàcul Anunciació

### Gòtic (finalsseglexiii- XV)

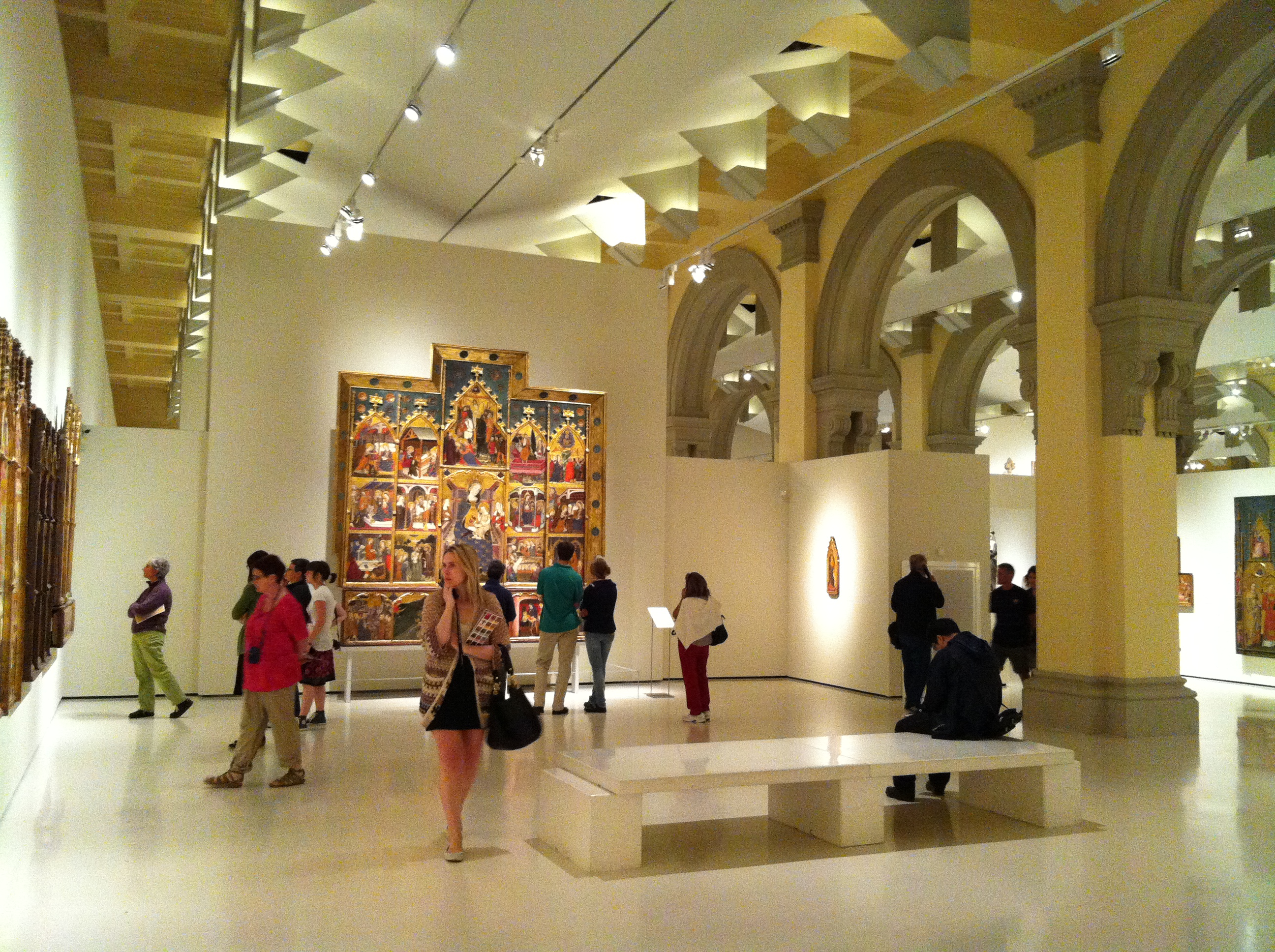
Vista general d'una de les sales del Gòtic

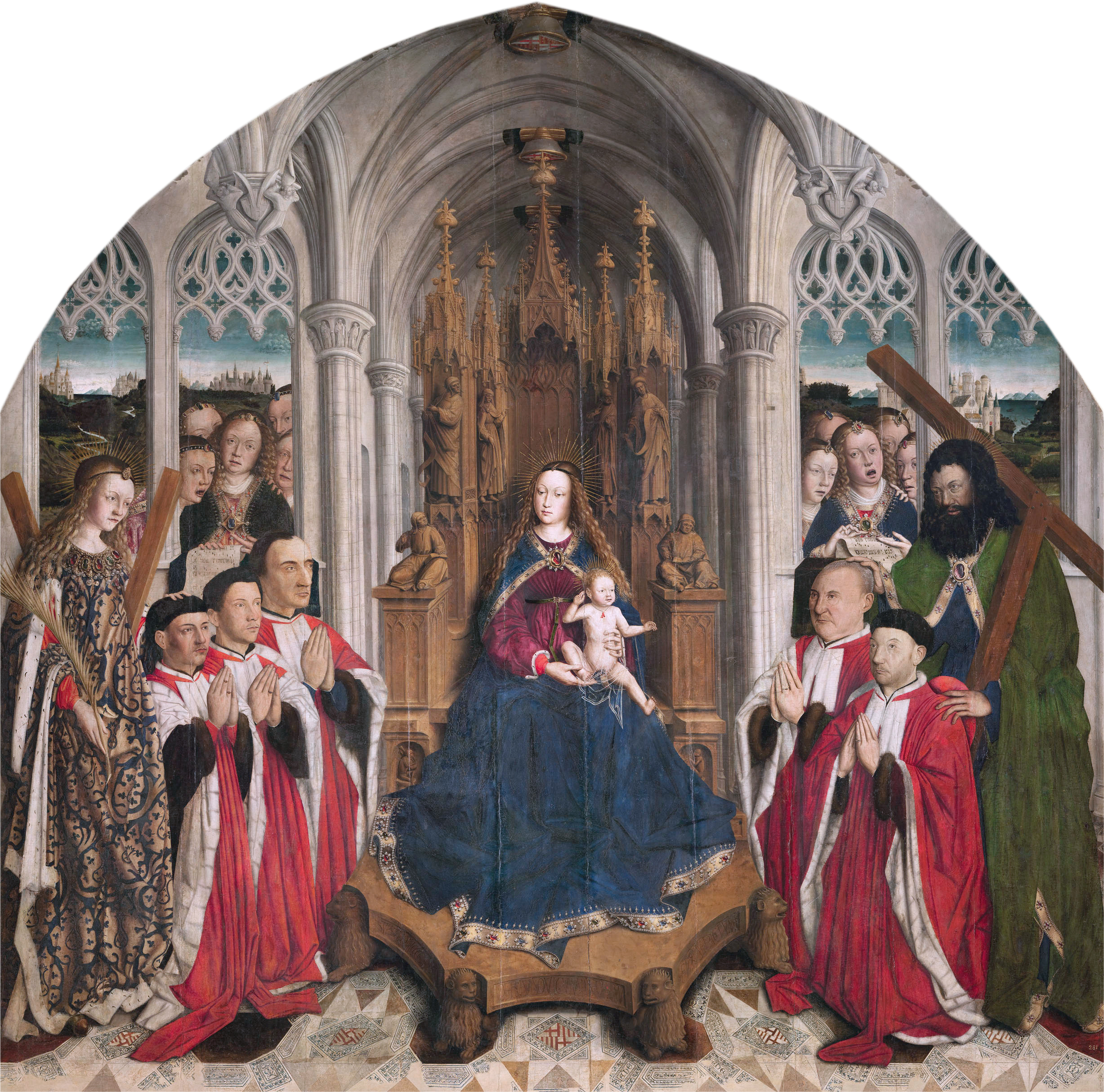
La Mare de Déu dels Consellers, de Lluís Dalmau (1445)

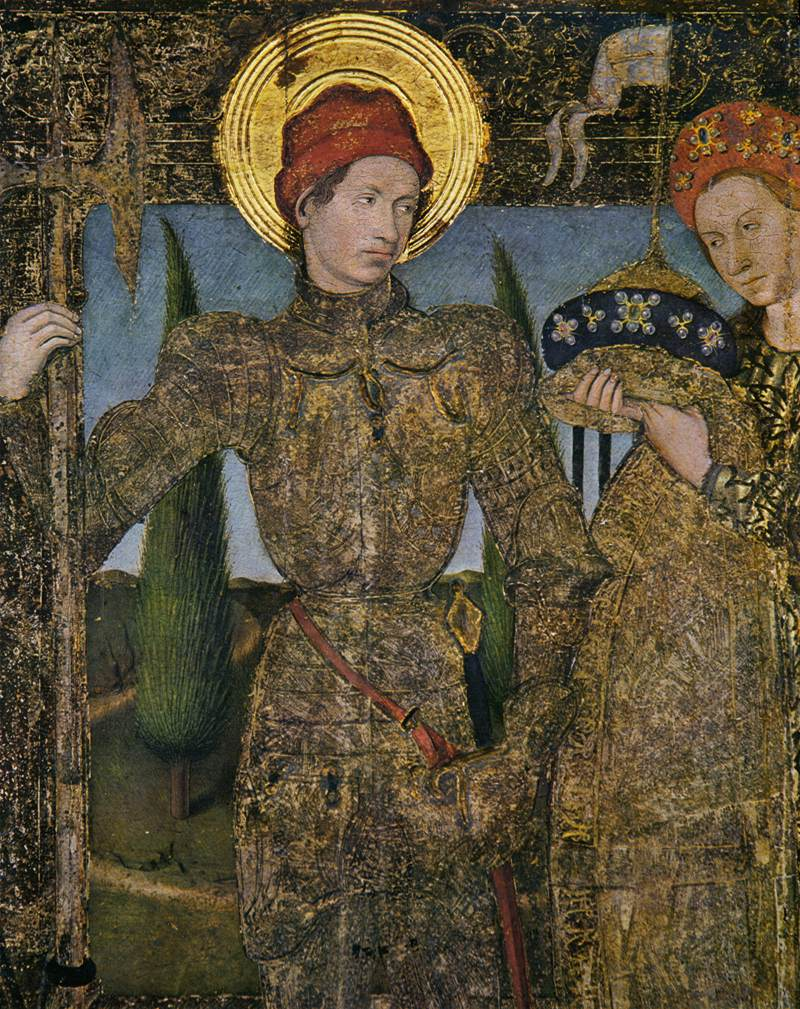
Sant Jordi i la princesa, anònim. Anteriorment atribuït a Jaume Huguet (1459-1460)

La col·lecció d'art gòtic comprèn obres realitzades des de finals del segle xiii fins ben entrat el segle xv.
La procedència de les obres és majoritàriament del territori català, tot i que en menor grau, es troben obres del territori de l'antiga Corona d'Aragó, com Aragó, Mallorca i València, mostrant el moment històric de màxima influència territorial catalana. Els autors més representatius d'aquest període són Pere Serra, Lluís Borrassà, Jaume Huguet, Bernat Martorell i Bartolomé Bermejo, entre d'altres.
Pel que fa a l'estil, es poden trobar obres que mostren l'aparició, el desenvolupament i la culminació de l'estil, així com obres de diferents corrents estilístics europeus com ara el gòtic internacional, el d'expressió lineal, el d'ascendència italiana i el d'ascendència flamenca.
Quantitativament, destaca el conjunt de retaules pictòrics, pintures al tremp d'ou i a l'oli, juntament amb una mostra de la pintura mural, l'orfebreria, l'escultura i l'esmalteria de l'època. Totes les obres mostrades van ser restaurades abans de la reinauguració de la col·lecció l'estiu de 1997.
Els orígens de la formació de la col·lecció d'art gòtic del MNAC es remunten a començaments del segle xix, quan s'inicia el moviment de recuperació i conservació del conjunt patrimonial català, molt malmès arran de la crema de convents de 1835 a Espanya en el context de la Primera Guerra Carlina que desemboca en la desamortització de Mendizábal. Petits moviments i iniciatives institucionals com la recollida, en el convent de Sant Joan, d'exemplars arqueològics procedents dels convents destruïts, impulsada el 1837 per la Reial Acadèmia de Bones Lletres. Set anys més tard, el convent esdevindria el primer museu històric de Barcelona. Entre els objectes recollits, hi figurava un total de 24 làpides gòtiques. La creació l'any 1867 del Museu Provincial d'Antiguitats, dirigit per Antoni Elias de Molins i ubicat a la capella de Santa Àgata, va incorporar els fons de l'Acadèmia de Bones Lletres.
Amb l'aparició del moviment cultural de la Renaixença es va començar a generalitzar a Catalunya el fenomen del col·leccionisme privat. Una de les més destacades va ser la col·lecció del crític d'art Francesc Miquel i Badia, propietari de Sant Jordi i la princesa.
Al Museu Municipal de Belles Arts de Barcelona, creat el 1891 i ubicat al Palau de les Belles Arts, el fons gòtic era encara escadusser tot i comptar amb obres destacades com els quatre retrats amb les imatges dels reis d'Aragó, obra de Gonçal Peris Sarrià i Jaume Mateu, donació de Pau Milà i Fontanals a la seva mort el 1883, o dues taules originàries del monestir de Vallbona de les Monges i arts de l'objecte com l'urna de Sant Càndid, peça procedent del monestir de Sant Cugat del Vallès, o la coneguda Mare de Déu dels Consellers de Lluís Dalmau que ocupava un lloc preeminent. La constitució de la Junta Municipal de Museus i de Belles Arts va marcar un canvi d'orientació en la política museística molt sensible per l'increment dels fons d'art gòtic. Destaca la notòria activitat de Joaquim Folch i Torres com a comissionat de la Junta de Museus en aquest impuls.
Per la inauguració del nou Museu d'Art i Arqueologia, el 1915, ubicat a les ales laterals de l'arsenal de la Ciutadella, actual seu del Parlament, ja es comptava amb les destacades taules del retaule de Sant Vicenç de Sarrià de Jaume Huguet, un dels laterals del retaule anomenat de Cardona, obra relacionada amb el Mestre de Baltimore adquirides l'any 1906 a Celestí Dupont, o les taules del retaule Sant Joan Baptista de Pere Garcia de Benavarri, adquirides a la família Marquès i Català. En el camp escultòric, s'havia comprat a Josep Pascó seixanta exemplars d'escultures en alabastre i pedra procedents de Poblet i a Salvador Babra, unes imatges escultòriques procedents de Gerb.
Seria just abans de 1920 quan s'intensificà l'adquisició de béns de titularitat eclesiàstica. L'any 1919 es va adquirir el Sant Antoni Abat, atribuïda a Jaume Cascalls al rector del poble de la Figuera; la major part de les taules del retaule de Sant Esteve de Granollers del taller dels Vergós i Joan Gascó; el retaule de la Mare de Déu de Sigena de Jaume Serra; o les sarges de l'orgue de la Catedral de la Seu d'Urgell. En la dècada dels anys vint, es van incorporar al museu peces clau com la taula de Sant Jordi i la princesa i el retaule de Sant Agustí de la confraria dels blanquers de Jaume Huguet.
Amb la inauguració, el 1934, del Museu d'Art de Catalunya al Palau Nacional, es va completar una de les etapes més significatives per a la història de la formació de la col·lecció d'art gòtic. Del total de 1.869 obres, a la secció gòtica, s'hi exposava un grup de més de quaranta taules gòtiques i un nombre destacat d'escultures i fragments arquitectònics provinents del Museu Provincial d'Antiguitats de Barcelona, el fons del qual va ser finalment incorporat als museus de la Junta, entre 1932 i 1933.
Però el creixement més important del període prové de l'adquisició per 7 milions de pessetes de la col·lecció de 1.869 obres Lluís Plandiura i Pou el 1932, qui la va haver de vendre per problemes econòmics. De les peces gòtiques sobresurt la Marededeu de Sallent de Sanaüja; els tres fragments del retaule de Tortosa, de Pere Serra; el retaule dels Sants Joans de Santa Coloma de Queralt; el retaule de Sant Esteve, de Jaume Serra; les pintures procedents d'Estopanyà; la sèrie de vuit taules funeràries provinent del sepulcre de San Andrés de Mahamud (Burgos) i la làpida de Margarida Cadell.
No hi tornà a haver incorporacions importants fins al 1949 amb el llegat de Francesc Cambó, majoritàriament amb obres renaixentistes i barroques, que va aportar les taules del Mestre de la Madonna Cini i el calze d'argent daurat amb l'escut de la reina Maria de Luna, esposa del rei Martí l'Humà, una de les millors produccions d'orfebreria del gòtic internacional que conserva el MNAC.
Amb la incorporació, l'any 1950, d'algunes obres de la col·lecció Muñoz -antiga col·lecció Bosch i Catarineu- va ingressar el retaule de Santa Bàrbara de Gonçal Peris Sarrià, un extraordinari exemple del gòtic internacional valencià. A la mateixa col·lecció pertanyia l'escena de la Crucifixió de Sant Andreu, obra de Lluís Borrassà, i la Taula de Sant Miquel Soriguerola.
L'any 1950, va enriquir el contingut de la secció gòtica el llegat d'Apel·les Mestres amb dues magnífiques misericòrdies, pertanyents al cadirat del cor de la catedral de Barcelona, obra de Pere Sanglada. El mateix any van ser adquirits els sarcòfags, originaris del monestir de Santa María de Matallana (Valladolid) i que constitueixen una singular manifestació d'escultura funerària peninsular.
Un nou ingrés significatiu va ser l'adquisició el 1956 de la col·lecció reunida des de final del segle passat pel comte de Santa Maria de Sants, Maties Muntadas (1854-1927), que va suposar un sensible increment dels fons d'art gòtic, especialment pintura. Cal remarcar obres del Mestre de Retascón, el Mestre de la Porciúncula, Fernando Gallego, Bernat Despuig o Ramon Solà II, així com d'altres ja existents a la col·lecció del museu com els pintors Jaume Huguet, Bernat Martorell o Pere Garcia de Benavarri. Destaca de la col·lecció Muntades el recull de pintures flamenques, que constitueix una aportació molt significativa de l'art realitzat a Flandes durant els segles xv i xvi.
L'adquisició a la dècada dels seixanta de diverses pintures murals i elements d'enteixinat, procedents de diversos palaus barcelonins del carrer Montcada, va aportar un conjunt de caràcter profà escassament representat a la col·lecció on predomina la temàtica religiosa.
L'any 1970 s'incorporà el llegat Bertrand que va enriquir l'àmbit d'escultura medieval en fusta. L'any 1976 es produí la donació, a càrrec de la senyora Pilar Rabal, vídua de Pere Fontana, de la col·lecció aplegada pel seu marit, tretze taules que van ampliar la col·lecció dins del corrent del gòtic internacional català, amb noms prou representatius com els de Guerau Gener, Jaume Ferrer II o Pere Teixidor.
Per la seva especial significació destaca el dipòsit de la Generalitat de Catalunya, l'any 1993, de tres sarges procedents de la catedral de la Seu d'Urgell; un ingrés que complementa el conjunt adquirit a la primera dècada del segle. Així mateix, la dació de la col·lecció Torelló de l'any 1994 va suposar incorporar una pintura de Jacomart. Un any més tard, la dació de la col·lecció Torres ha significat l'entrada del Martiri de santa Llúcia de Bernat Martorell.
Algunes de les obres mestres exposades

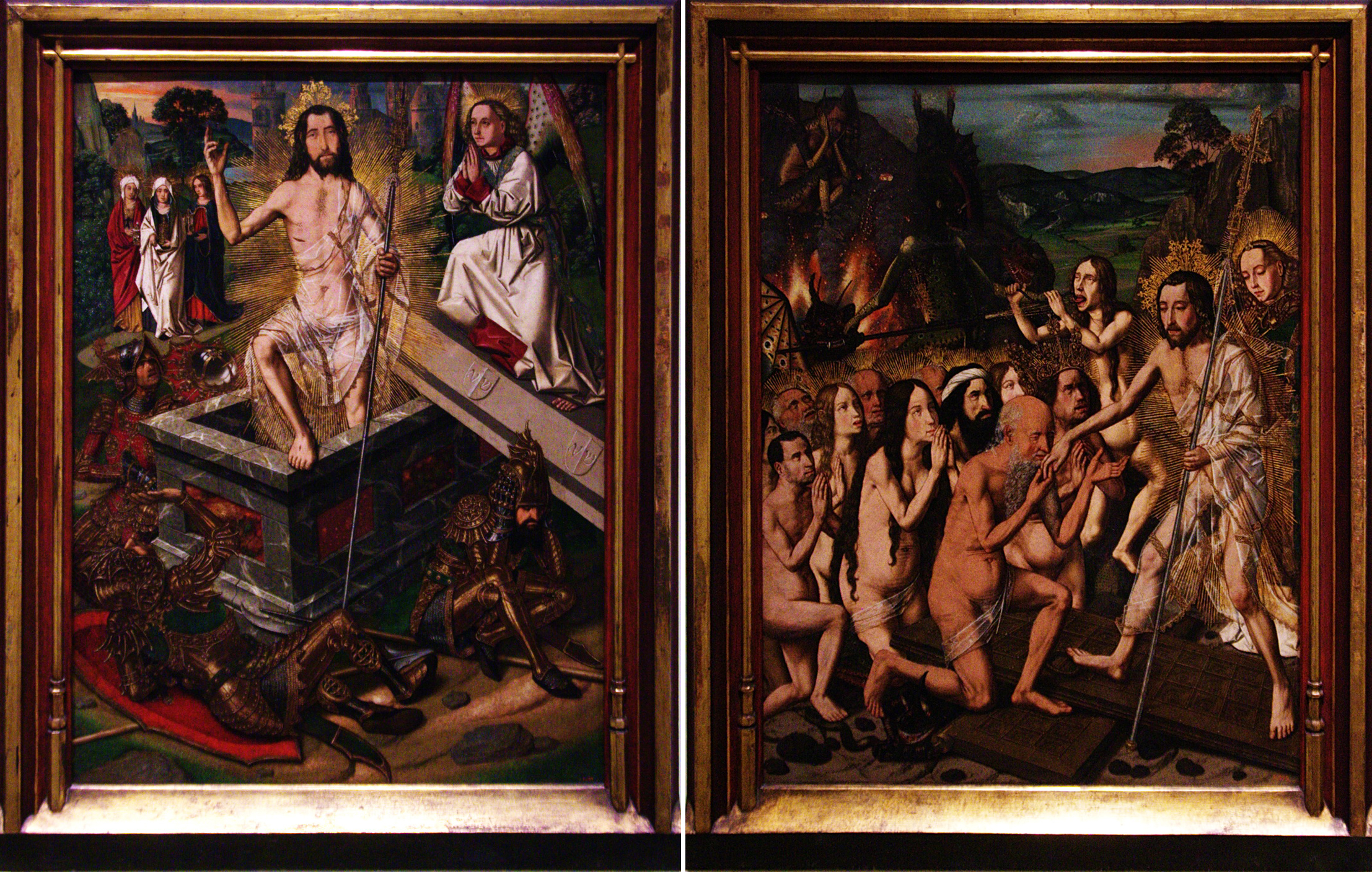
Bartolomé Bermejo - Resurrecció i Davallament de Crist als Llimbs
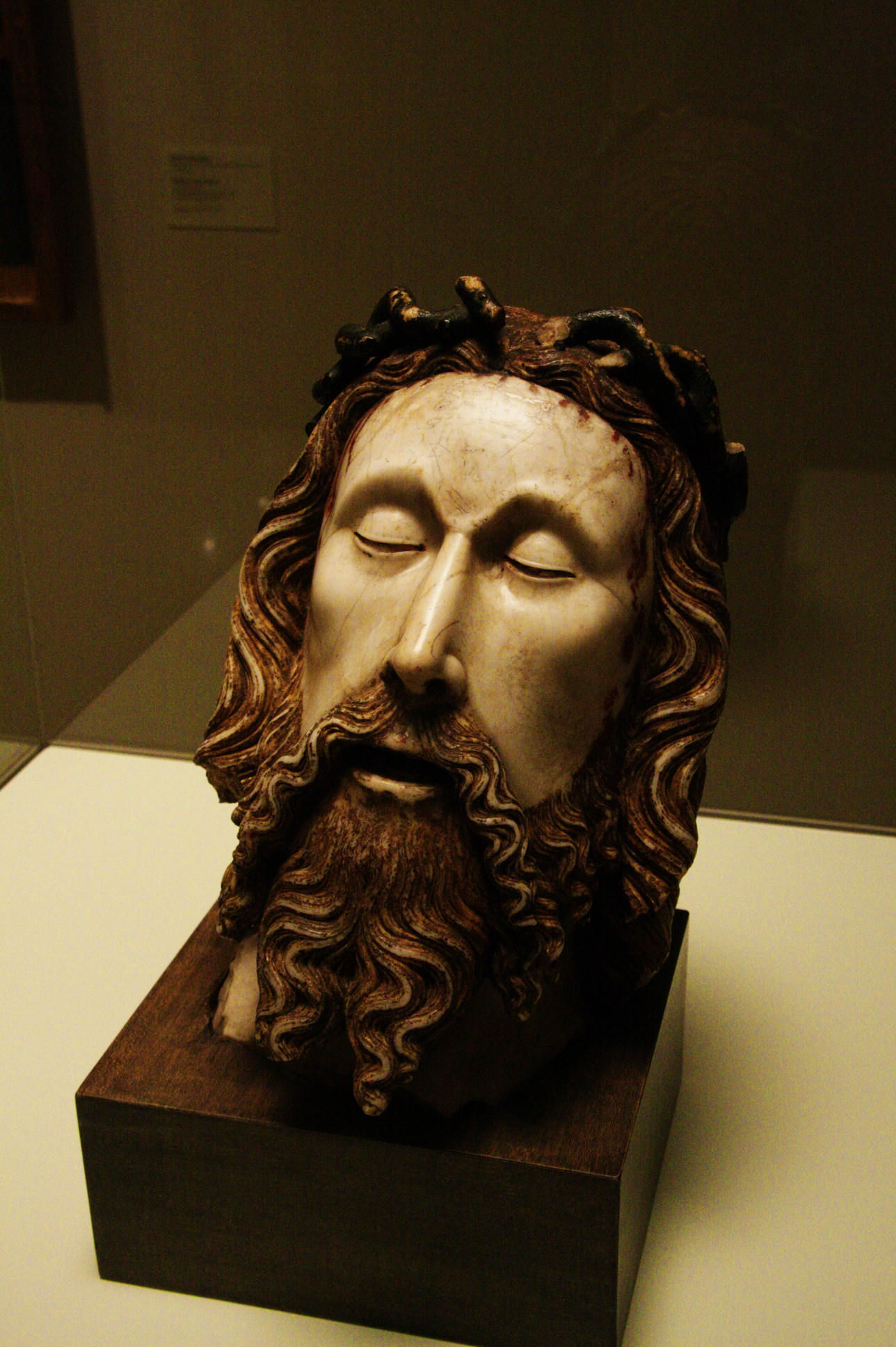
Jaume Cascalls (atribuït)- Cap de Crist
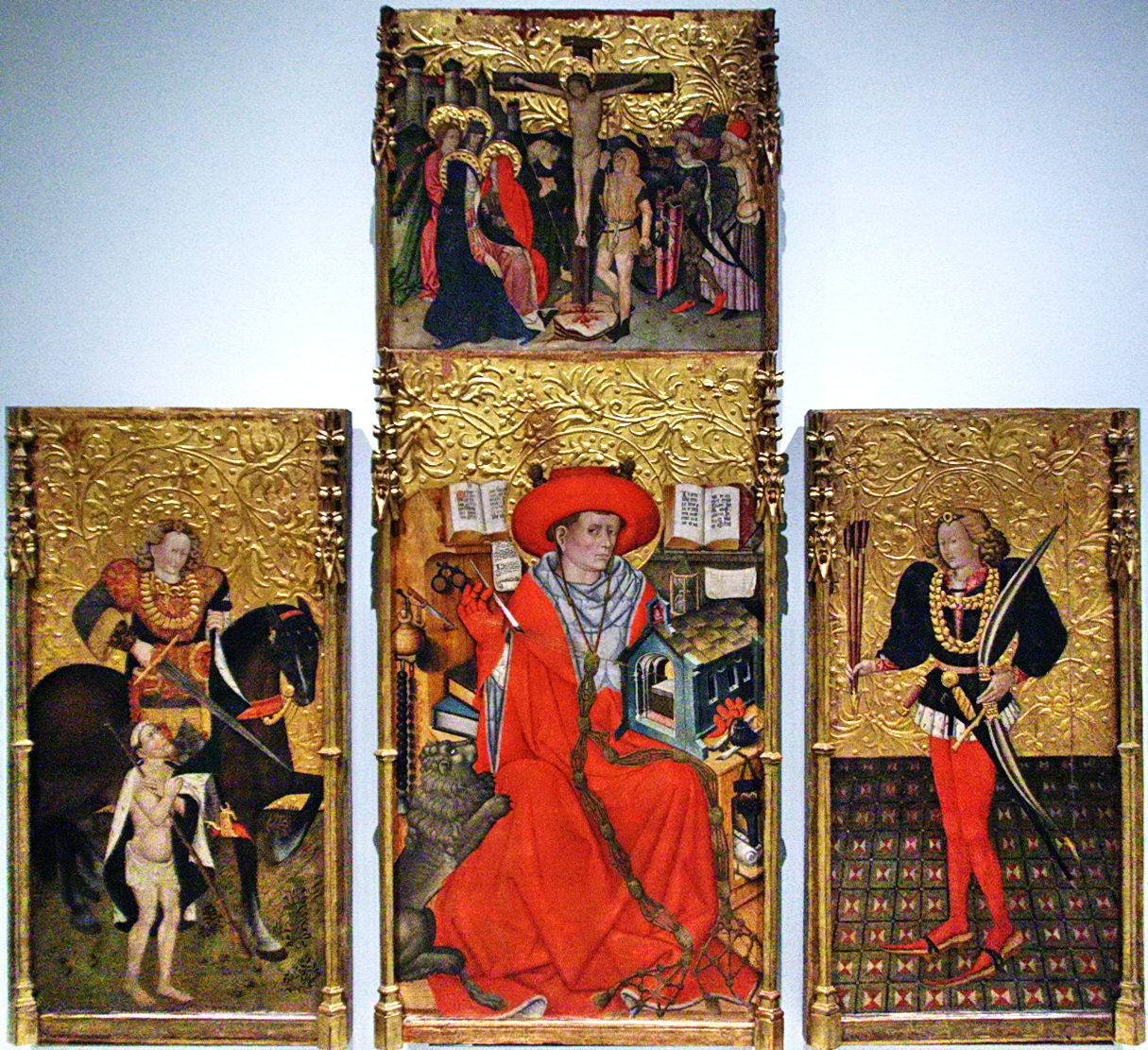
Jaume Ferrer II - Sant Jeroni, Sant Martí de Tours, Sant Sebastià i Calvari
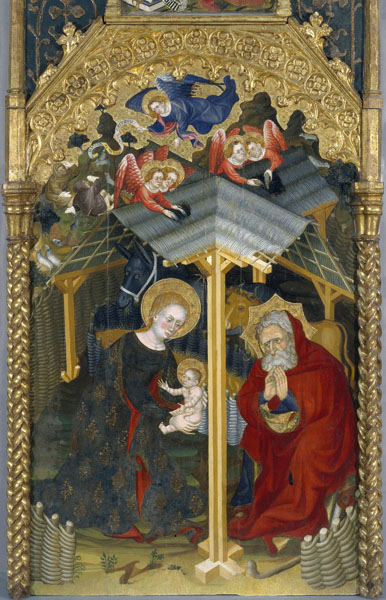
Guerau Gener i Lluís Borrassà - Nativitat i Sant Joan Evangelista
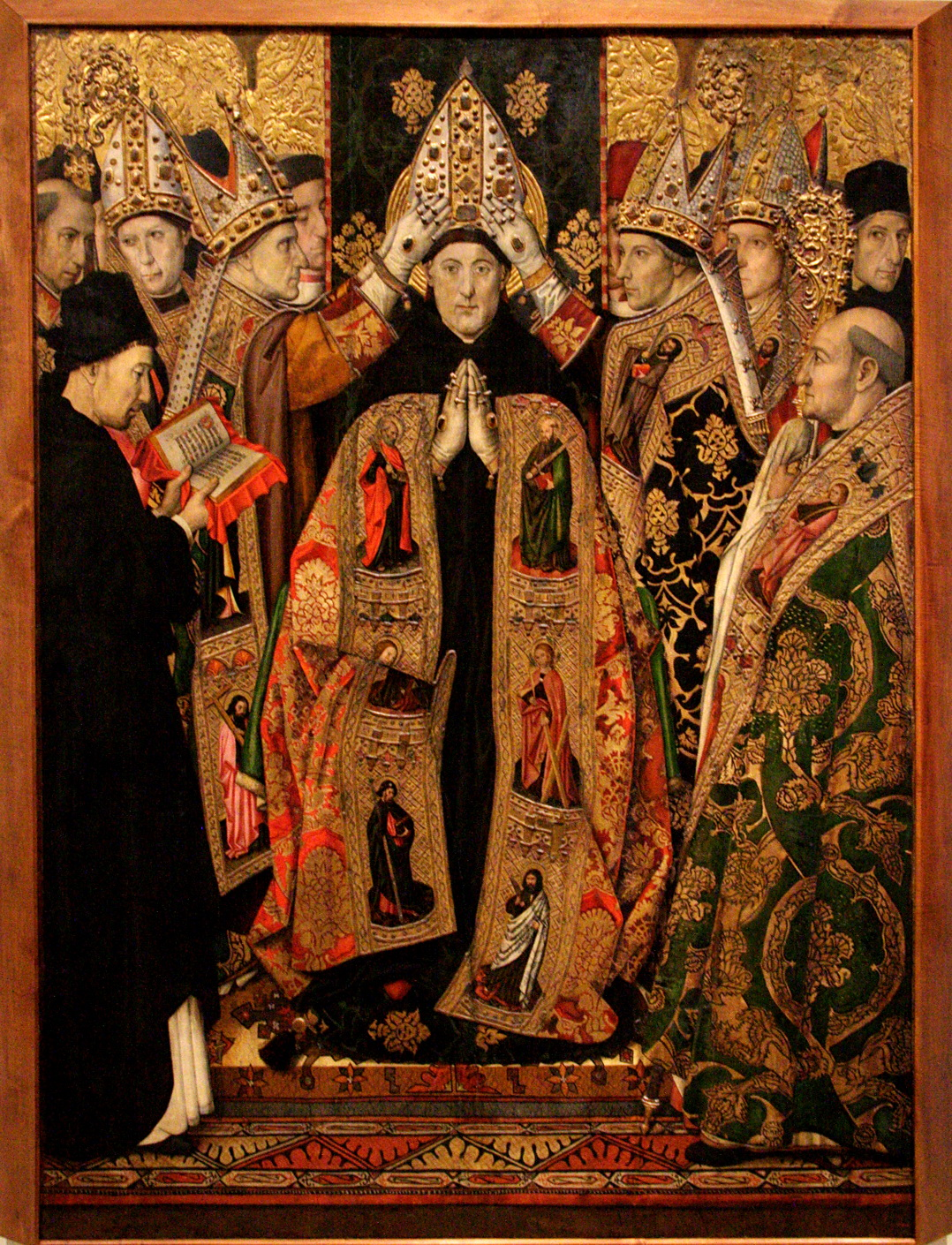
Jaume Huguet- Consagració de Sant Agustí
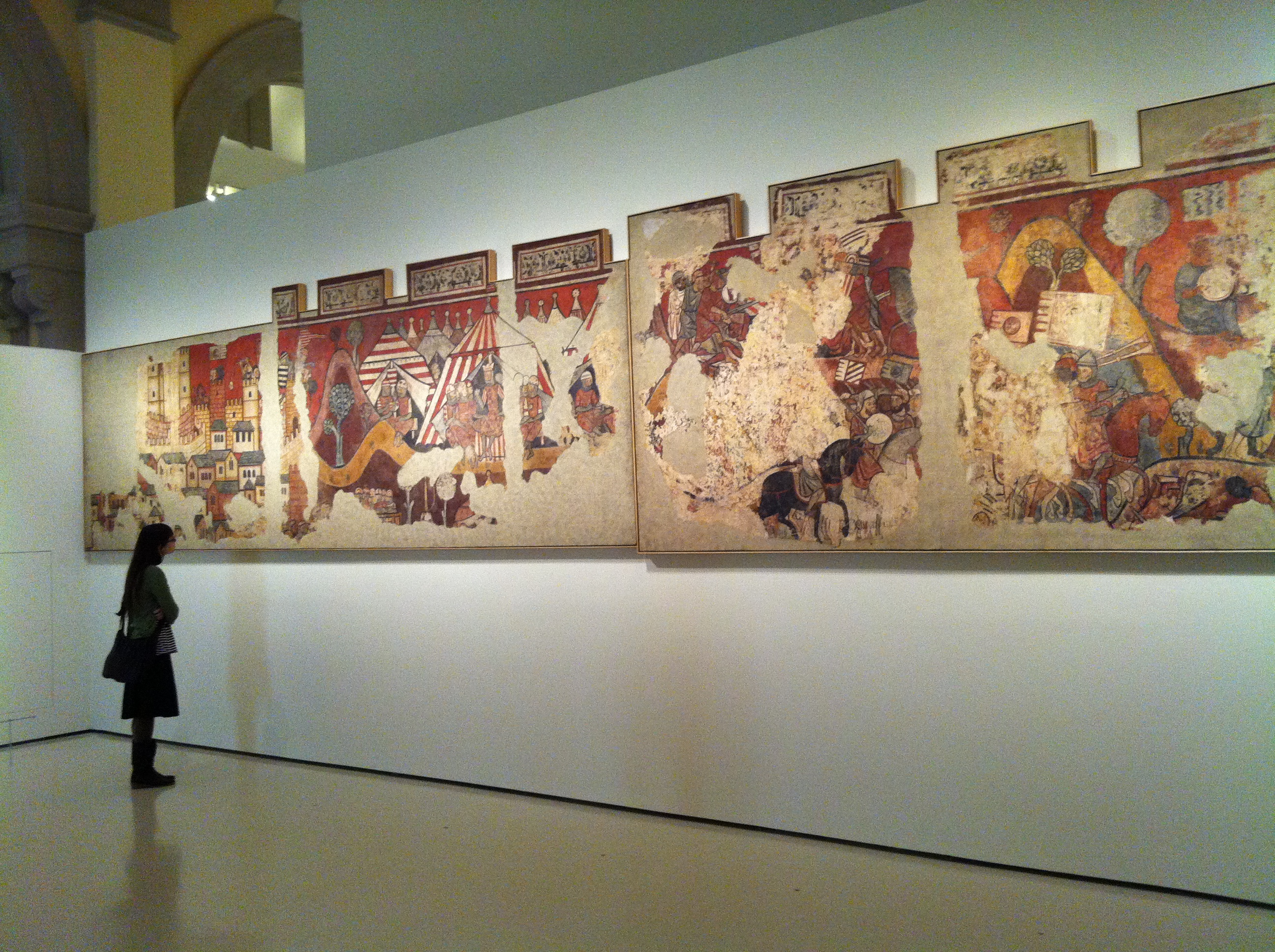
Mestre de la conquesta de Mallorca - Pintures murals de la conquesta de Mallorca
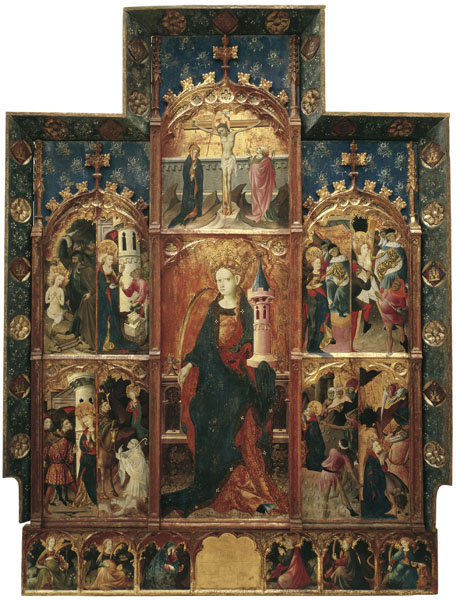
Gonçal Peris (atribuït) - Retaule de Santa Bàrbara
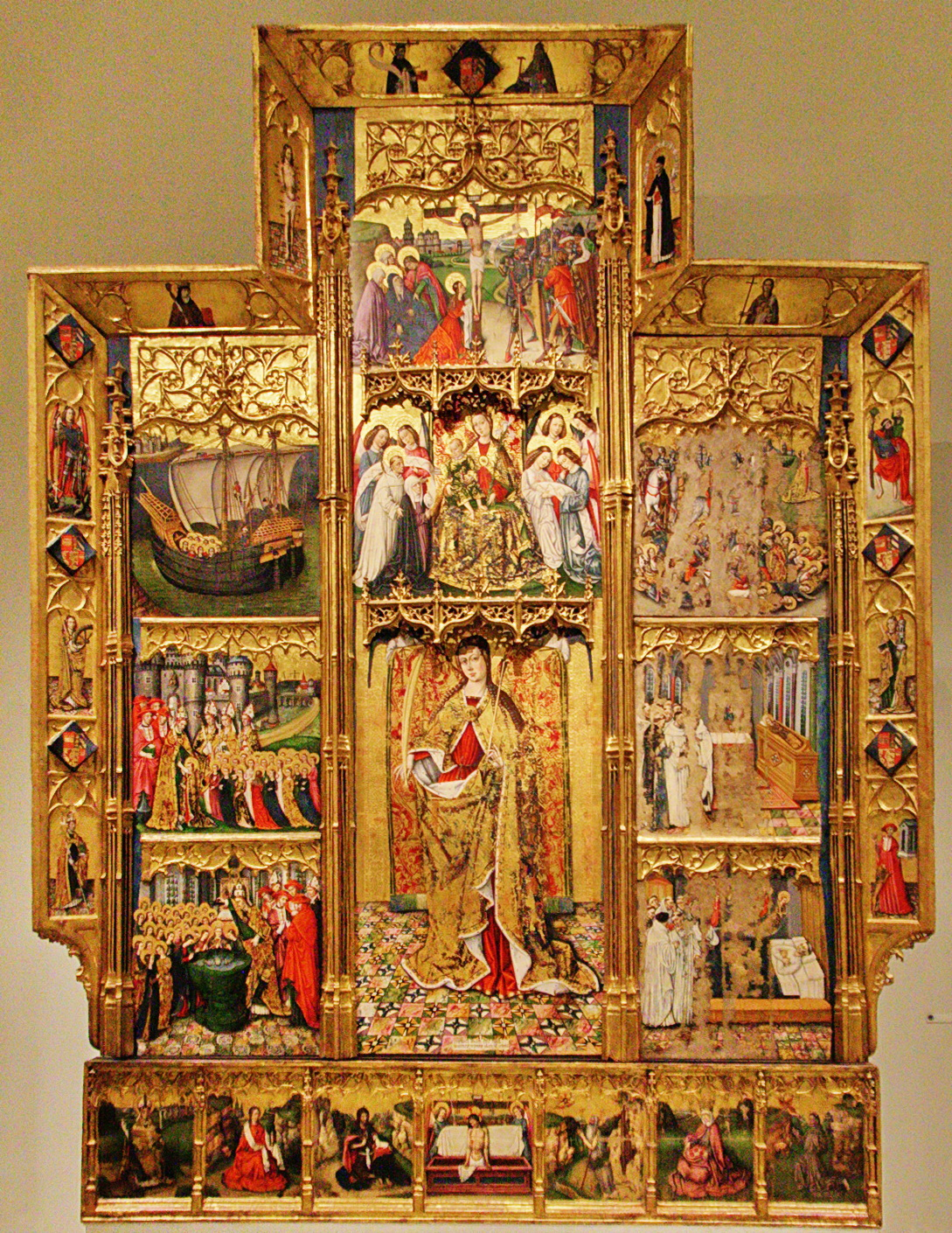
Joan Reixac - Retaule de santa Úrsula i les onze mil verges
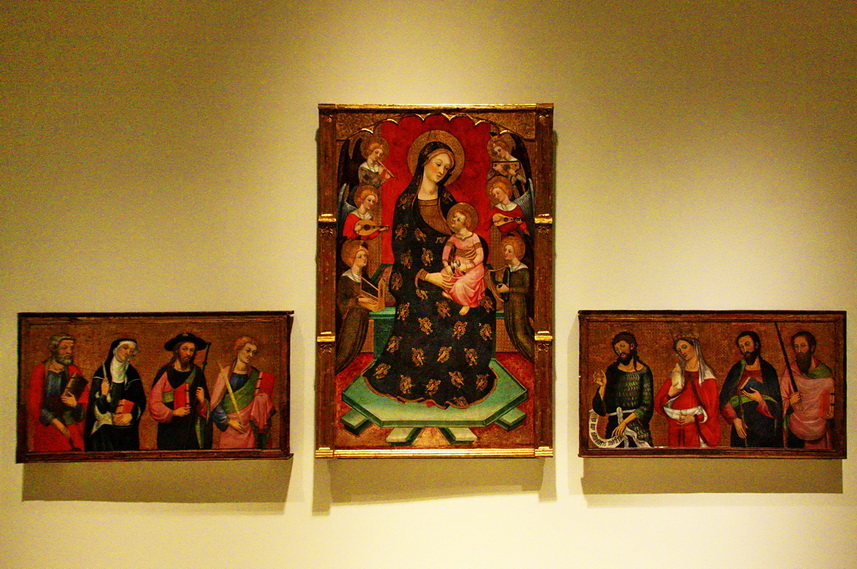
Pere Serra - Mare de Déu dels àngels i sants
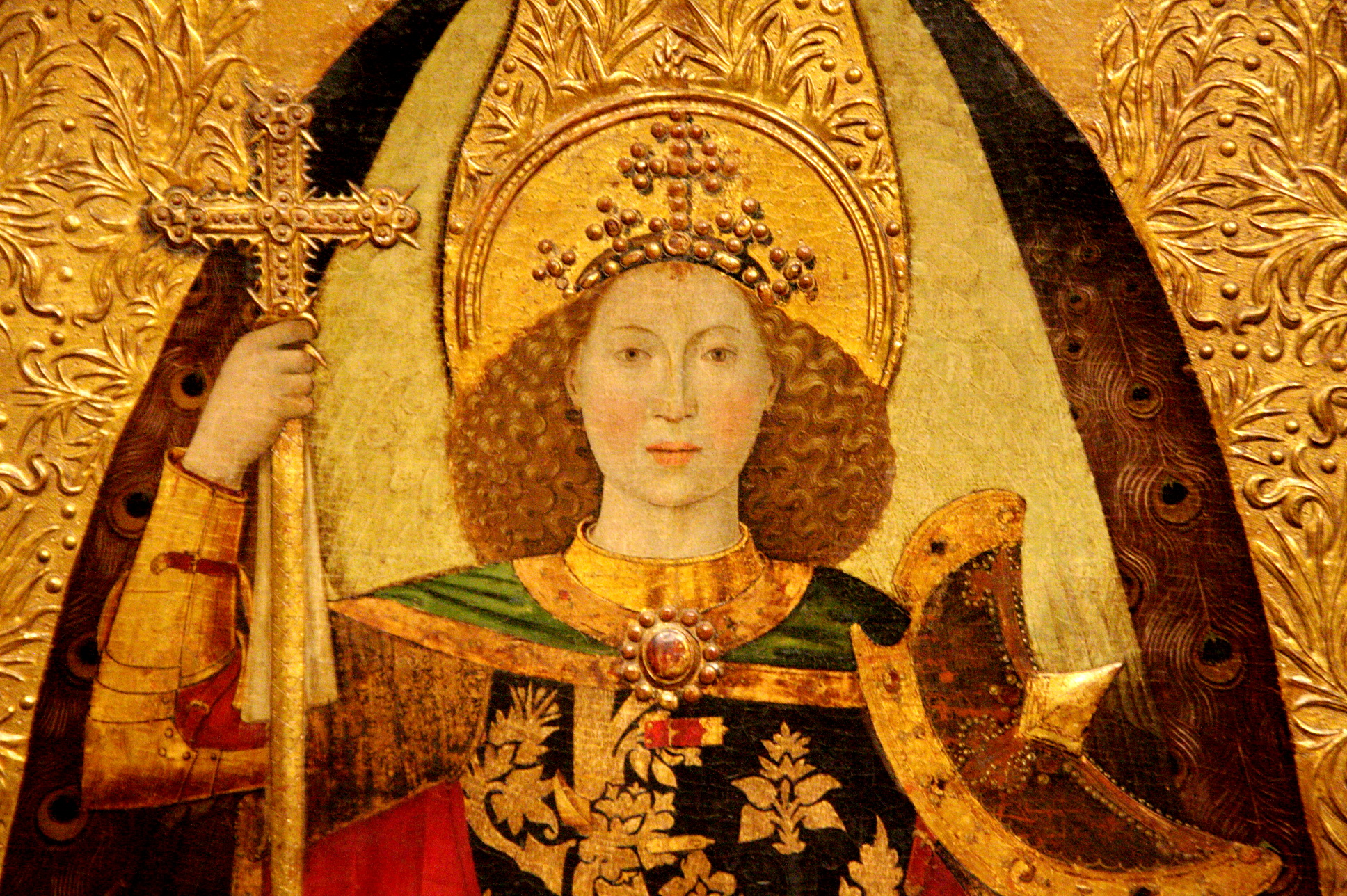
Retaule de Sant Miquel (Huguet). Gremi de Tenders Revenedors

### Renaixement i barroc (segles XV - XVIII)

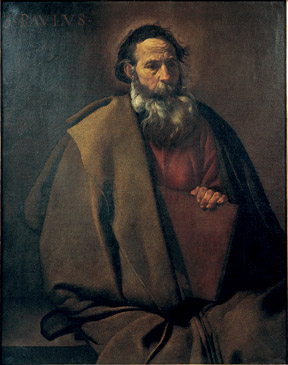
Sant Pau, per Velázquez.

La Col·lecció d'Art del Renaixement i Barroc constitueix un valuós patrimoni que –a diferència dels grans museus nacionals d'Europa, que van partir de les grans col·leccions reials i nobiliàries– a Catalunya es formà a partir de la recuperació del patrimoni local i de les posteriors donacions i adquisicions de col·leccions particulars. El fil argumental de l'inici i la fi del discurs museogràfic se centra en dos moments històrics de l'art català –la difusió, a la primera meitat del segle xvi, de la manera renaixentista, i la pintura del segle xviii, amb la figura d'Antoni Viladomat–, al costat d'obres hispàniques, flamenques i italianes dels segles XVI, XVII i XVIII.
L'itinerari comença als Països Baixos del segle xvi, on es barreja el fervor religiós i el detallisme de la vida quotidiana, com es pot observar en un conjunt de taules i tríptics de qualitat per a l'ús privat. A l'inici de l'època del Renaixement, a Catalunya convivien les formes gòtiques d'arrel flamenca amb altres solucions noves, representades per obres com el Sant Càndid d'Ayne Bru o el Sant Blai de Pere Fernández, que duen el sentiment humanista i el segell de l'art capdavanter que es feia a Itàlia. El Retaule de Sant Eloi dels argenters, de Pere Nunyes, manté el to del nou llenguatge, el mateix que utilitza l'escultor Damià Forment per al grup de la Dormició de la Mare de Déu. Cap a la fi del segle, la pintura hispànica té obres de gran bellesa, com el Crist amb la Creu i el Sant Pere i sant Pau, d'El Greco, en què és present la modernitat del color, fruit de les lliçons apreses a Venècia. Contemporàniament, l'Ecce homo, de Luis de Morales, transmet el sentiment devocional de la Contrareforma.
El segle xvii comença amb els frescos de la Capella Herrera, d'Annibale Carracci i col·laboradors, que decoraven l'església romana de Sant Jaume dels Espanyols, i continua amb pintures d'altres artistes italians com el genovès Gioacchino Assereto o els napolitans Massimo Stanzione i Andrea Vaccaro. Però, per damunt de tot, destaquen les obres dels mestres del Segle d'Or espanyol, com el Martiri de sant Bartomeu, del valencià Josep de Ribera, dit «Lo Spagnoletto», el Sant Pau, de Diego Velázquez, o la Immaculada Concepció i diverses natures mortes de Francisco de Zurbarán. Tornant a Catalunya, la imatge de Sant Gaietà, de l'escultor Andreu Sala, es fa ressò de l'art genial de Bernini.
Arribat el segle xviii, el conjunt dedicat a la Vida de sant Francesc, d'Antoni Viladomat, que decorava el claustre del convent de Framenors de Barcelona, constitueix l'única sèrie de vida monàstica conservada íntegrament en un museu. D'altra banda, l'obra agosarada de Francesc Pla, dit «el Vigatà», representa la llibertat pictòrica en la decoració d'interiors de les cases de la nova classe benestant mercantil i industrial, precursora de l'art que s'havia de desenvolupar al segle xix.
Aquesta col·lecció, que reflecteix el gust d'una part de la nostra societat civil per l'art del Renaixement i el barroc, acull —excepcionalment en comparació amb la resta del MNAC— l'art produït a Catalunya i també a l'estat espanyol, així com a Itàlia i Flandes, fet que permet una visió general de l'evolució de l'art europeu a l'època, a la qual contribueixen dues importants aportacions posteriors, el Llegat Cambó i la Col·lecció Thyssen-Bornemisza.
Obres representatives

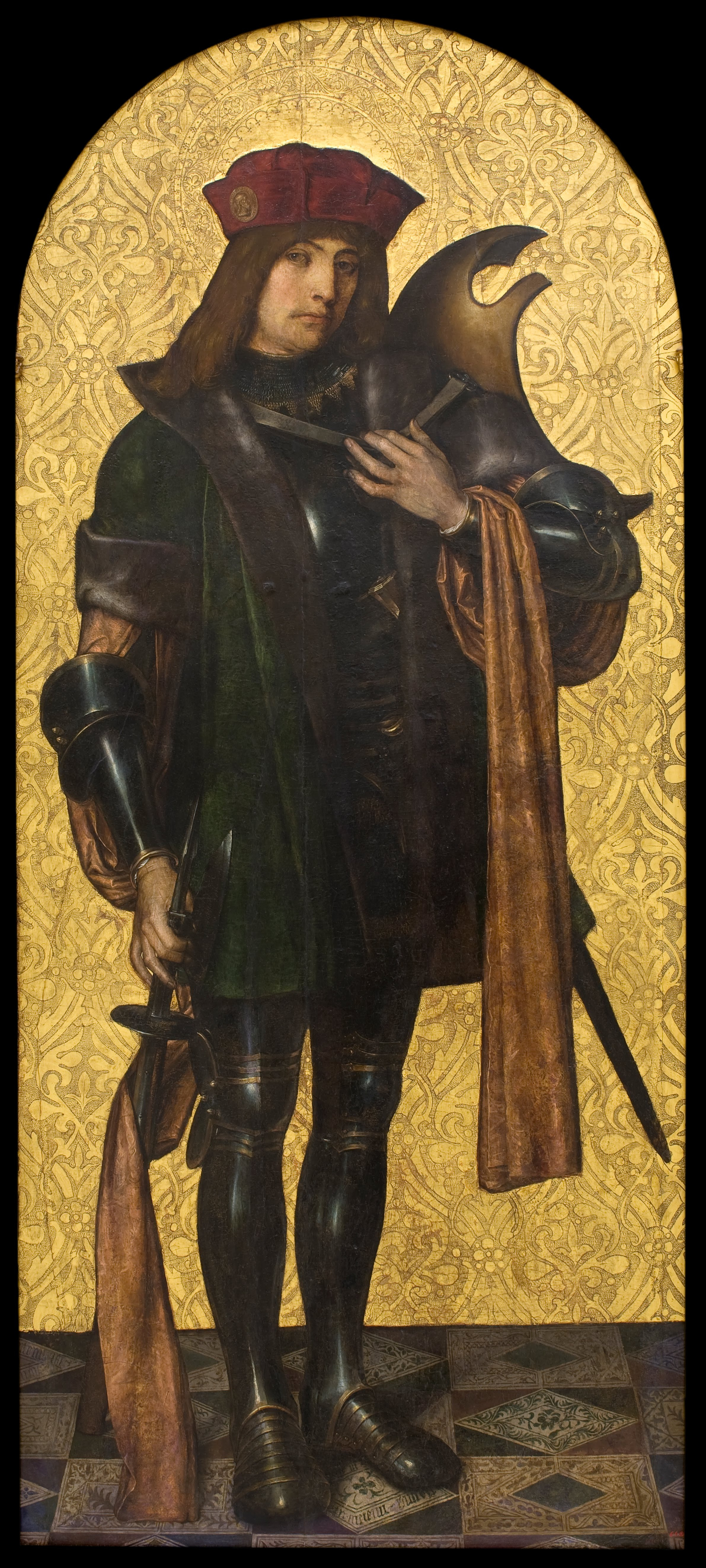
Ayne Bru - Sant Càndid
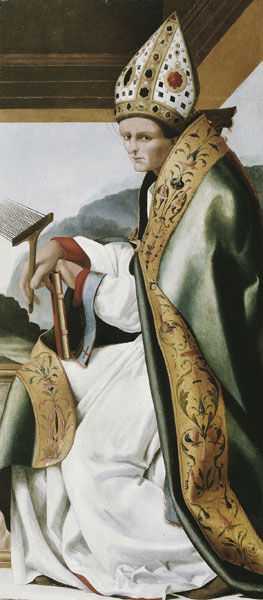
Pere Fernández - Sant Blai
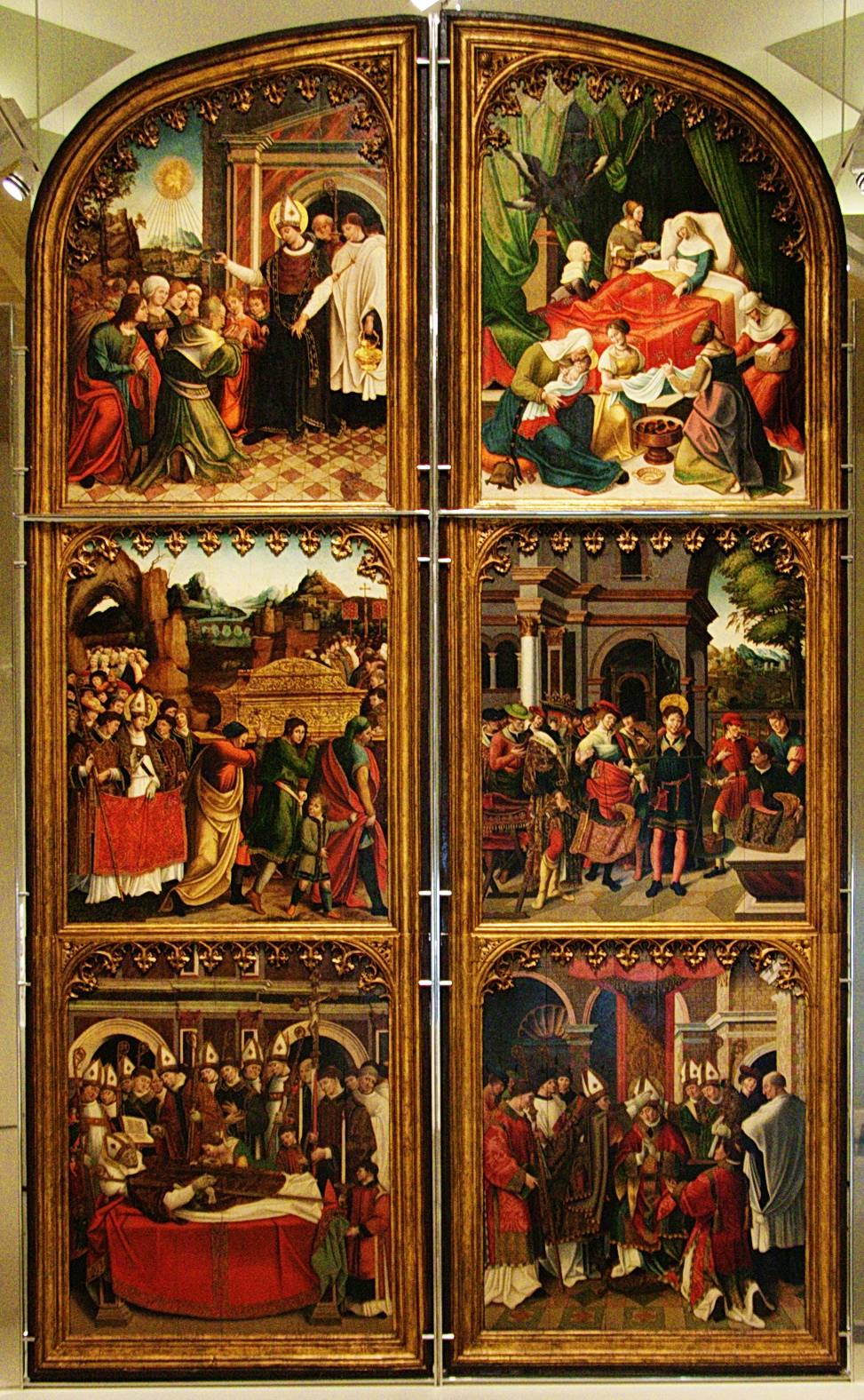
Pere Nunyes - Retaule de sant Eloi dels argenters
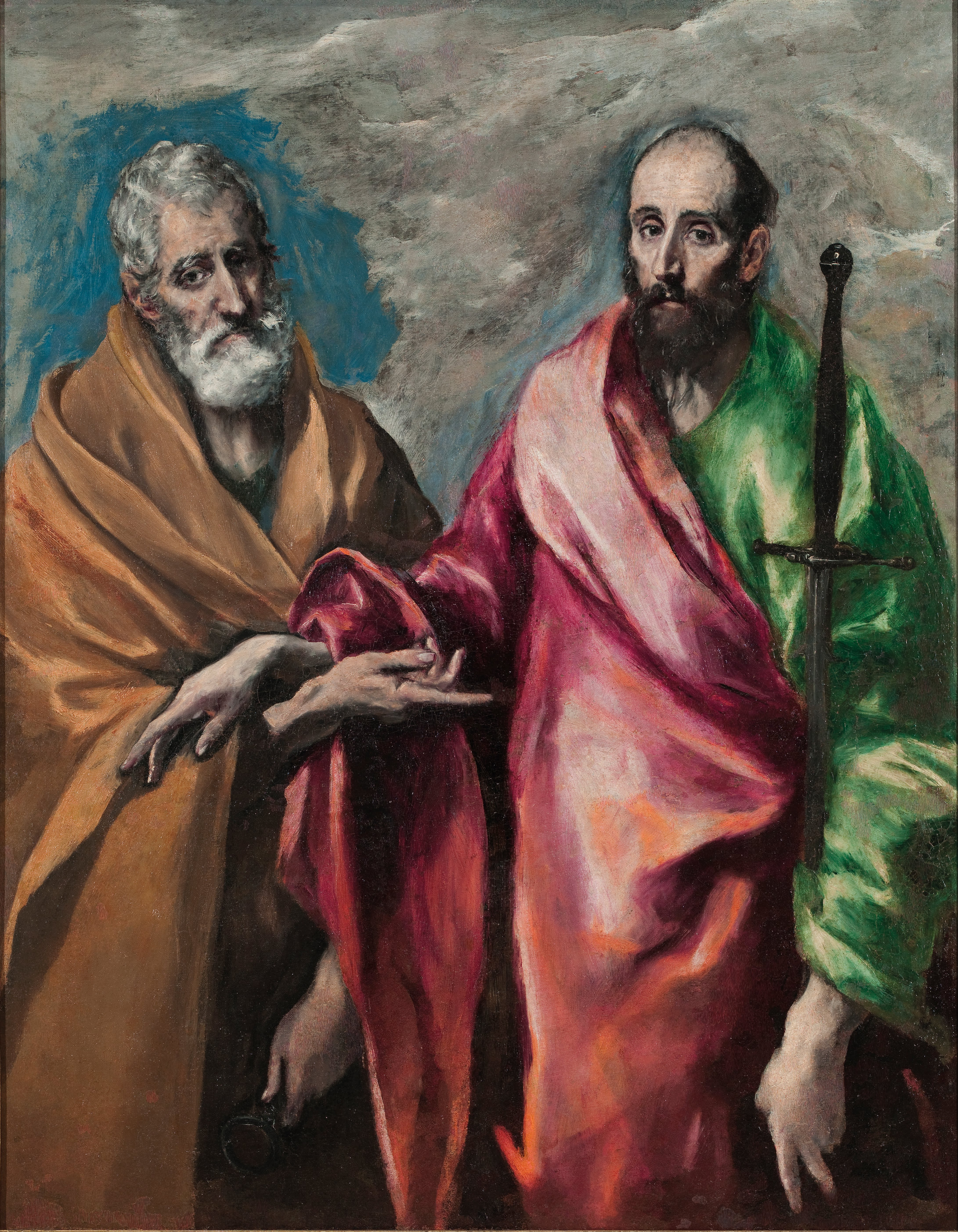
el Greco- Sant Pere i Sant Pau
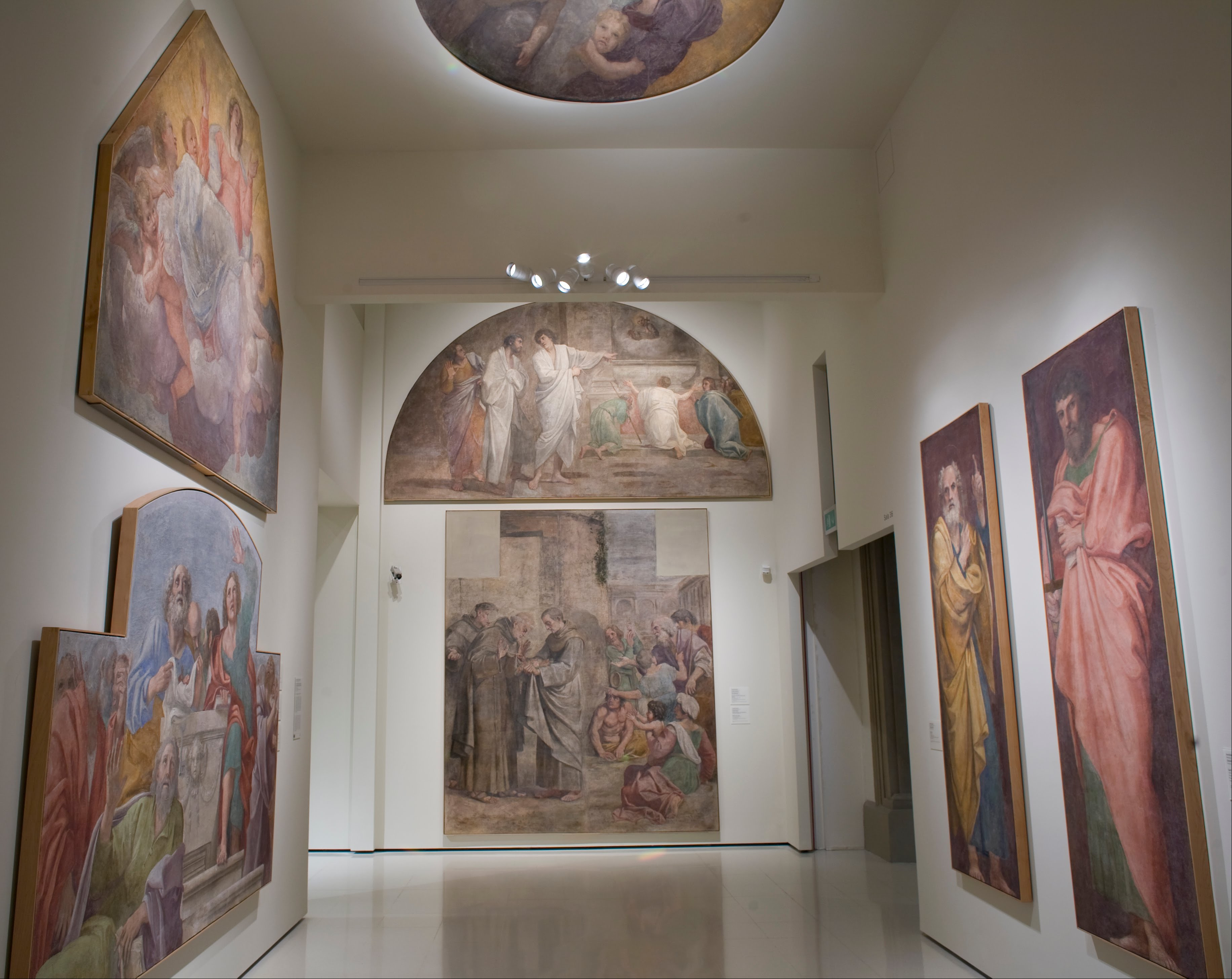
Annibale Carracci et al. - Pintures murals de la capella Herrera
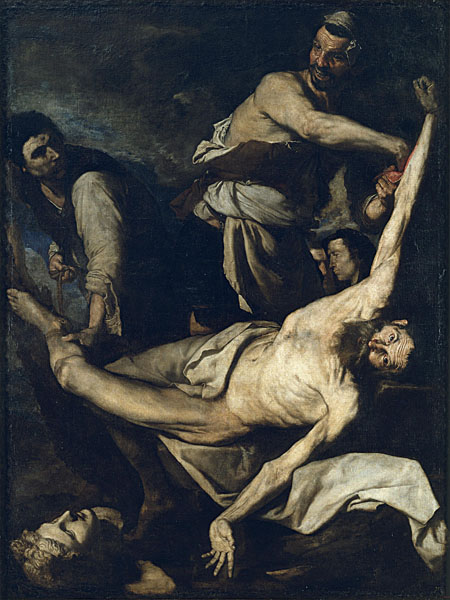
Josep de Ribera - Martiri de Sant Bartomeu
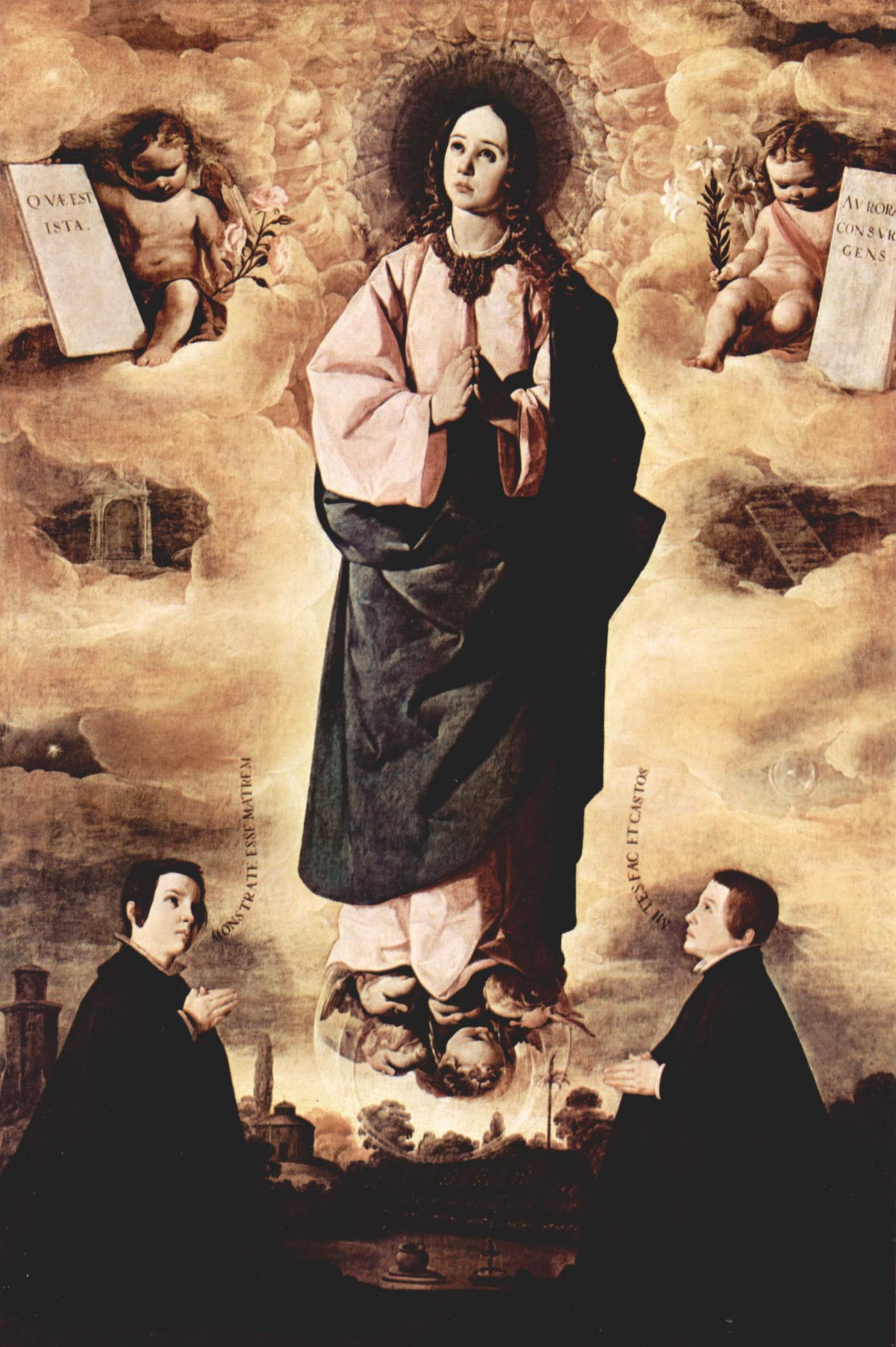
Francisco de Zurbarán - Immaculada Concepció

Llegat Cambó
El Llegat Cambó és un conjunt d'obres de la col·lecció particular del polític i mecenes català Francesc Cambó, d'importància rellevant, doncs integra pintura europea des del segle xiv fins a principis del xix. Constitueix l'aportació desinteressada de més valor que el MNAC ha rebut al llarg de la seva història i que més ha enriquit el fons de Renaixement i Barroc. S'hi troben representats moviments artístics tan diversos com el Quattrocento italià i els mestres del Cinquecento, com Sebastiano del Piombo o Ticià, passant per la pintura espanyola del Segle d'Or fins al rococó.
Es tracta d'un repertori amb identitat pròpia que abraça la història de la pintura europea des del segle xiv a l'inici del segle xix. Són obres que marquen el pas del gòtic al Renaixement, que parlen de la perfecció del Quattrocento italià, de la sensualitat dels grans mestres venecians del Cinquecento, de l'auge econòmic dels Països Baixos als segles xvi i xvii, sense oblidar la grandesa del Segle d'Or espanyol, fins a arribar a la plenitud del rococó europeu. D'entre els artistes representats al MNAC gràcies a aquesta magnífica col·lecció, destaquen noms de rellevància universal, tals com Sebastiano del Piombo, Tiziano Vecellio i Giandomenico Tiepolo, grans pintors, tots ells, procedents d'Itàlia; Peter Paulus Rubens i Lucas Cranach, exponents de l'art d'escola flamenca; Jean-Honoré Fragonard i Maurice Quentin de la Tour, que representen el rococó francès, i, finalment, Francisco de Goya, el geni renovador que clou l'arc cronològic que abraça el Llegat Cambó.

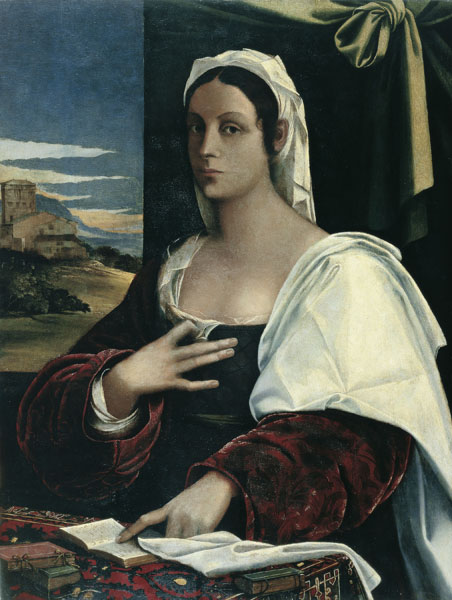
Sebastiano del Piombo - Vittoria Colonna (?)
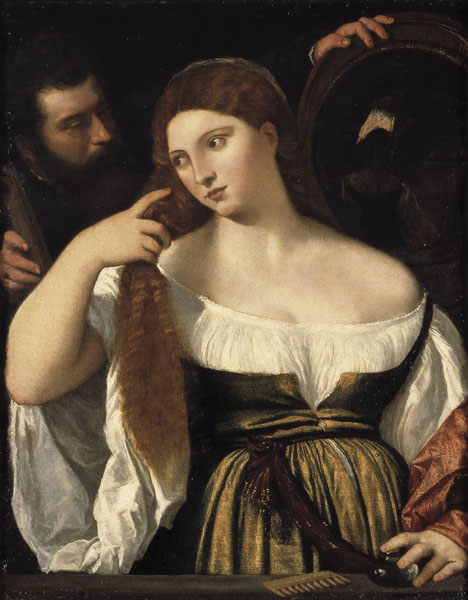
Tiziano Vecellio i taller - Dona davant el mirall
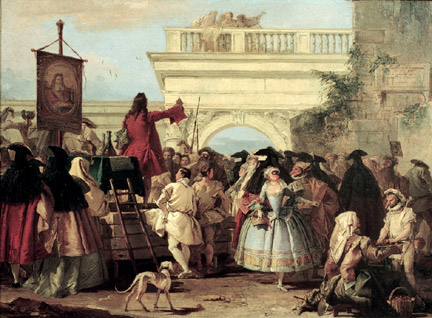
Giandomenico Tiepolo - El xarlatà
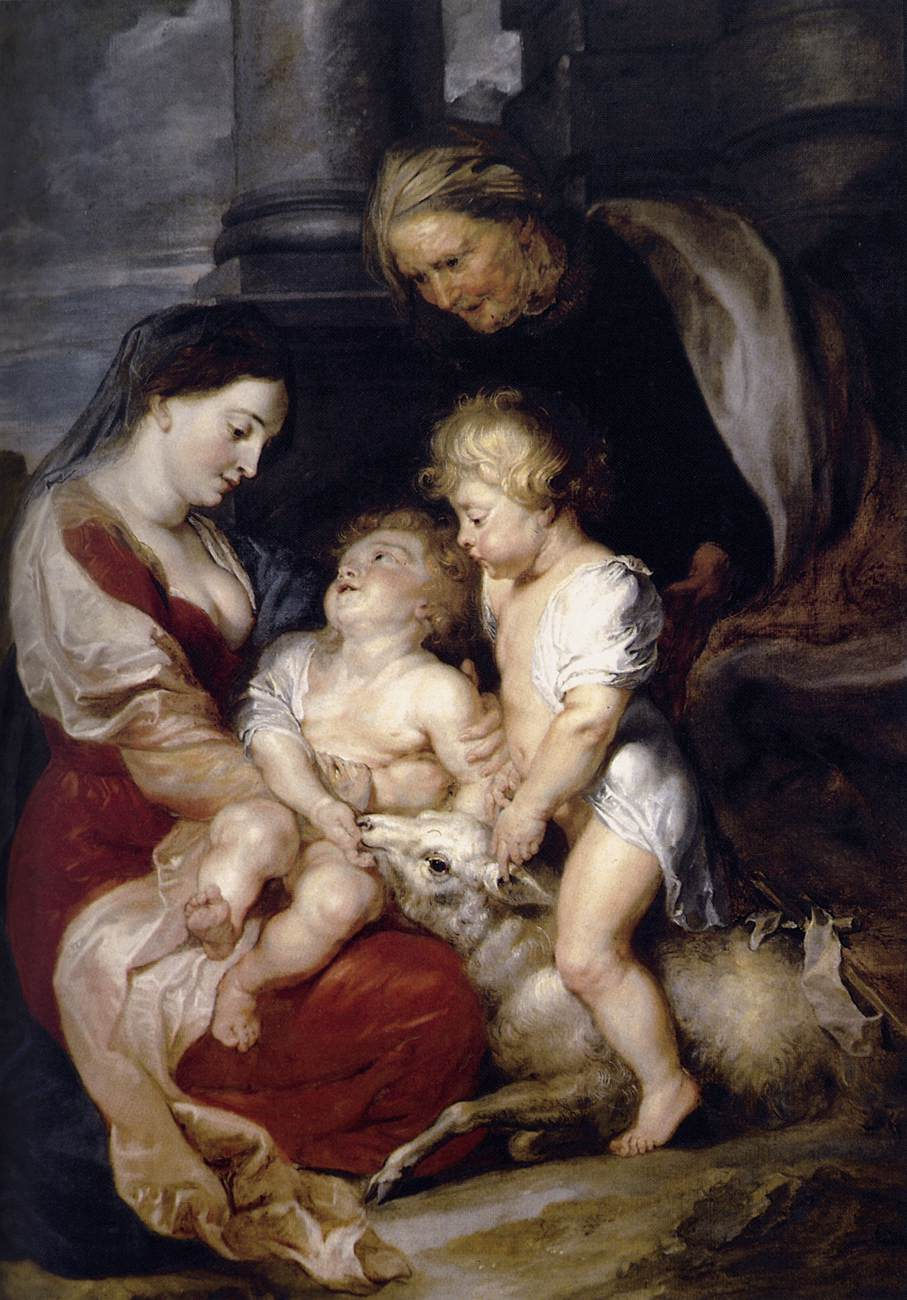
Pieter Paul Rubens - Mare de Déu i el Nen amb santa Isabel i sant Joanet
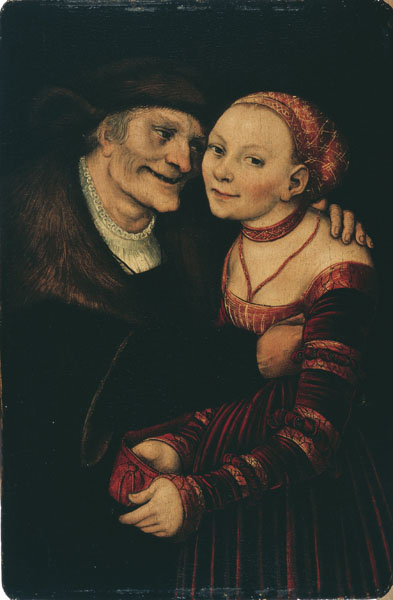
Lucas Cranach, «el Vell»  - Parella amorosa desigual
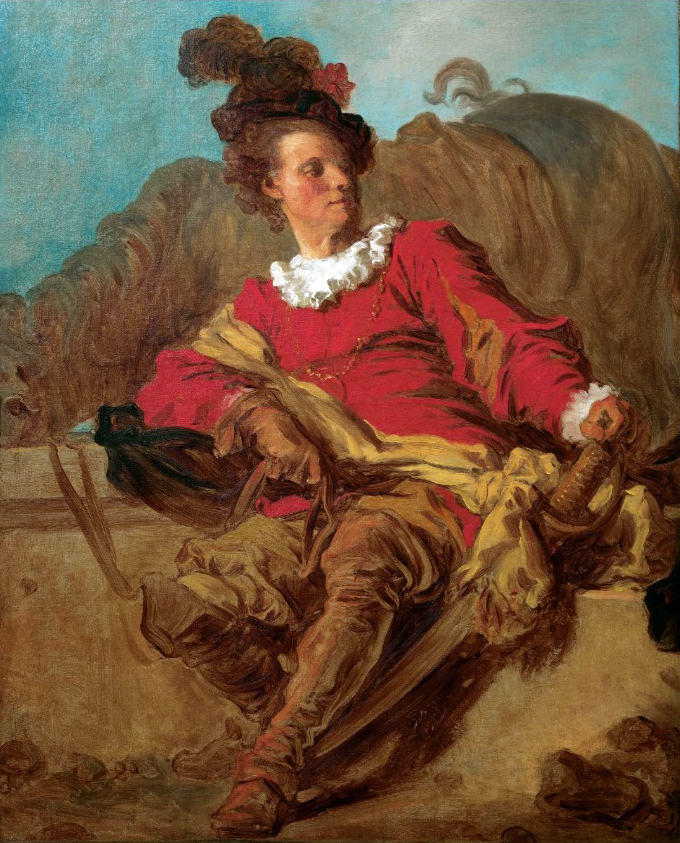
Jean-Honoré Fragonard - Jean-Claude Richard, l'abbé de Saint-Non, vestit a l'espanyola
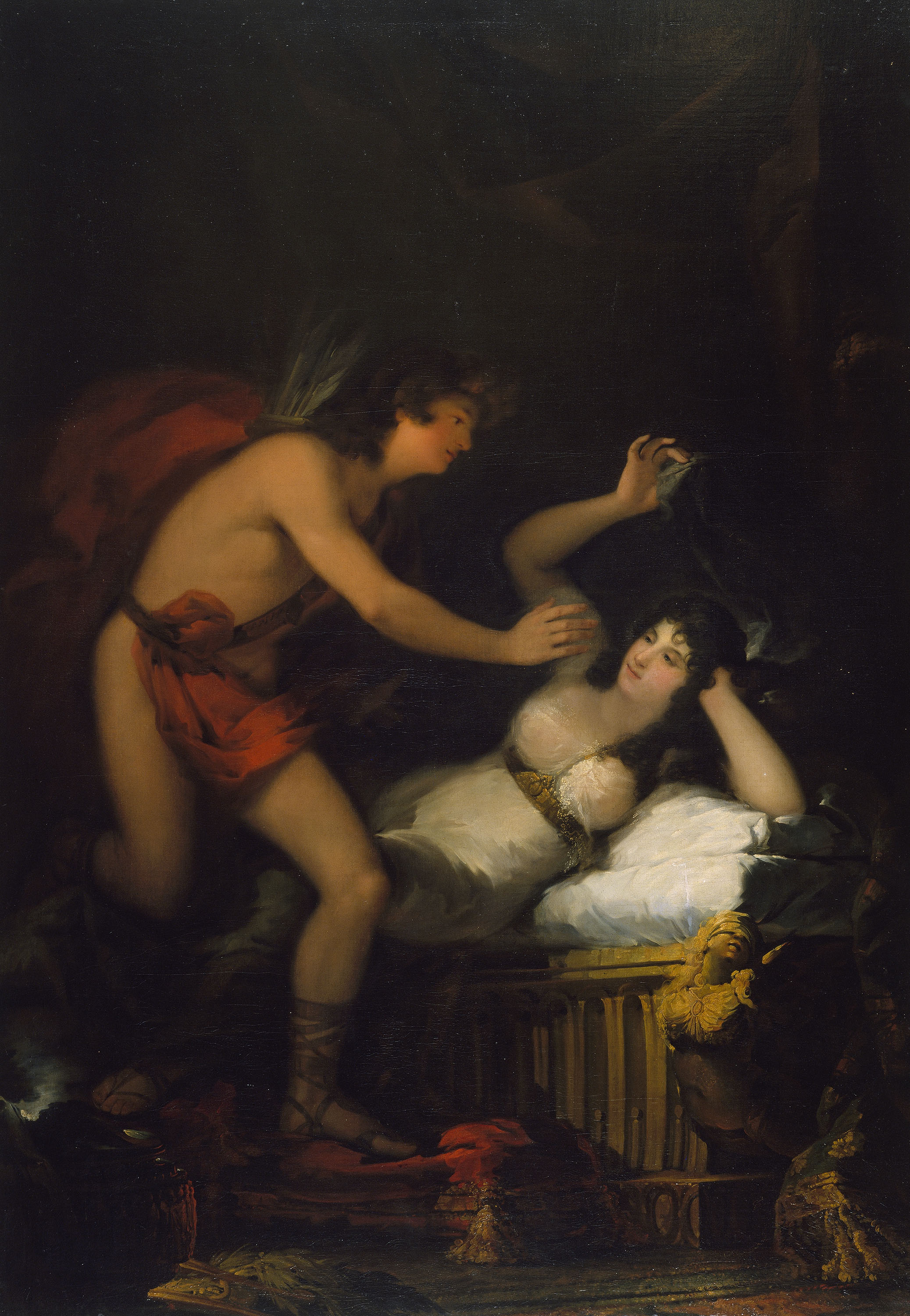
Francisco de Goya - Al·legoria de l'amor (Cupid i Psique)

Col·lecció Thyssen-Bornemisza
Quan la Col·lecció Thyssen-Bornemisza s'instal·la a Madrid, al Palacio de Villahermosa, i l'Estat en formalitza la compra el 1993, una part d'aquesta col·lecció –72 pintures i 8 escultures, principalment de temàtica religiosa, tot i que també inclou paisatge i retrat– es destina a Barcelona. El 1993 s'inaugurà l'exposició permanent d'aquestes obres en una de les ales del monestir de Pedralbes, habilitada per a aquesta funció museística per l'Ajuntament. El 2004 la Fundació va subscriure amb el MNAC un acord pel qual la Col·lecció Thyssen-Bornemisza de Barcelona passava a exhibir-se de forma permanent al MNAC, amb l'objectiu de reforçar els continguts del museu català i de fer una major difusió de les obres. Aquest fons agrupa un conjunt de pintura i escultura que presenta una visió global de l'art europeu des del gòtic fins al rococó. Entre les obres que formen part d'aquesta col·lecció es troben les taules de Rimini i Tadeo Gaddi, artistes del Trecento; i les obres de Francesco del Cossa com un magnífic exemple del Quattrocento. Del Cinquecento disposa d'obres de Fra Angelico, Rubens, Battista Dossi o Ticià, i del Settecento destaquen obres de Tiepolo, artista clau del rococó italià, Ceruti o el vedutista Canaletto.

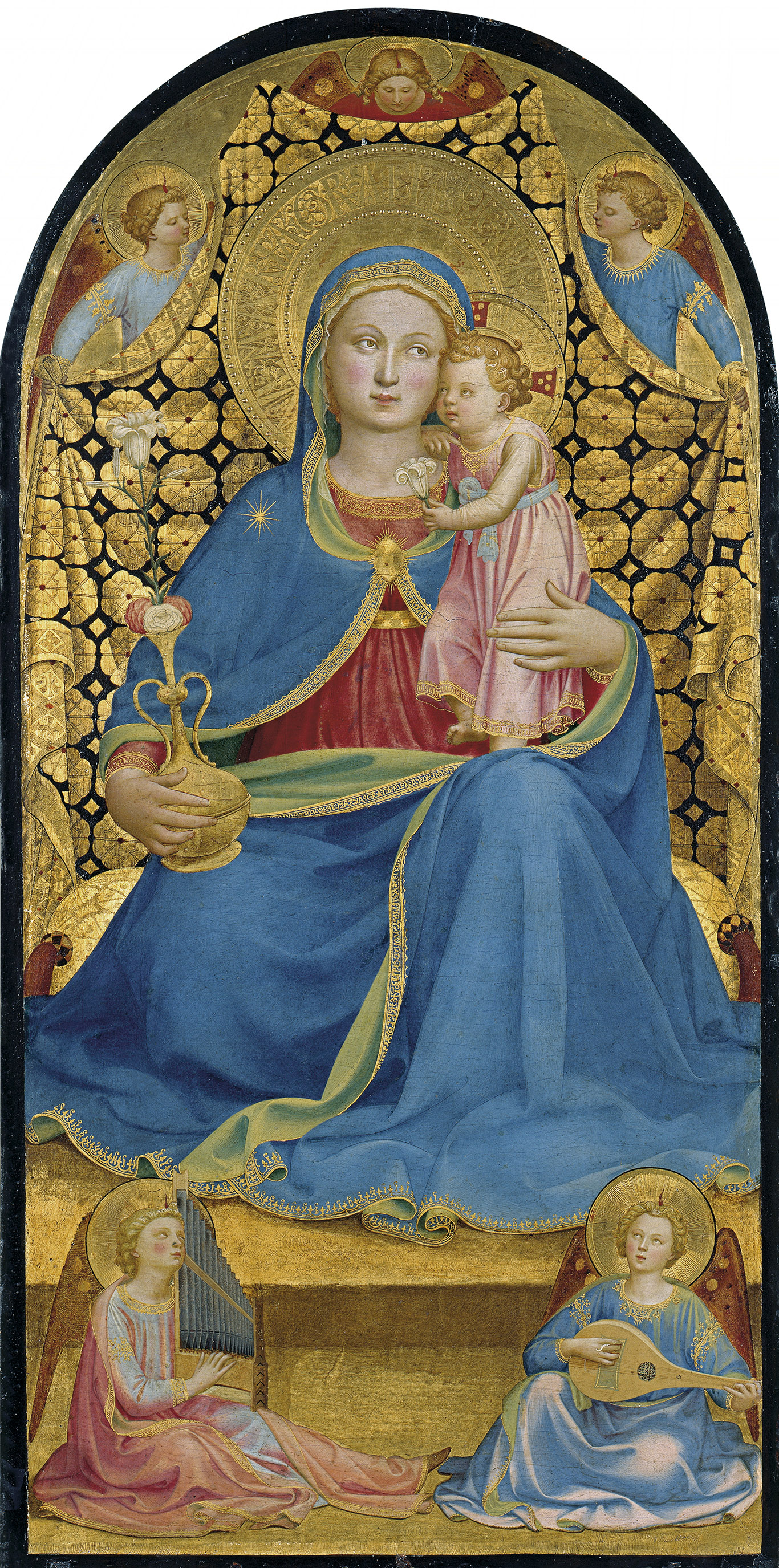
Fra Angelico - Mare de Déu de la Humilitat
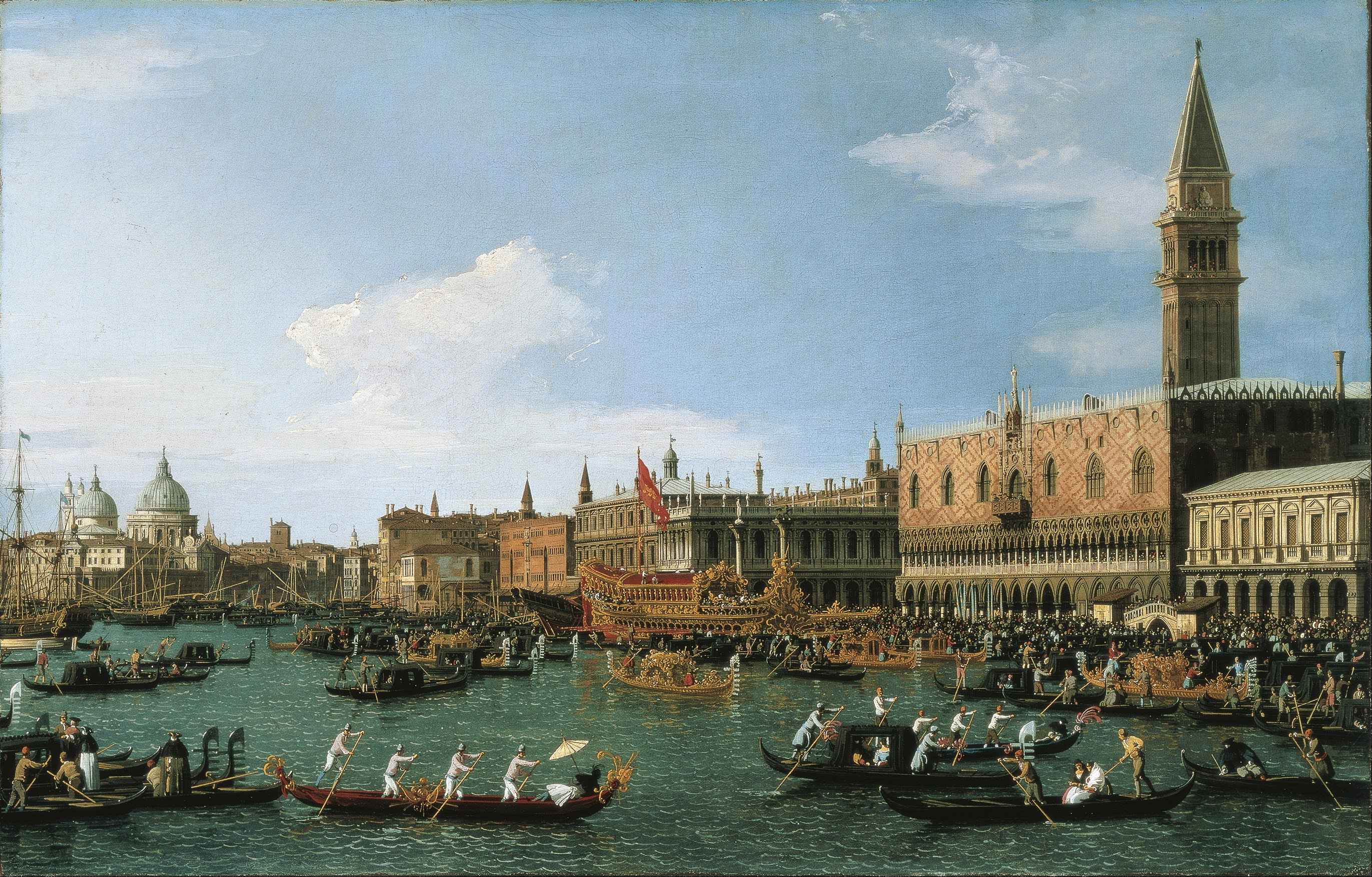
Canaletto - El retorn del Bucentaure el dia de l'Ascensió

### Art modern (segles XIX - XX)

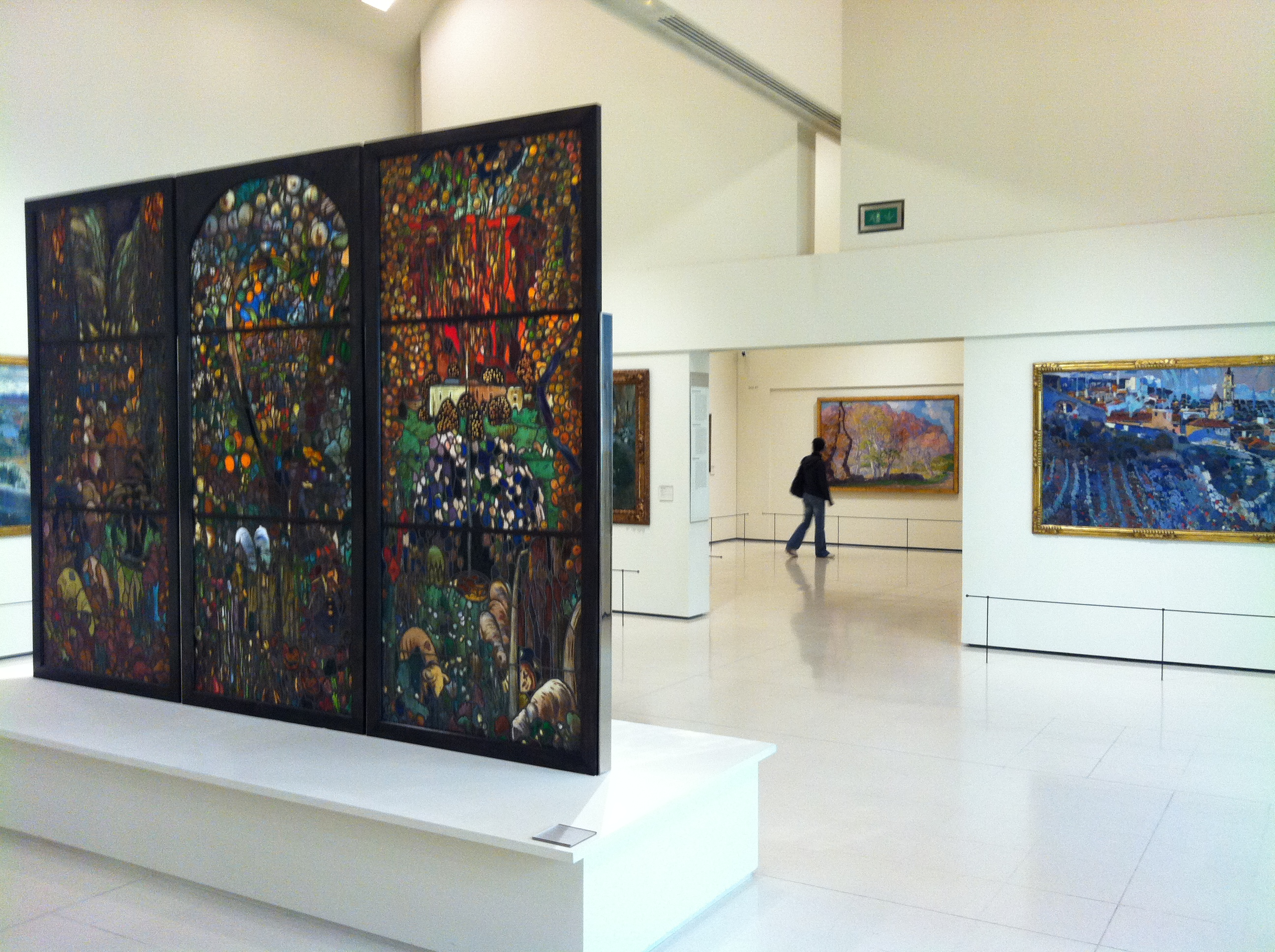
Sales d'art modern

La Col·lecció d'Art Modern del MNAC neix a partir de l'Exposició Universal de 1888, moment en què l'Ajuntament de Barcelona instal·la la llavors petita col·lecció d'art modern, en aquell moment contemporani, en el Palau de les Belles Arts. La col·lecció es va ampliar considerablement amb les adquisicions que el mateix Ajuntament feia a les exposicions de belles arts. L'actual fons d'art modern reuneix un conjunt del millor art català des del començament del segle xix fins als anys 40 del segle xx. El recorregut s'inicia amb els artistes que van seguir els postulats del neoclassicisme, el romanticisme i el realisme. Entre els neoclàssics destaquen el pintor Josep Bernat Flaugier i l'escultor Damià Campeny. Pel que fa al romanticisme, cal esmentar els pintors natzarens, com ara Claudi Lorenzale, que va conrear especialment el retrat, i Lluís Rigalt, que inaugura la tradició del paisatgisme català; aquesta tindrà continuïtat, ja a l'època del realisme, amb Ramon Martí Alsina, introductor a Catalunya de les idees de Courbet, i amb Joaquim Vayreda, fundador de l'Escola d'Olot, entre d'altres. Un capítol a part mereix Marià Fortuny, el millor pintor català del segle xix, que va triomfar internacionalment amb la pintura de gènere i que va apuntar plantejaments avançats en les seves darreres produccions. També hi són presents pintors que van optar pel realisme anecdòtic, com són Romà Ribera i Francesc Masriera, així com els «luministes» de l'Escola de Sitges, hereus de la tradició fortuniana; mentre que en escultura destaquen els germans Vallmitjana com els millors representants de la tradició realista. La col·lecció del segle xix inclou també una mostra de fotografia històrica amb obres d'A.A.Disdéri, Jean Laurent, Le Jeune i Charles Clifford, entre d'altres, amb imatges de diversos indrets de la geografia espanyola.

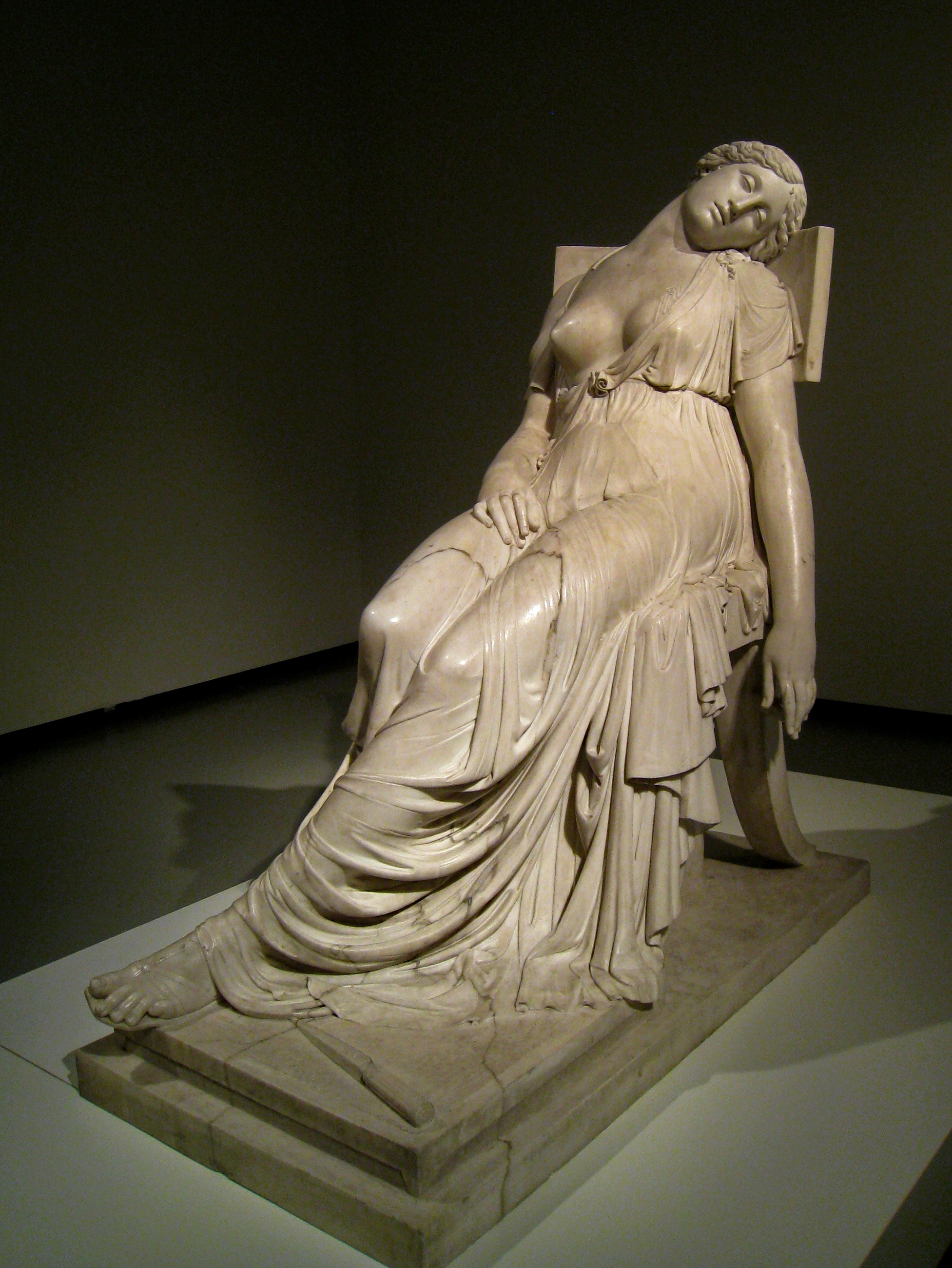
Damià Campeny - Lucrècia morta
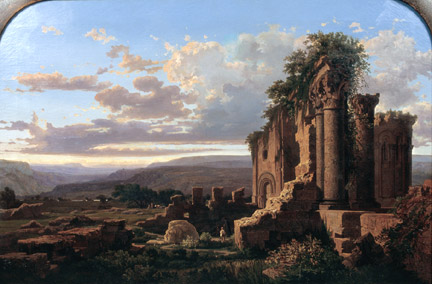
Lluís Rigalt - Ruïnes
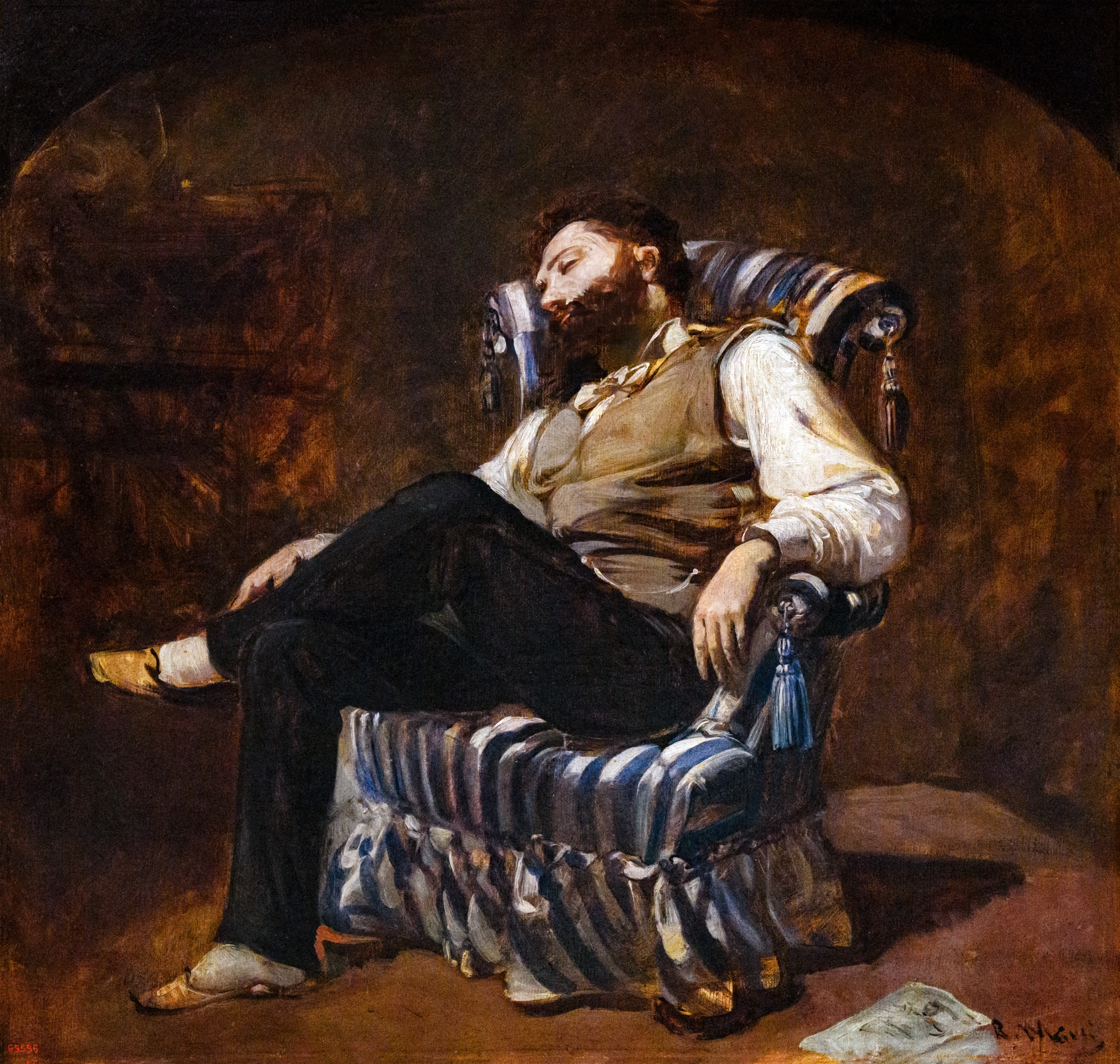
Ramon Martí i Alsina - La migdiada
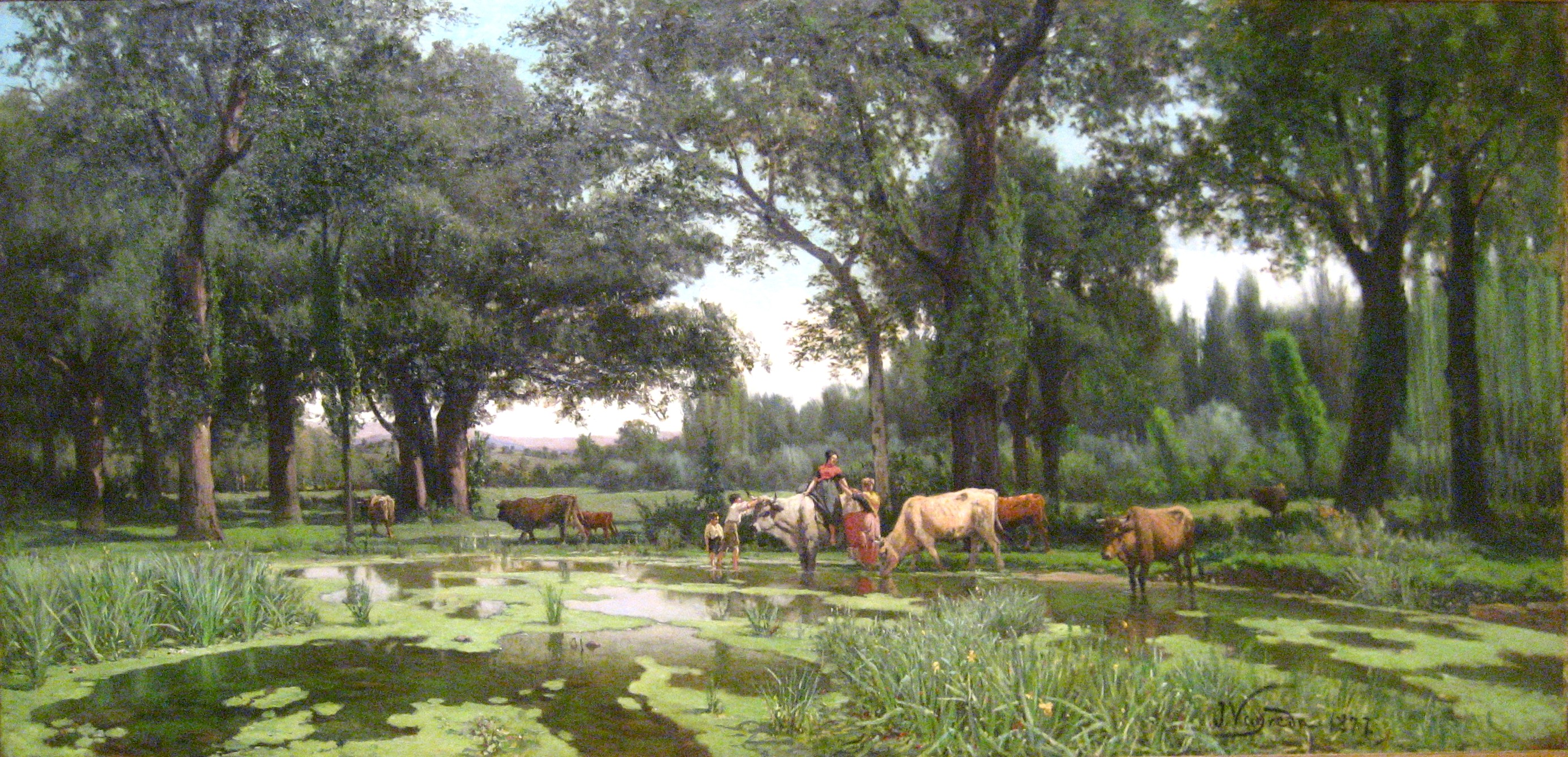
Joaquim Vayreda - L'estiu
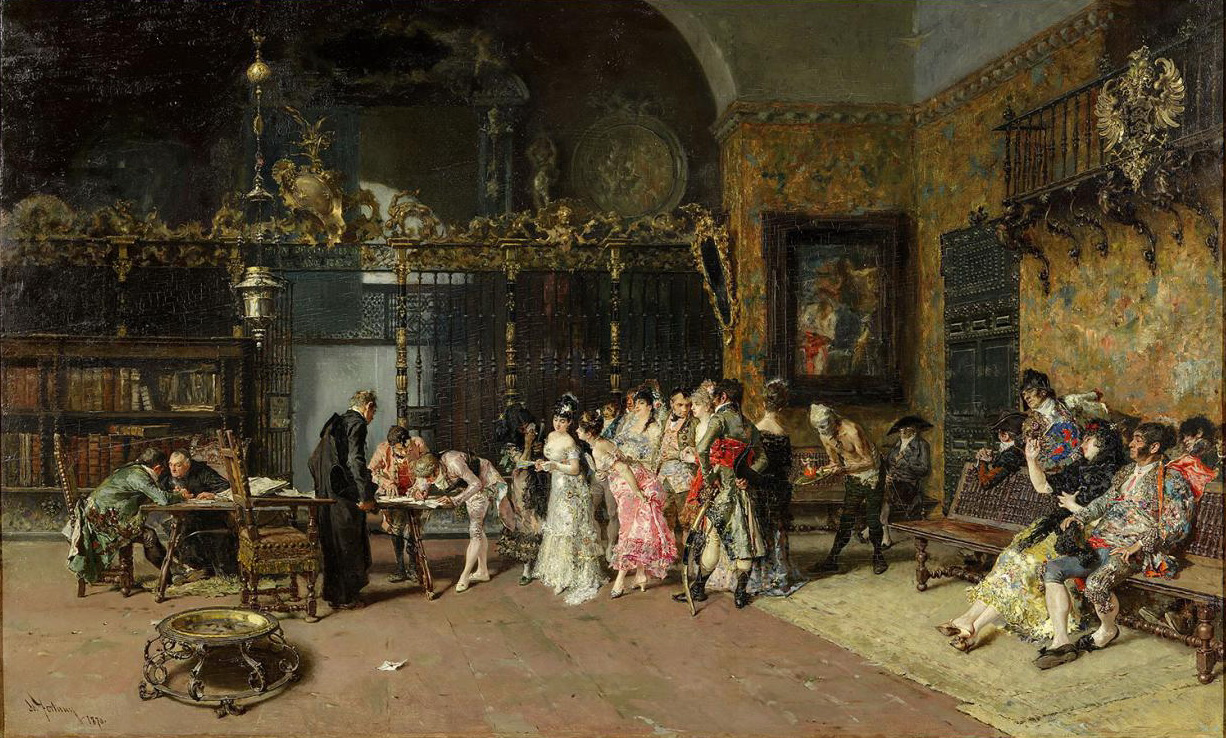
Marià Fortuny - La vicaria

Un dels eixos vertebradors de les col·leccions d'art modern és el modernisme, moviment de gran importància artística i cultural a Catalunya. En pintura, el corrent que més s'hi identifica és el de caràcter renovador liderat per Ramon Casas i Santiago Rusiñol, que en les seves obres parisenques van incorporar certs aspectes de l'impressionisme francès. Un altre corrent és el simbolista, representat per les pintures d'Alexandre de Riquer i Joan Brull i que s'observa també en algunes fotografies del pictorialista Pere Casas Abarca. De la mateixa importància és la presència d'artistes de la segona generació modernista, com ara Isidre Nonell, Marià Pidelaserra, Ricard Canals, Hermen Anglada Camarasa, Nicolau Raurich o Joaquim Mir, els quals, ja entrat el segle xx, van portar la pintura catalana a un dels seus moments més brillants.
També hi figuren pintors espanyols com Julio Romero de Torres, Joaquim Sorolla, Ignacio Zuloaga, Darío de Regoyos i José Gutiérrez Solana, el fotògraf Ortiz Echagüe i els artistes francesos Boudin, Sisley i Rodin. Pel que fa a l'escultura modernista convé destacar les creacions de Miquel Blay i Josep Llimona, amb una clara influència de Rodin. La col·lecció d'arts decoratives modernistes mostra alguns conjunts excepcionals d'interiorisme de Josep Puig i Cadafalch, Gaspar Homar i Antoni Gaudí, procedents, respectivament, de les cases Amatller, Lleó Morera i Batlló, del passeig de Gràcia de Barcelona; així com notables exemplars d'arts de l'objecte en forja, ceràmica, vidrieria i joieria, sense oblidar els conjunts de mobiliari de Joan Busquets i de l'arquitecte Josep Maria Jujol.

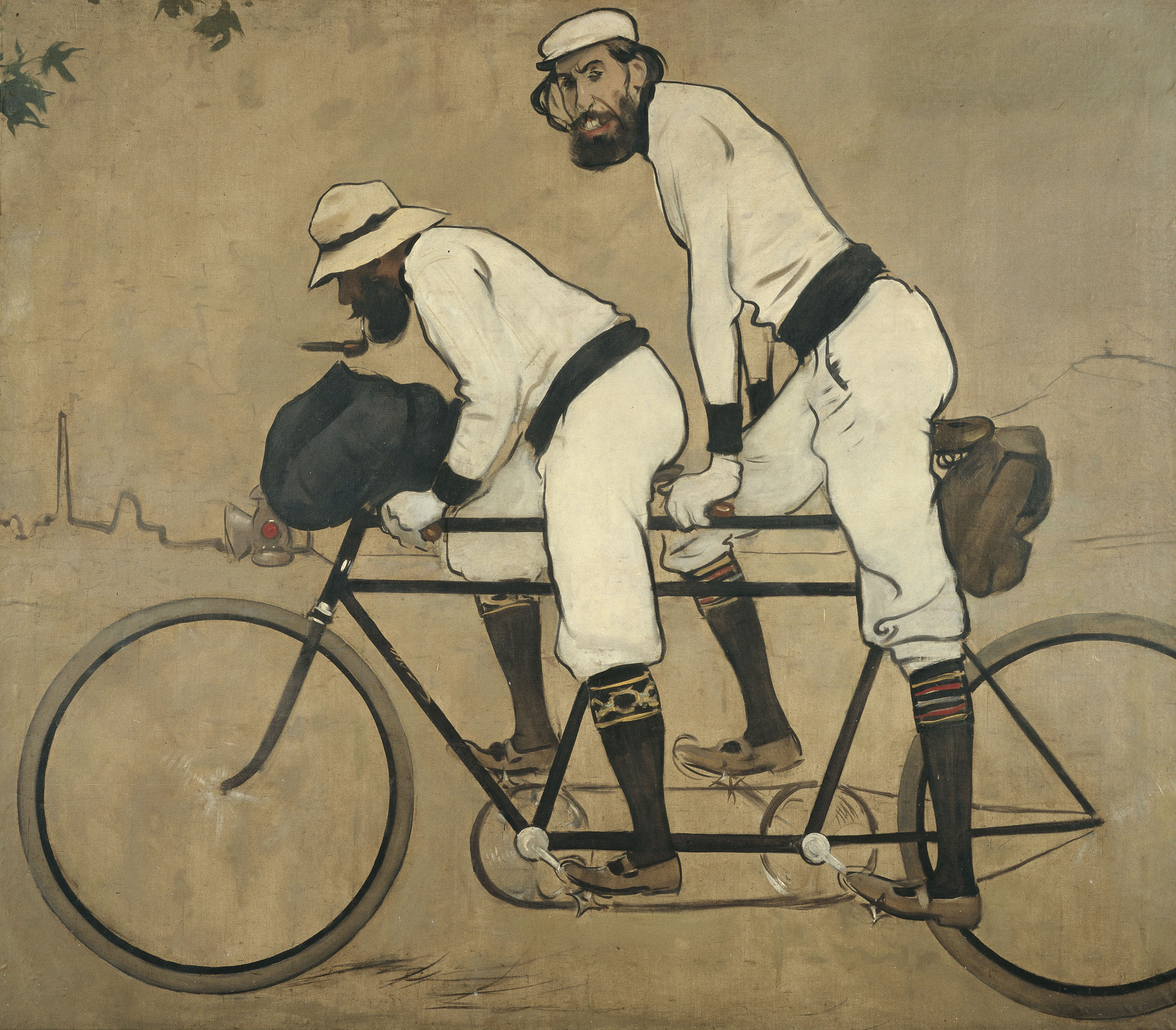
Ramon Casas - Ramon Casas i Pere Romeu en un tàndem
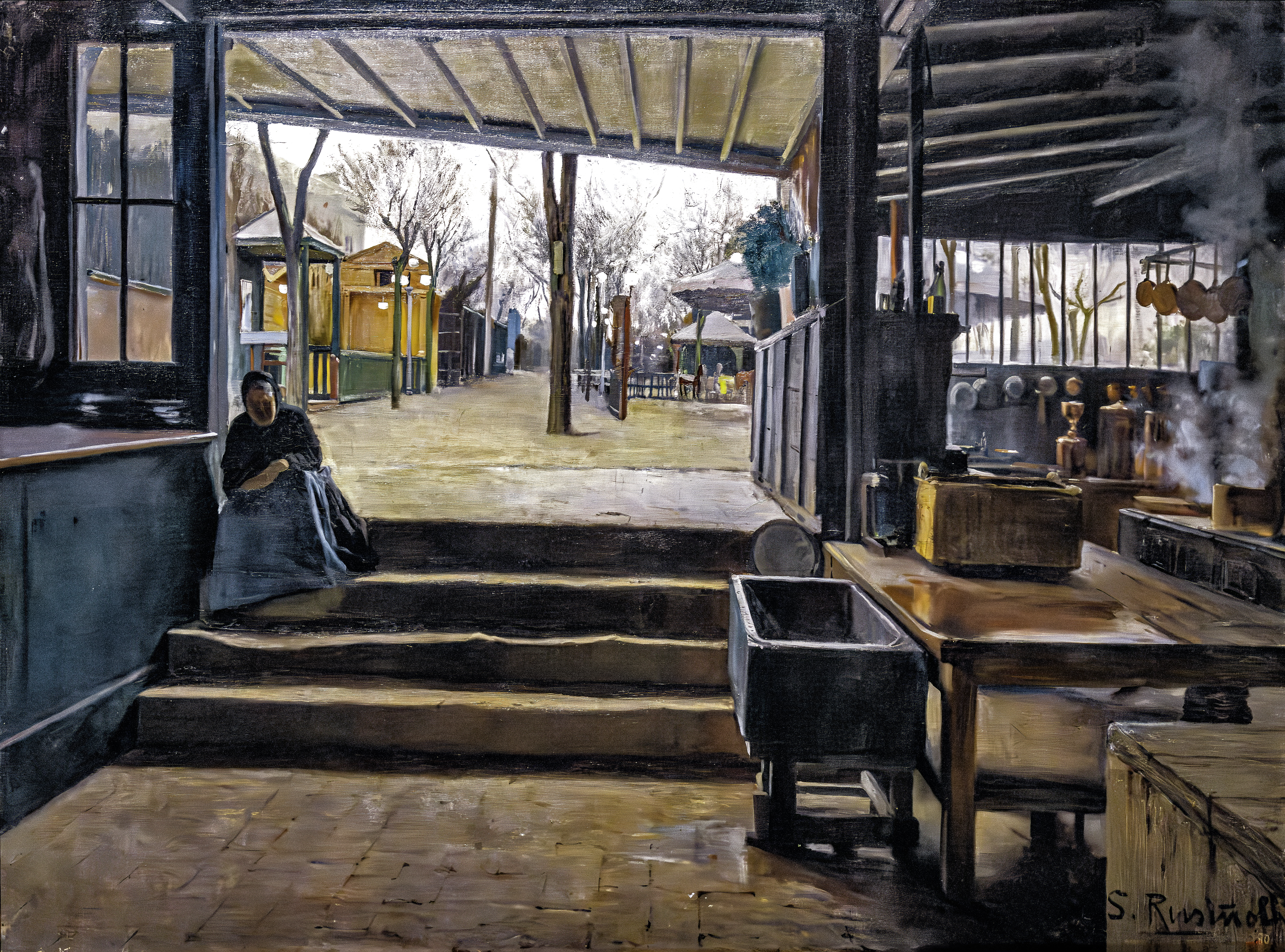
Santiago Rusiñol - Laboratori de la Galette
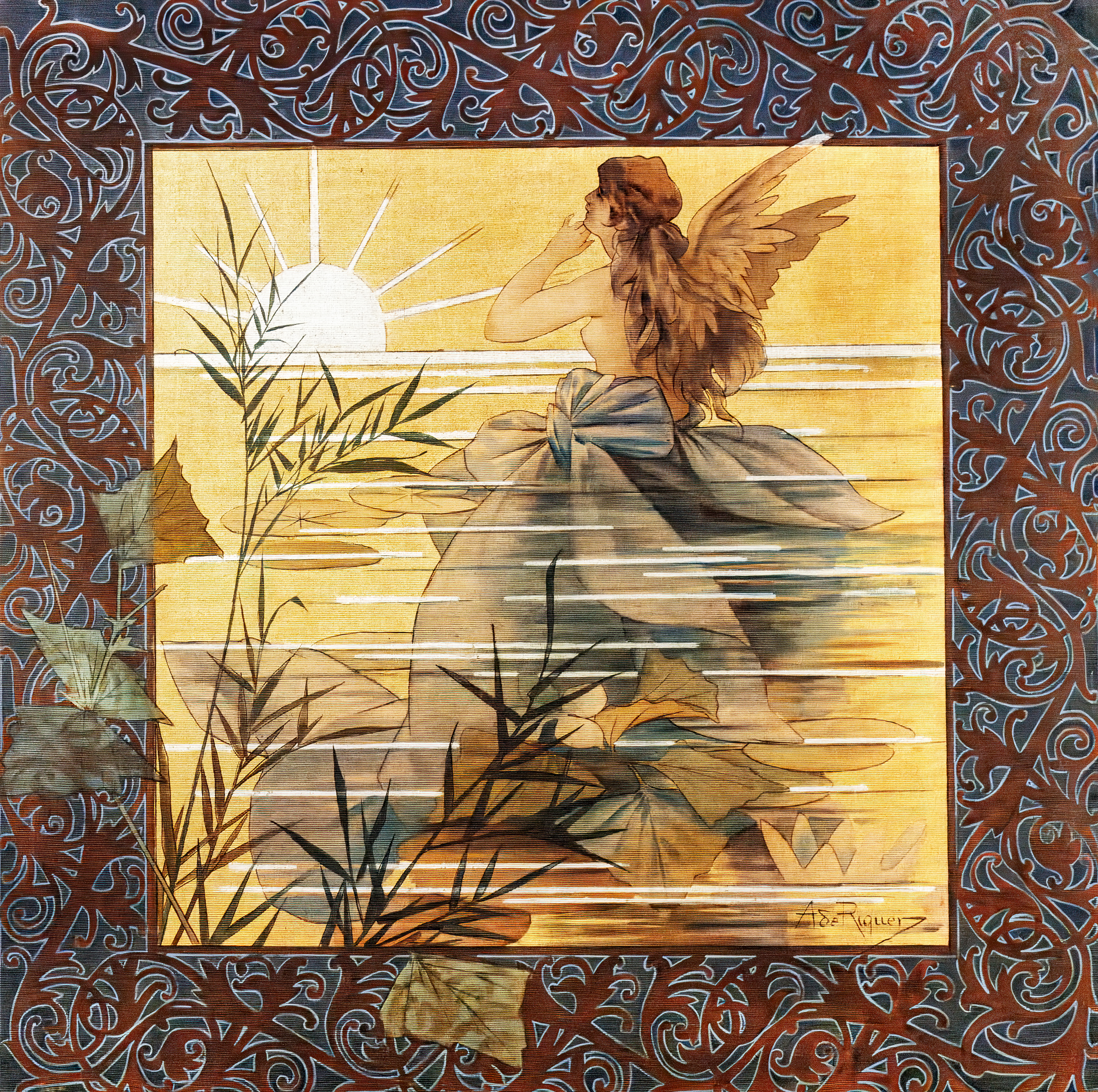
Alexandre de Riquer - Composició amb nimfa al·lada davant la sortida del sol
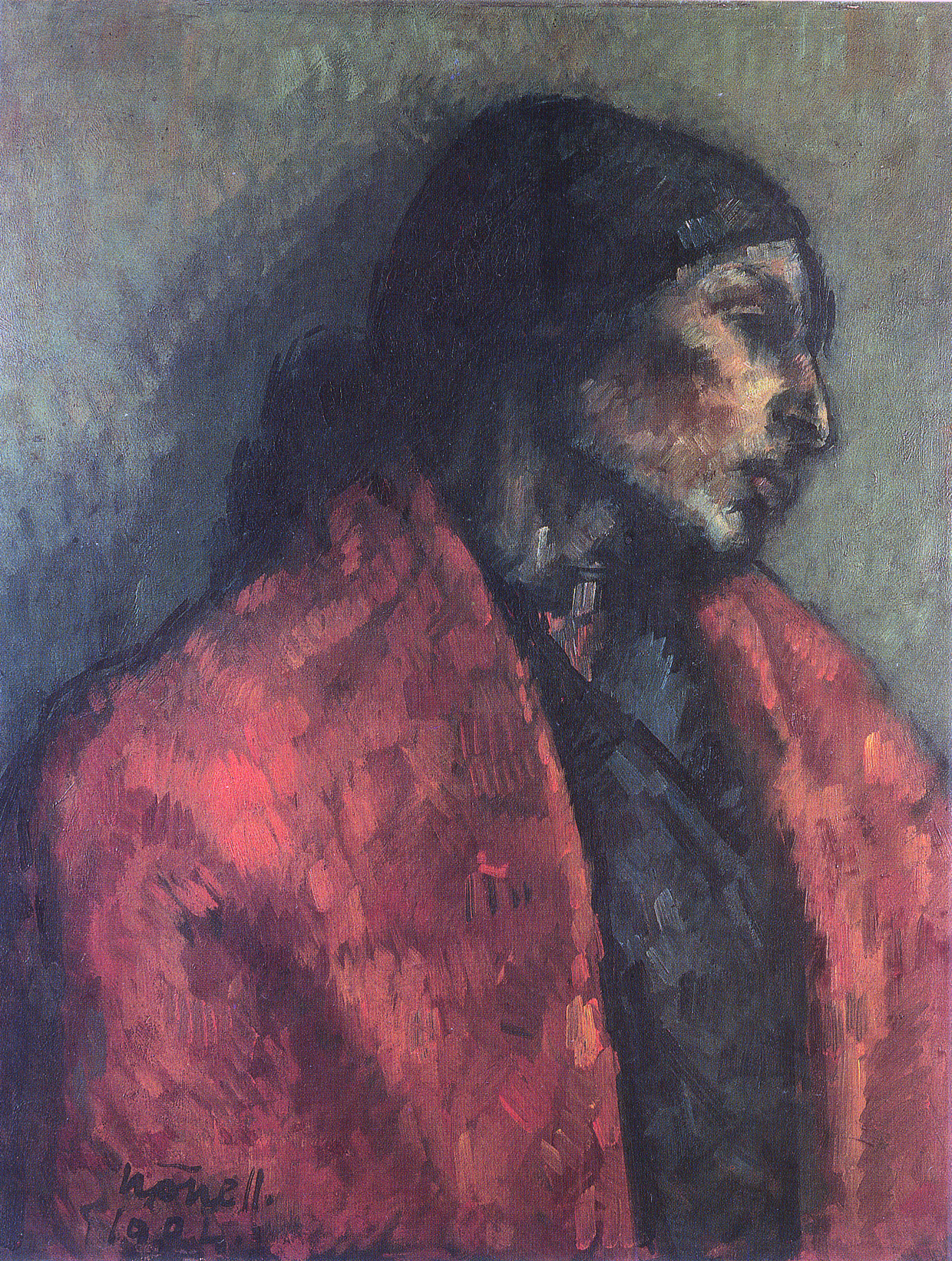
Isidre Nonell - La Paloma
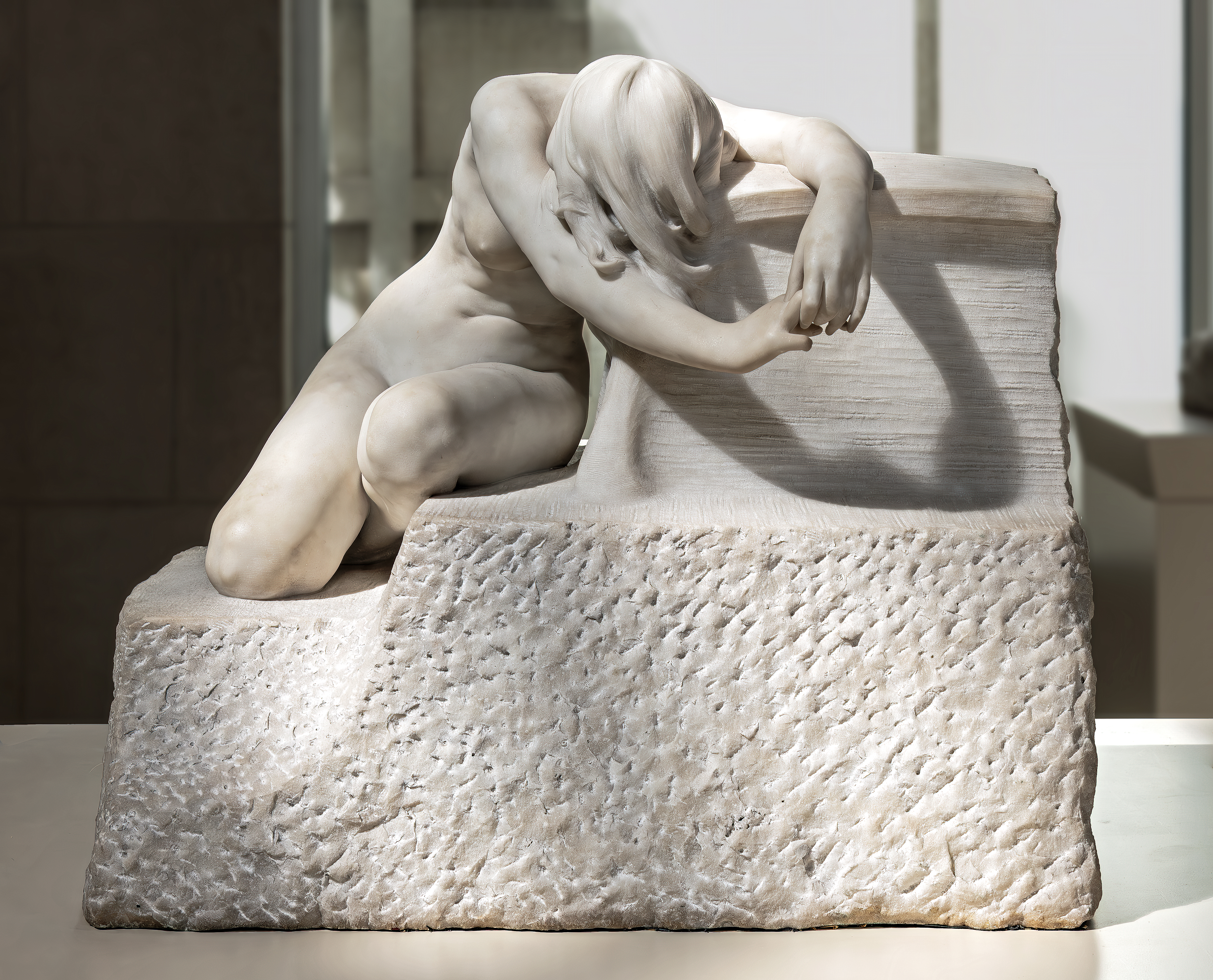
Josep Llimona - Desconsol
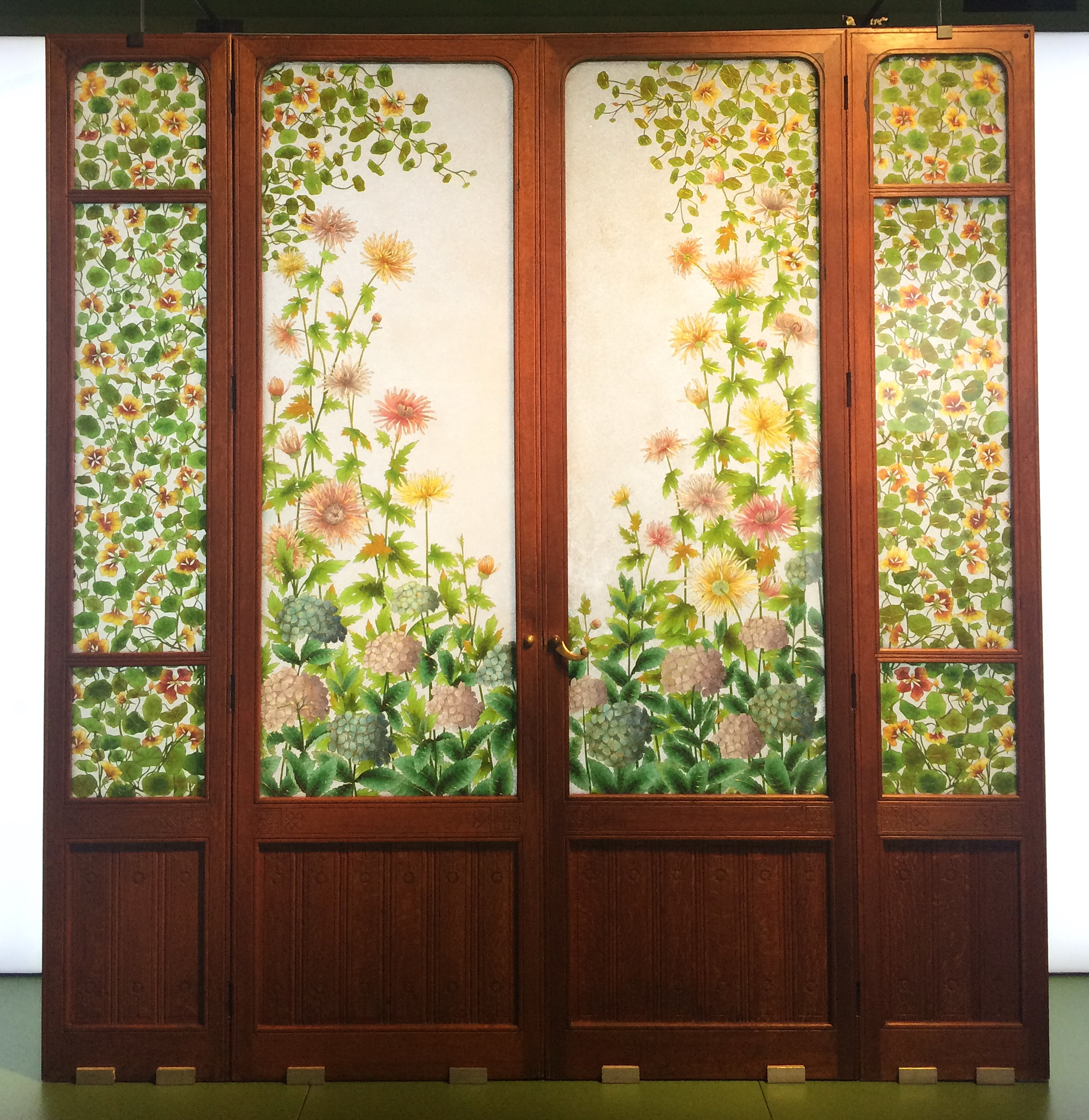
Vitrall cloisonné de Frederic Vidal

L'altre moviment àmpliament representat al MNAC és el noucentisme, que encarna la recerca de les essències pròpies i la mediterraneïtat. En són representatives les composicions clàssiques de Joaquim Torres-García i Joaquim Sunyer, amb vagues influències cezannianes, i els nus escultòrics de Josep Clarà i Enric Casanovas. Completen aquest moviment les escultures de Manolo Hugué i les pintures de Xavier Nogués, amb un marcat accent popular. Cap al 1920, apareix una nova generació d'artistes que van haver de fer front al dilema de seguir amb la tradició figurativa o fer el salt a l'avantguarda. Alguns d'aquests, com els pintors Josep de Togores i Francesc Domingo i Segura, van fer una producció amb veu pròpia en el context del realisme internacional d'entreguerres. Altres, com el mateix Torres-García, Rafael Barradas o Salvador Dalí, van trobar a les Galeries Dalmau el lloc idoni per exposar la seva producció més innovadora.

### Dibuixos, gravats i cartells

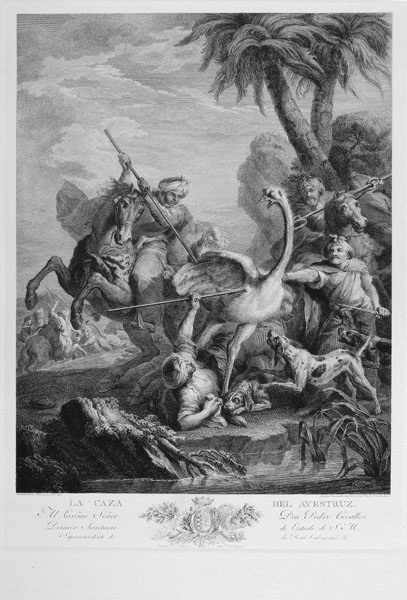
La caça de l'estruç de Pere Pasqual Moles.

Les col·leccions del Gabinet de Dibuixos i Gravats del MNAC reuneixen uns 50.000 dibuixos, uns 70.000 gravats i més de 1.000 cartells, pertanyents al fons històric. Els fons inclouen una mostra rica i plural de les tendències i els moviments artístics més importants de l'art català. Tanmateix, aquesta presència es fa palesa més intensament a partir de la fi del segle xviii, tot coincidint amb la presència a Barcelona, des del 1775, de l'Escola Gratuïta de Disseny i Nobles Arts, dita l'Escola de Llotja, que esdevingué un lloc de referència en la consolidació de l'academicisme a Catalunya. Del segle xix tenim una nodrida representació d'un grup d'artistes vinculats a aquesta escola, entre els quals destaquen Josep Bernat Flaugier, Vicent Rodés, Claudi Lorenzale i Ramon Martí i Alsina, així com algunes de les nissagues familiars que, com la dels Planella o els Rigalt, conformen l'etapa artística que va del neoclassicisme al realisme. De l'època anterior no podem oblidar la contribució del principal pintor barroc català, Antoni Viladomat, del qual el Gabinet té un conjunt significatiu d'obra. Darrerament, el 2003, la producció artística catalana del barroc s'ha incrementat amb l'adquisició d'un grup de traces d'altar de la col·lecció de César Martinell, molt singular i que permet apropar-se a l'estudi de la retaulística catalana dels segles xvii i XVIII.
Indubtablement, un dels principals signes d'identitat de la col·lecció és l'important conjunt d'obra de Marià Fortuny, de qui es conserven més de 1.500 dibuixos i 50 gravats, que fan d'aquest fons una referència obligada per reconstruir l'itinerari creatiu d'aquest artista del segle xix. D'aquest mateix període cal destacar més de 30 dibuixos del pintor d'història Eduardo Rosales, adquirits el 1912, que es relacionen amb el Testament d'Isabel la Catòlica i la Mort de Lucrècia, dues de les seves composicions històriques més paradigmàtiques.
Les col·leccions del Gabinet també tenen una nodrida representació d'obres modernistes i noucentistes. Concretament, el fons del Gabinet inclou més de 600 cartells modernistes de destacats artistes catalans i estrangers, entre els quals excel·leixen els de Ramon Casas. D'aquest artista en destaca la famosa sèrie de «Retrats al Carbó», autèntica galeria iconogràfica de les personalitats del moment a Catalunya, donada pel mateix autor el 1909. Entre els autors noucentistes, cal ressenyar la notable col·lecció de l'obra d'Isidre Nonell, amb més de 150 composicions.
Cal esmentar també la col·lecció de cartells d'aquesta mateixa època, que en bona part va ser adquirida pel Museu a Lluís Plandiura el 1903. Els més de 500 cartells, inclosa una notable presència d'autors estrangers, són un llegat d'incalculable valor patrimonial i exemplifiquen, el cartellisme a Catalunya.
Finalment, malgrat ser un fons desigual, cal referir-se a la representació dels moviments d'avantguarda. En aquest sentit, l'escultor Juli González és un dels artistes més ben representats, gràcies a la donació de més de 150 dibuixos que el 1972 va fer la seva filla Roberta. Per contra, és gairebé testimonial la presència de dos grans creadors de l'art contemporani, com són Dalí o Miró.
Quant a la formació dels fons del Gabinet de Dibuixos i Gravats, cal destacar dues adquisicions fonamentals de la Junta de Museus: el 1911, la col·lecció del crític literari i artístic Raimon Casellas i, deu anys més tard, la de l'artista modernista Alexandre de Riquer.

### Fotografia
La col·lecció de fotografia disposa de més de 6.000 exemplars. Les obres més antigues estan datades al segle xix, però es poden veure obres de diferents moviments com el pictorialisme, la nova objectivitat, el fotoperiodisme, fins al neorealisme i el període contemporani. La col·lecció s'ha constituït, tot i algunes adquisicions pròpies, gràcies a un conjunt de donacions i dipòsits de col·leccionistes i dels mateixos artistes (Colita, Joan Fontcuberta, Pere Formiguera, Carles Fontserè, Emili Godes, Josep Lladó, Oriol Maspons, Kim Manresa, Josep Masana, Otto Lloyd, Antoni Arissa, Josep Maria Casals i Ariet, Toni Bernad…)
Entre les obres exposades es troben algunes en dipòsit del Fons d'Art de la Generalitat de Catalunya, amb obres d'Antoni Campañà, Pere Català Pic, Francesc Català Roca, Joan Colom, Manel Esclusa, Francesc Esteve i Soley, entre d'altres, i obres també en dipòsit de l'Agrupació Fotogràfica de Catalunya, amb fotos de Claudi Carbonell i Joan Porqueras, per exemple. El maig de 2012 el museu va obrir una sala monogràfica amb 24 obres d'Agustí Centelles i una altra amb una selecció de fotògrafs de l'avantguarda fotogràfica catalana fins a la guerra civil.

### Numismàtica

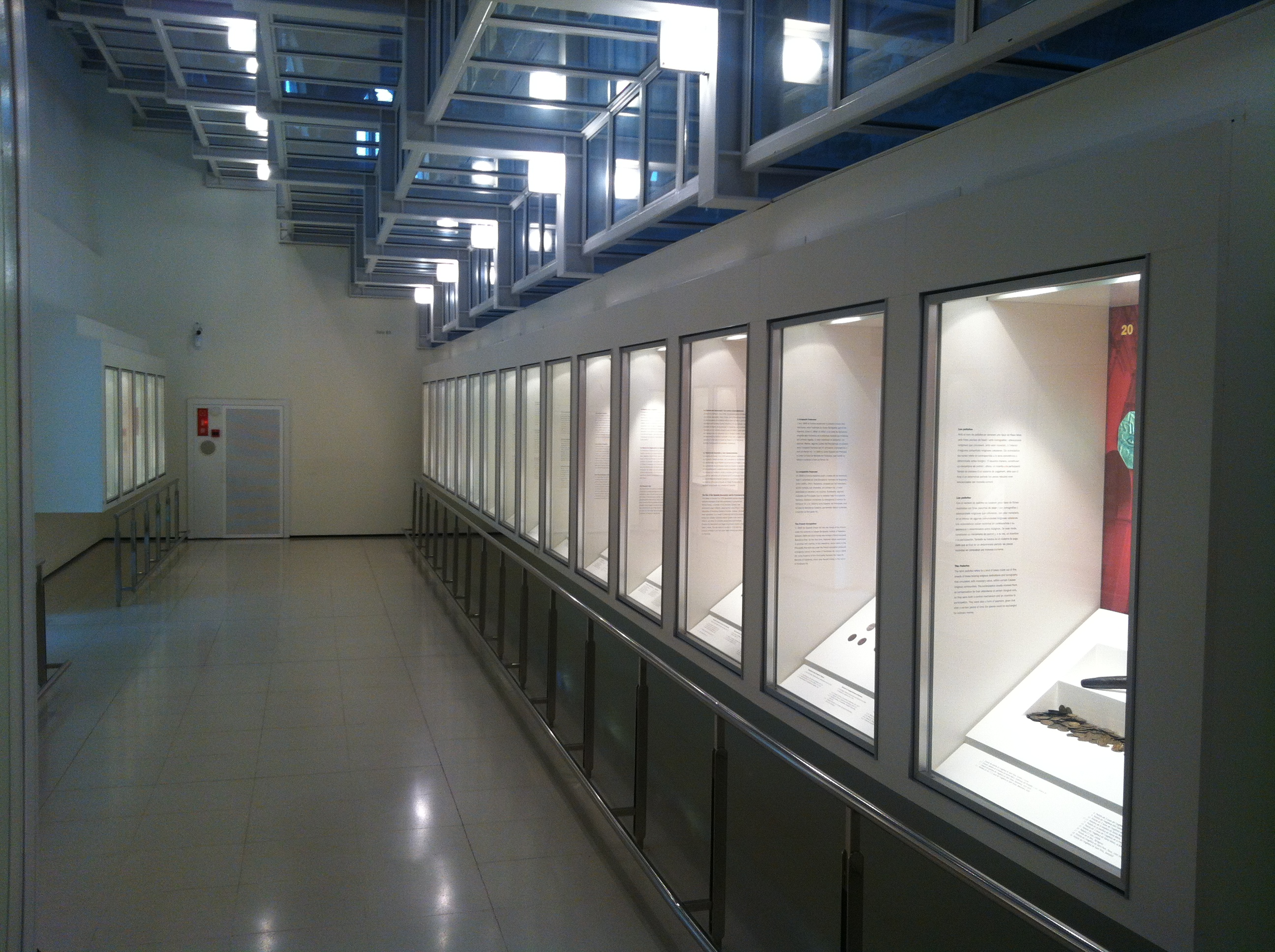
Sala d'exposicions del Gabinet Numismàtic

El Gabinet Numismàtic de Catalunya, creat el 1932, té una col·lecció que supera els 134.000 exemplars. El fons és el resultat d'un llarg procés d'adquisicions, per compra, donació, llegat o dipòsit, que va començar durant la primera meitat del segle xix i que encara continua. La col·lecció de monedes consta de quasi 100.000 peces, entre les quals estan representades les principals sèries numismàtiques, amb exemplars fabricats des del segle vi aC fins a l'actualitat. Les monedes més importants i emblemàtiques són, sens dubte, les emeses a Catalunya, amb gran nombre d'exemplars d'extraordinària raresa i peces úniques. Les col·leccions s'inicien amb les emissions d'època antiga, entre les quals destaquen les encunyades a la península Ibèrica, amb peces tan significatives com les de les colònies gregues d'Empúries i Rode o el tresor de 897 fraccions de plata trobat a la neàpoli d'Emporion. Del pas del món antic al medieval és la col·lecció de moneda visigoda, amb emissions de tallers del territori català, com ara Bàrcino, Tarraco o Gerunda. De les sèries cristianes de l'occident medieval, hi són presents bona part dels regnes europeus, encara que el fons de moneda catalana i de la Corona d'Aragó és el més destacat, amb exemplars que mostren, pas a pas, l'evolució històrica i econòmica d'aquests territoris. Per exemple, el creixement econòmic del segle xiii està documentat per l'inici de l'encunyació a Barcelona de croats de plata a nom de Pere II. De les emissions d'època moderna i contemporània cal assenyalar les encunyacions de tres períodes tan significatius com són els de la Guerra dels Segadors, la Guerra de Successió i la Guerra del Francès.

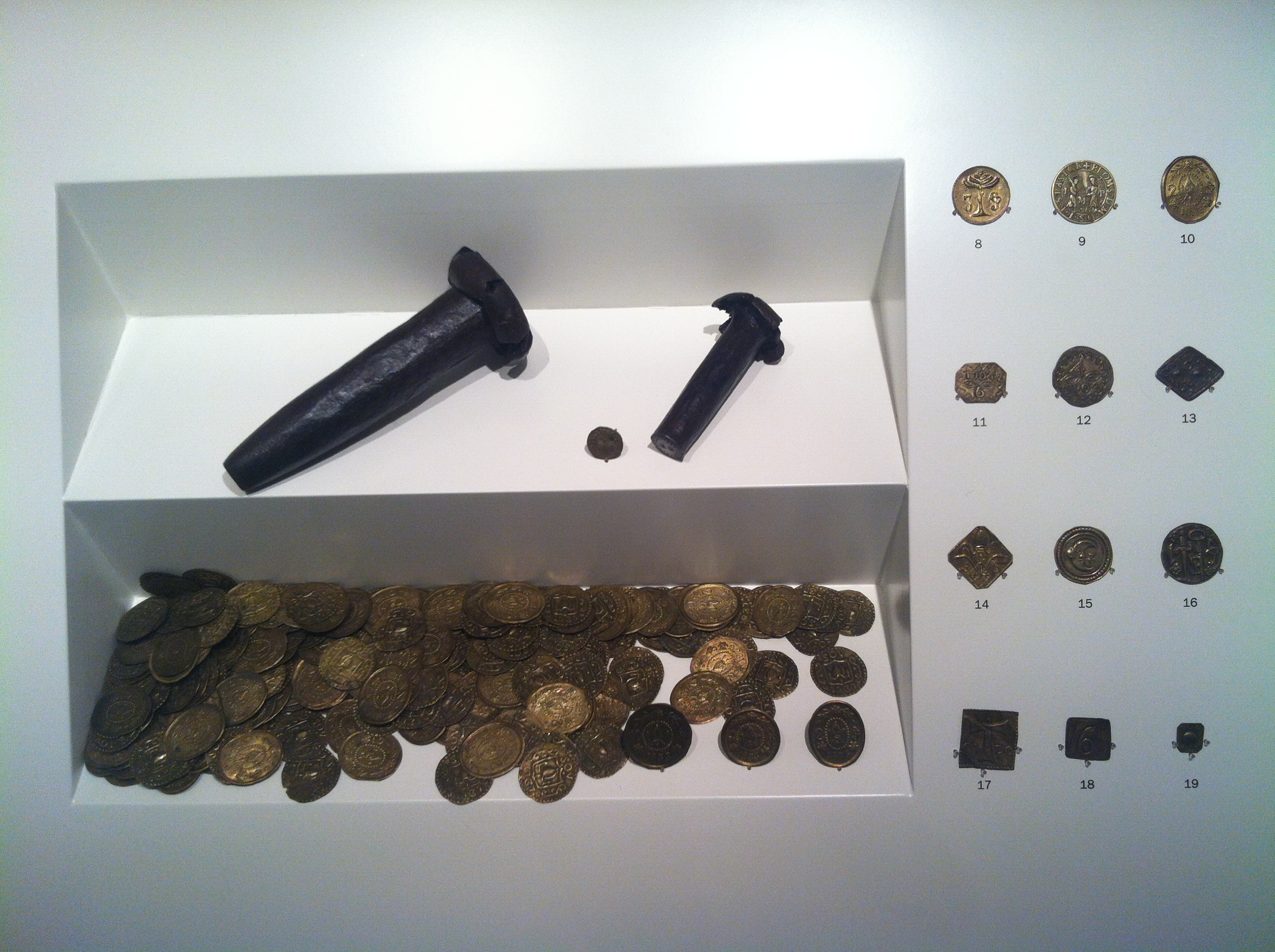
Monedes i pellofes

La col·lecció de medalles consta de més de 9.000 peces, que van des dels primers exemplars fabricats a Itàlia durant la segona meitat del segle xv fins a l'actualitat. La part principal de la col·lecció la formen les peces produïdes a Espanya, en bona part obra d'artistes i gravadors reconeguts, que van crear medalles d'una qualitat molt notable. Així, hi ha una bona representació de medalles fetes per mestres gravadors del segle xviii tan importants com Tomás Francisco Prieto o Gerónimo Antonio Gil. A finals del segle xix, sobretot a partir de l'Exposició Universal de Barcelona del 1888, es van incorporar a la creació de medalles escultors modernistes, fet que va donar pas a un període esplèndid de l'art de la medalla, sobretot a Catalunya, com queda reflectit en la col·lecció del Gabinet. La figura més important va ser la d'Eusebi Arnau, però també van crear peces d'una gran qualitat escultors com ara Parera, Blay, Llimona o Gargallo.
El nucli central de la col·lecció de paper-valor, que abasta un ampli ventall de diferents tipus de documents, és el fons de bitllets de banc, amb 4.100 exemplars. En destaquen la sèrie espanyola que conté les emissions del Banc d'Espanya des del 1874 fins a l'actualitat i la sèrie del paper-valor emès per la Generalitat de Catalunya i pels municipis catalans durant la Guerra Civil espanyola.
El Gabinet també custodia peces de tipologia diversa que tenen gran interès per la seva connexió, directa o indirecta, amb la numismàtica. En aquests fons s'apleguen, entre d'altres, eines de fabricació, pesals monetaris, balances, jetons, pellofes, fitxes, segells, condecoracions i fons documentals diversos. La formació d'aquest fons es va començar gràcia a una donació de Josep Salat a la Junta de Comerç de Barcelona als inicis del segle xix. Anys més tard, la Junta de Comerç va donar aquest fons a l'antic Museu Provincial d'Antiguitats. Després de diversos emplaçaments, es va ubicar durant uns anys al Palau de la Virreina i finalment al MNAC. Els fons del gabinet es complementa amb la biblioteca més important d'aquesta temàtica a l'estat, amb més de 6.000 exemplars que tracten diferents aspectes de la numismàtica.

### Sala Sert

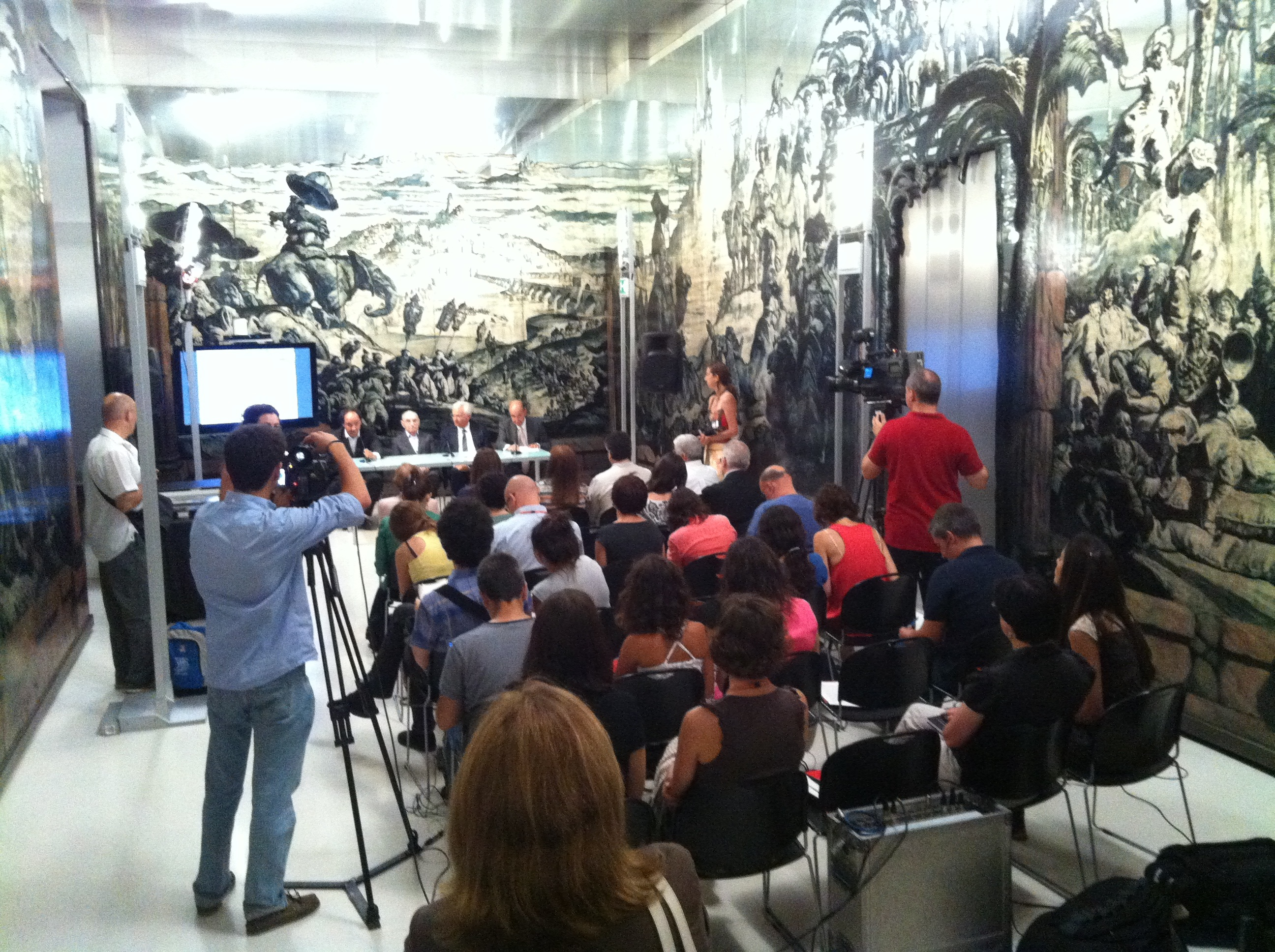
Roda de premsa amb Joan Colom, Pepe Serra i Ferran Mascarell a la Sala Sert

Josep Maria Sert (1874-1945) fou un dels pintors muralistes més cotitzats del seu temps. La seva pintura mural assimilava la tradició dels grans mestres venecians. Cal recordar, entre moltes altres, les seves pintures murals per al Rockefeller Center o l'Hotel Waldorf Astoria de Nova York; la decoració de la Societat de Nacions de Ginebra, sense oblidar la catedral de Vic i nombroses mansions de París, Buenos Aires, Venècia o Londres. Precisament, en aquesta darrera ciutat l'any 1921, Sert va encarregar-se de la decoració de la sala de ball de la residència de Sir Philip Sassoon, figura rellevant del món polític, cultural i financer de la societat britànica. Sert va cobrir aquella estança rectangular (de 85 m2 i 6,5 m d'altura) amb plafons de fusta pintats a l'oli, en tons negres i plata, amb un estil que reviu l'il·lusionisme barroc amb connotacions de l'art déco. L'escena, titulada Caravanes d'Orient, inclou camells gegants, palmeres amb fonts barroques, ruïnes d'un temple grec i multituds humanes que avancen cap a una ciutat ideal. L'obra es completava al cel ras, sobre el qual va pintar núvols i un forat celeste. Mort Sassoon el 1939, la residència fou enderrocada. Els plafons, llevat del sostre, es van salvar i van ser adquirits, després de diferents vicissituds, per l'Ajuntament de Barcelona. Amb motiu de la nova instal·lació al museu, es va restituir el conjunt, prèvia restauració de les pintures murals.

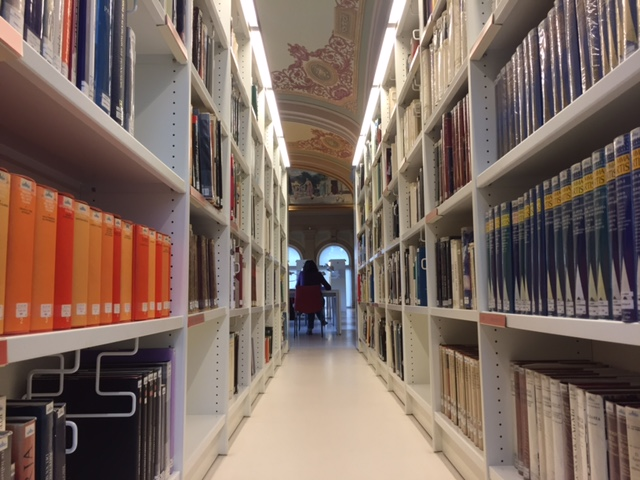
Biblioteca

## Biblioteca i arxiu

### Biblioteca
La Biblioteca Joaquim Folch i Torres és la biblioteca del Museu Nacional d'Art de Catalunya. La seva missió principal és donar suport als tècnics del museu, tot i que el seu patrimoni bibliogràfic i documental també està a disposició del públic extern. Aplega un fons especialitzat de més de 150.000 volums sobre art, història, arqueologia, museologia, conservació i restauració, fotografia i numismàtica —entre d'altres—, una àmplia col·lecció de revistes nacionals i estrangeres, un apartat de fons especials que inclou manuscrits, incunables, targetes postals, edicions de bibliòfil i obres editades abans del 1900, a més d'un arxiu de premsa i una secció de petits catàlegs d'exposicions.
El seu passat és centenari i sempre ha estat lligat als museus de la ciutat. Durant un llarg període va ser de titularitat municipal fins que l'any 1990, amb la promulgació de la Llei 17/1990, de 2 de novembre, de museus, es va integrar en l'organigrama del Museu Nacional d'Art de Catalunya. Al llarg d'aquest temps, ha tingut diverses seus i noms diferents fins que el 16 de desembre de 2004 es va inaugurar a la seva ubicació actual, a la primera planta del Palau Nacional, en un espai de gran lluminositat que durant l'Exposició Internacional de 1929 va funcionar com a Sala de Te.
Al llarg de la seva història, els fons de la biblioteca s'han enriquit gràcies a la incorporació dels fons provinents tant per compra, donatius i intercanvis. Cal destacar les incorporacions de diverses biblioteques particulars. El 1902 es comprà la biblioteca de Josep Lluís Pellicer. L'any 1914 va ingressar per donatiu la biblioteca Numismàtica de Manel Vidal Quadras. Destaca molt especialment l'adquisició de la biblioteca privada d'Alexandre de Riquer l'any 1921. Conté peces valuoses com llibres d'artista, manuscrits d'artistes i teòrics d'art catalans dels segles XIX i XX, enquadernacions artístiques i un total d'uns 4.000 volums sobre diverses matèries, editats abans de l'any 1900, entre els quals cal destacar alguns incunables. Junt amb aquestes obres, es conserva un important fons del període modernista, del noucentisme i de les avantguardes.

#### Història
La creació del Museu de Reproduccions Artístiques va comportar la formació d'una biblioteca auxiliar, germen de l'actual Biblioteca Joaquim Folch i Torres. La seva formació no va ser fruit de la casualitat sinó la conseqüència directa i meditada del procés d'organització del Museu de Reproduccions Artístiques i de l'objectiu pedagògic al qual responia. La biblioteca va tenir com a primera seu la testera nord-oest de la Nau Central del Palau de la Indústria, edifici construït per a l'Exposició Universal de Barcelona de 1888, a on es va inaugurar el 29 de juny de 1891 junt amb el Museu de Reproduccions. El discurs inaugural de Josep Lluís Pellicer, director del museu, qualificava la biblioteca ' "elemento de capitalísima importancia para consulta y estudio". Davant les deficiències, cada cop més grans, l'any 1902 la biblioteca es va traslladar al Saló del Tron de l'Antic Arsenal de la Ciutadella (o Palau Reial).

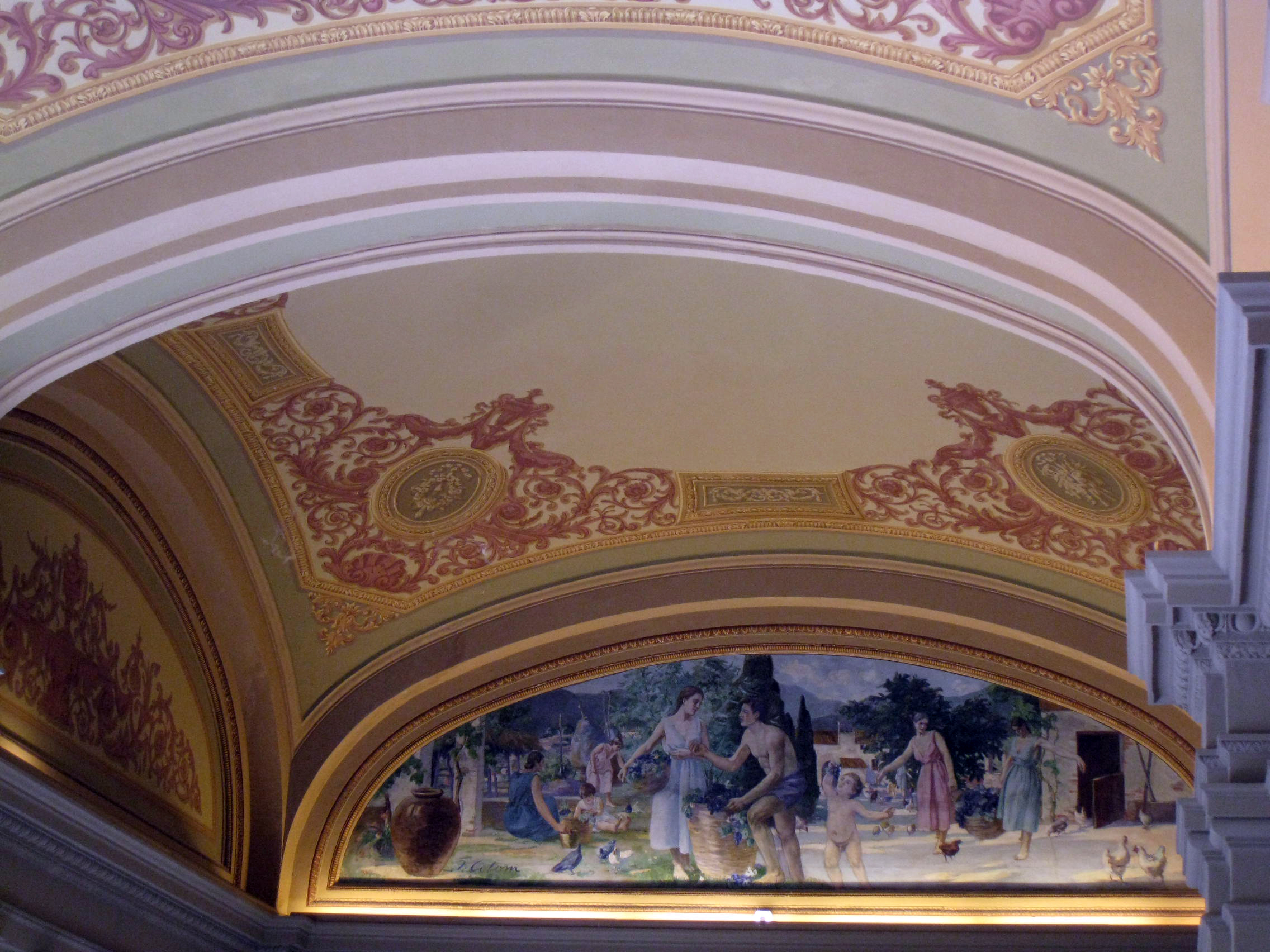
Detall de les pintures de Joan Colom i Agustí al sostre de la biblioteca, antic Saló de Te

L'any 1906, la biblioteca, restringida fins al moment als tècnics dels museus, s'obrí al públic general. La idea fou proposada per Josep Puig i Cadafalch. L'any 1912 es va crear una ponència d'adquisicions (formada per Josep Puig i Cadafalch, Manuel Rodriguez i Codolà i Dionís Baixeras i Verdaguer). Aquest mateix any es va convocar una plaça de bibliotecari que fou ocupada per Joaquim Folch i Torres que va proposar l'organització dels fons seguint el model de l'Institut International de Bibliographie. L'any 1919 es constituí la Comissió Especial de la Biblioteca. El 18 de febrer de 1928 va inaugurar una nova seu al Pavelló del Governador de la Ciutadella. En aquesta nova seu, va restar oberta fins al 17 de desembre del 1931. El 5 de desembre del 1934 es produïa la inauguració d'una nova seu de la biblioteca al Casal de la Junta del Poble Espanyol.
Durant la Guerra Civil espanyola es va traslladar a la Casa Solà Morales d'Olot per salvaguardar els seus fons. Un cop finalitzada la guerra, va tornar al Poble Espanyol on va romandre fins a l'any 1944. L'any 1944 es va traslladar a l'Antic Arsenal del Palau de la Ciutadella Entre els anys 1987-1990 va estar instal·lada a la Casa de la Caritat, entre 1991-2004 al Convent de Sant Agustí. Finalment, el 17 de gener del 2005 obria les seves portes al Palau Nacional.

### Arxiu
Creat el 1995, l'Arxiu General del MNAC té l'objectiu i responsabilitat de gestionar els fons documentals custodiats per la institució. Es divideix entre arxius de gestió, arxiu central, històric i arxiu d'imatge i so. S'hi guarda tant la documentació generada pel mateix museu des de la seva creació com la de totes les institucions que l'integren i d'altres que estan lligades amb el procés de creació del museu (Junta de Museus, fons personals, etc.).

## Xarxa de Museus d'Art de Catalunya

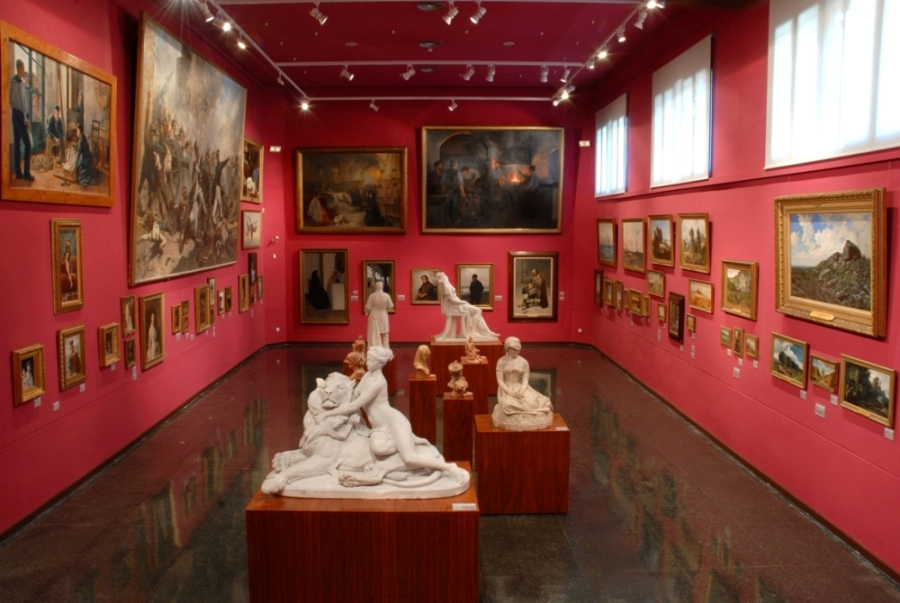
La pinacoteca de la Biblioteca Museu Víctor Balaguer

El Museu Nacional, com a institució museística de referència del país, impulsa una xarxa que articula els museus d’art en una estratègia comuna de col·laboració, per la posada en valor i la difusió del patrimoni artístic català. La xarxa dels museus d’art va néixer l'any 2014 amb l’objectiu de desenvolupar serveis, projectes i activitats conjunts, per aconseguir entre tots els museus que la conformen una major projecció social, turística i científica.
La xarxa està integrada per: Biblioteca Museu Víctor Balaguer, de Vilanova i la Geltrú; el Museu d’Art de Girona; el Museu Episcopal de Vic; Museu Diocesà i Comarcal de Solsona; el Museu del Cau Ferrat, de Sitges; el Museu de la Garrotxa, d'Olot; el Museu d'Art Jaume Morera, de Lleida; el Museu de Lleida Diocesà i Comarcal; el Museu de l’Empordà, de Figueres; el Museu de Reus; el Museu de Valls; el Museu de Manresa; el Museu d'Art de Sabadell, Museu Diocesà i Comarcal de Solsona; Museu d'Art Modern de Tarragona; Museu Frederic Marès, de Barcelona; Museu Abelló, de Mollet del Vallès; Museu d'Art de Cerdanyola; Fundació Apel·les Fenosa; Museu del Disseny de Barcelona; Museu d'Art Contemporani de Barcelona i Fundació Palau.

### Museus-secció
Els Museus-secció van formar part del conjunt del Museu Nacional, però amb gestió independent i titularitat dels ajuntaments respectius. L'any 2014 Museus-secció va desaparèixer amb la creació de la Xarxa de Museus d'Art de Catalunya.

## Centre de Restauració i Conservació Preventiva

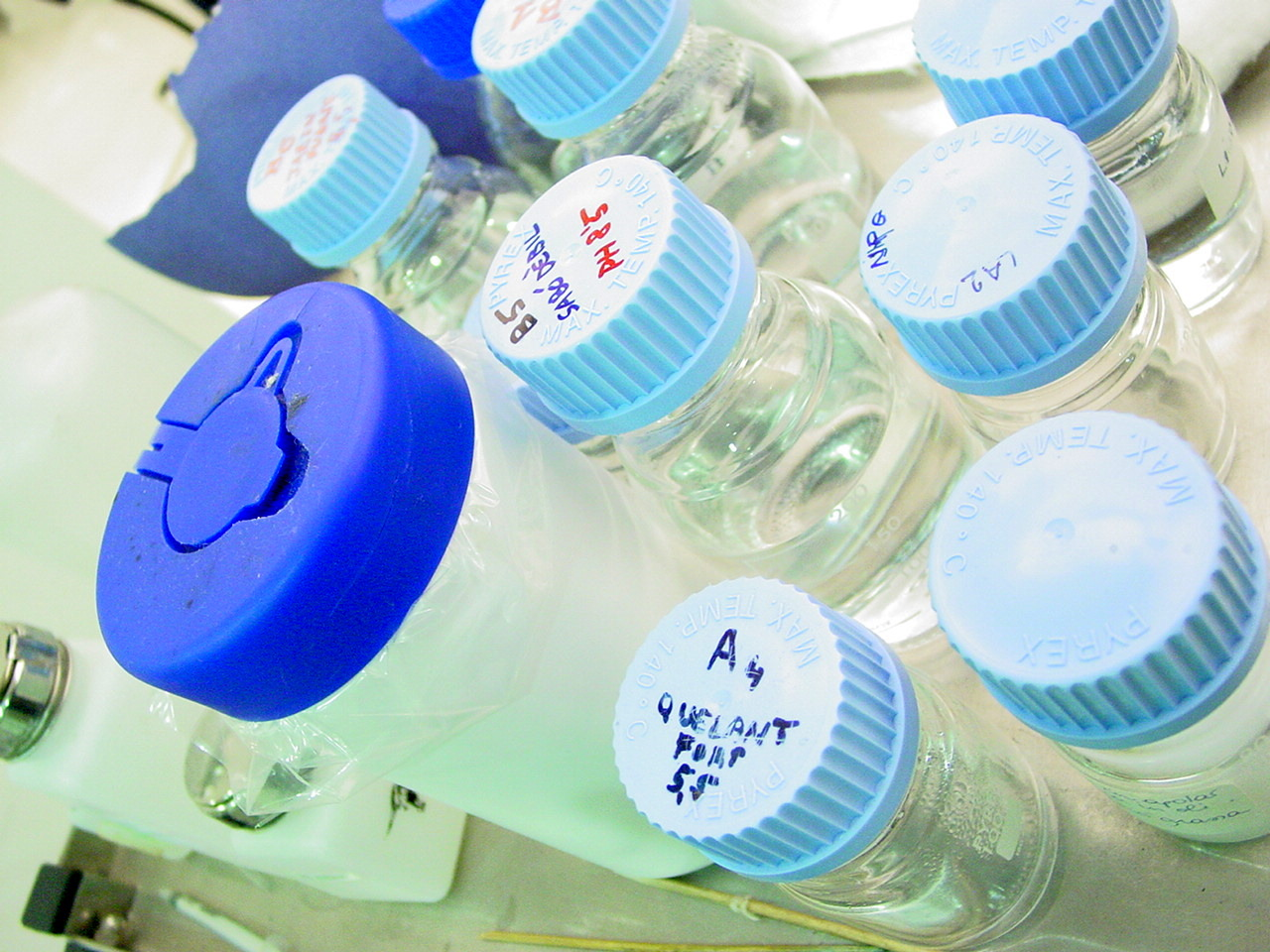
Tests de neteja al Centre de Restauració i Conservació preventiva del museu.

El museu compta amb un centre propi de conservació i restauració, encarregat de vetllar per les mateixes col·leccions, tant les exposades com les emmagatzemades o dipositades en préstec. S'encarrega d'analitzar i estudiar les diferents obres de la col·lecció amb l'objectiu de facilitar informació als historiadors de l'art que ho necessitin; professionals de diverses especialitats diagnostiquen les alteracions i les patologies dels objectes, en determinen les causes de degradació i s'esforcen per eliminar els riscos. En aquest sentit, l'objectiu és crear un entorn estable i aconseguir les millors condicions d'exposició, d'emmagatzematge, de manipulació, de transport i d'embalatge. La major part de les actuacions que es duen a terme són de caràcter preventiu, però també es dona la importància deguda a l'aplicació de tractaments curatius i a les intervencions de restauraci 
El Centre de Restauració i Conservació Preventiva del MNAC és hereu d'una profunda renovació que va impulsar Joaquim Folch i Torres mentre era director del Museu d'Art de Catalunya, especialment a partir dels anys trenta, quan la Junta de Museus va enviar Manuel Grau i Mas a formar-se amb Mauro Pelliccioli, aleshores director dels laboratoris de restauració de Milà, annexos a la Pinacoteca de Brera, que influïren decisivament a tot Europa en l'àmbit de la restauració.
Compta amb personal científic dedicat a les tasques de conservació preventiva i del laboratori químic, i amb un equip de conservadors-restauradors especialitzats en diverses disciplines, d'acord amb la tipologia dels fons del Museu: restauració de pintura sobre tela i pintura mural traspassada; restauració de pintura sobre taula, escultura de fusta policromada i mobiliari; restauració d'obra d'art sobre paper i fotografia, i restauració de materials petris, metalls i arts del foc.

## Patronat, directors i visitants
El patronat està format actualment pels següents membres:
- President: Joan Oliveras i Bagués[75]
- Vicepresidents: Natàlia Garriga Ibáñez en representació de la Generalitat de Catalunya, Víctor Francos Díaz en representació de l'Estat i Jordi Martí Grau de l'Ajuntament de Barcelona.
- Vocals: Pere Almeda Samaranch, Isak Andic, Jordi Carulla i Font, Laura Cendrós Jorba, Marta Clari Padrós, Carles Colomer Casellas, Marta Domènech i Tomàs, Elisa Durán Montolio, Jordi Foz i Dalmau, María José Gálvez Salvador, Sònia Hernández Almodóvar, Francesc Xavier Marcé Carol, Joan Francesc Marco Conchillo, Rosa Martínez Delgado, Dolors Portús i Vinyeta, Pau Relat i Vidal, Elisa Ros Barbosa, Isaac Sastre de Diego, Ana Vallès Blasco, i Rafael Villaseca Marco.[76]
- Secretària: Anna Bernadàs Mena
- Director: Josep Serra i Villalba
- Administrador: Víctor Magrans Julià

### Llista de directors
Llista dels directors del Museu Nacional d'Art de Catalunya des que fou fundat fins a l'actualitat:
- 1934 – 1939: Joaquim Folch i Torres
- 1939 – 1948: Xavier de Salas
- 1948 – 1985: Joan Ainaud de Lasarte
- 1985 – 1985: Lluís Domènech i Girbau
- 1985 – 1991: Joan Sureda
- 1991 – 1994: Xavier Barral
- 1994 – 2005: Eduard Carbonell
- 2006 – 2011: Maite Ocaña
- 2012 – actualitat: Pepe Serra

### Visitants
| Any  | Visitants |
| ---- | --------- |
| 2016 | 820.516   |
| 2017 | 866.271   |
| 2018 | 891.346   |
| 2019 | 837.694   |
| 2020 | 210.465   |
| 2021 | 296.179   |
| 2022 | 550.000   |